# Châlus
Vous lisez un « article de qualité » labellisé en 2009.
Ne doit pas être confondu avec Chalus (Puy-de-Dôme).
Pour les articles homonymes, voir Chalus.
Châlus [ʃaly] est une commune française située dans le département de la Haute-Vienne, en région Nouvelle-Aquitaine. Localisée au sud-ouest de Limoges et au nord-est de Périgueux, elle appartient au Limousin historique. Elle est connue pour être le lieu où le roi d'Angleterre Richard Cœur de Lion fut mortellement blessé en 1199.
Sa position dans les monts de Châlus, au carrefour naturel de routes anciennes, se traduit par les influences mêlées du Limousin, du Périgord et de la Charente limousine dans l'hydrographie, le climat, le relief ou encore les styles architecturaux. Ce caractère de frontière a orienté un développement fondé sur les échanges, avec des foires au Moyen Âge, et une histoire agitée par les sièges de ses châteaux.
Marquée par l'activité agricole et l'exploitation du châtaignier, son économie a vu l'industrie se développer avec le chemin de fer, jusqu'à la contraction de sa population dans le dernier quart du XXe siècle.
L'installation récente de populations rurbaines ou britanniques permet une stabilisation démographique autour de 1 600 habitants. Axé sur le tourisme et le développement durable, le renouveau de la commune et de ses environs, illustré par exemple par la création du parc naturel régional Périgord-Limousin, intègre les atouts traditionnels du territoire, tels que la forêt et le bois, mais aussi le développement de services médico-sociaux, éducatifs et sportifs.
Constituant un pôle de services intermédiaires dont la promotion est portée par des rendez-vous épisodiques tels que la félibrée ou, en 2009, le Tour du Limousin, Châlus doit sa renommée à l'aura de personnalités dont le souvenir y est attaché, de Richard Cœur de Lion à Pierre Desproges en passant par Georges-Emmanuel Clancier ou Lawrence d'Arabie.

## Géographie

### Localisation

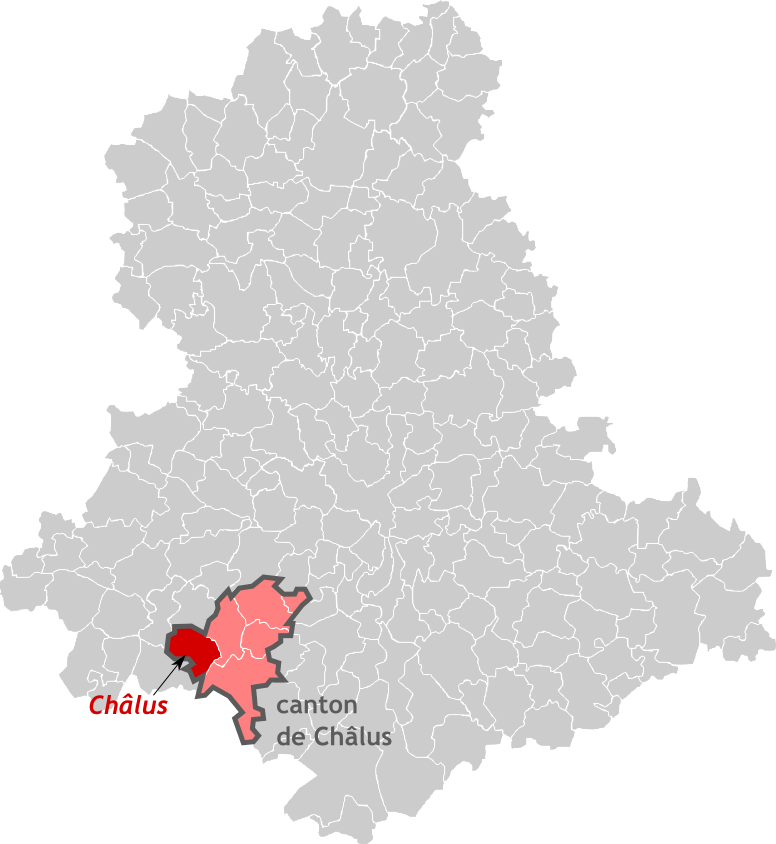
Situation de Châlus en Haute-Vienne et dans son ancien canton.

Châlus est au centre du pays des Feuillardiers, région naturelle constituée d'un ensemble de collines boisées, bordée à l'est par le pays Arédien, au nord par la vallée de la Vienne, à l'ouest par la Charente limousine et au sud par le Périgord vert. Châlus est limitrophe de cinq autres communes.

### Communes limitrophes
Les communes limitrophes sont Champsac, Bussière-Galant, Champagnac-la-Rivière, Dournazac et Pageas.
| Champagnac-la-Rivière | Champsac | Pageas          |
|                       | Châlus   |                 |
| Dournazac             |          | Bussière-Galant |

### Topographie, géologie, relief et sismicité
Située à 36 km au sud-ouest de Limoges et à 65 km au nord-est de Périgueux (29 et 56 km respectivement en distances orthodromiques), Châlus est la ville principale des monts de Châlus, aire géographique d'une altitude maximale de 521 mètres qui constitue les premiers contreforts occidentaux du Massif central avec, plus au nord, les monts de Blond.
Le territoire communal est situé sur un sous-sol de roches métamorphiques, très dur, particulièrement résistant à l'érosion, correspondant au socle cristallin du Massif central, et constitué de gneiss, largement utilisé dans le bâti traditionnel. Il offre un relief assez doux, entre 310  et   437 mètres d'altitude, fait de vallonnements et de fortes collines boisées de taillis de châtaigniers, caractéristiques du paysage.
Toutefois, si au nord de la Tardoire, l'activité agricole et l'élevage dominent le bocage limousin traditionnel, ils sont, au sud, plus imbriqués avec la forêt, où la présence de monts offre des points de vue panoramiques, comme celui sur Châlus depuis Lageyrat.
La géologie châlusienne inclut des massifs de serpentinite, reliques du fond d'un océan disparu au cours de l'édification de la chaîne hercynienne au carbonifère (-350 à -290 millions d'années). Sur cette roche ultramafique et riche en métaux lourds se développe une végétation originale, comme sur la lande de la Martinie. Les sols bruns acides sont, de manière générale, pauvres et peu fertiles.
La sismicité est faible, mais non nulle. Si aucun séisme de magnitude supérieure à 3 n'est survenu depuis 1979, la commune se trouve dans l'aire macrosismique de neuf séismes recensés depuis 1925. Pour deux d'entre eux, la commune est comprise dans l'aire pléisoséiste. C'est le cas pour le séisme du 29 avril 1977 d'une intensité épicentrale de III sur l'échelle MSK64 et pour celui du 6 novembre 1978 qui fut d'une intensité épicentrale et ressentie dans la commune de V à VI (l'épicentre de ce dernier peut être localisé entre Châlus et Gorre, par 45° 41' de latitude nord et 0° 59' de longitude est).

### Climat
Le climat qui caractérise la commune est qualifié, en 2010, de « climat océanique altéré », selon la typologie des climats de la France qui compte alors huit grands types de climats en métropole. En 2020, la commune ressort du même type de climat dans la classification établie par Météo-France, qui ne compte désormais, en première approche, que cinq grands types de climats en métropole. Il s’agit d’une zone de transition entre le climat océanique, le climat de montagne et le climat semi-continental. Les écarts de température entre hiver et été augmentent avec l'éloignement de la mer. La pluviométrie est plus faible qu'en bord de mer, sauf aux abords des reliefs.
Les paramètres climatiques qui ont permis d’établir la typologie de 2010 comportent six variables pour les températures et huit pour les précipitations, dont les valeurs correspondent à la normale 1971-2000. Les sept principales variables caractérisant la commune sont présentées dans l'encadré ci-après.
| Paramètres climatiques communaux sur la période 1971-2000 - Moyenne annuelle de température : 11,1 °C - Nombre de jours avec une température inférieure à −5 °C : 3,1 j - Nombre de jours avec une température supérieure à 30 °C : 3,7 j - Amplitude thermique annuelle : 14,6 °C - Cumuls annuels de précipitation : 1 155 mm - Nombre de jours de précipitation en janvier : 13,6 j - Nombre de jours de précipitation en juillet : 8,1 j |

Avec le changement climatique, ces variables ont évolué. Une étude réalisée en 2014 par la Direction générale de l'Énergie et du Climat complétée par des études régionales prévoit en effet que la température moyenne devrait croître et la pluviométrie moyenne baisser, avec toutefois de fortes variations régionales. La station météorologique de Météo-France installée sur la commune et mise en service en 1995 permet de connaître en continu l'évolution des indicateurs météorologiques. Le tableau détaillé pour la période 1981-2010 est présenté ci-après.
| Mois                                  | jan.          | fév.           | mars           | avril         | mai           | juin          | jui.          | août          | sep.          | oct.          | nov.          | déc.          | année      |
| ------------------------------------- | ------------- | -------------- | -------------- | ------------- | ------------- | ------------- | ------------- | ------------- | ------------- | ------------- | ------------- | ------------- | ---------- |
| Température minimale moyenne (°C)     | 1,7           | 1,7            | 3,7            | 5,9           | 9,4           | 12,5          | 13,6          | 14            | 11            | 8,9           | 4,1           | 1,7           | 7,4        |
| Température moyenne (°C)              | 4,6           | 5,2            | 8              | 10,4          | 14,2          | 17,7          | 18,9          | 19,2          | 15,9          | 12,7          | 7,1           | 4,5           | 11,6       |
| Température maximale moyenne (°C)     | 7,4           | 8,6            | 12,3           | 15            | 19            | 22,8          | 24,2          | 24,4          | 20,8          | 16,5          | 10,2          | 7,4           | 15,8       |
| Record de froid (°C) date du record   | −9,7 08.01.09 | −13,7 09.02.12 | −12,2 01.03.05 | −3,9 04.04.96 | −0,7 08.05.97 | 3,5 03.06.06  | 6,9 16.07.00  | 6,7 30.08.98  | 0 25.09.02    | −3,3 25.10.03 | −7,6 22.11.98 | −12 15.12.01  | −13,7 2012 |
| Record de chaleur (°C) date du record | 17,1 01.01.22 | 23,8 27.02.19  | 24,4 31.03.21  | 28,3 30.04.05 | 30,5 30.05.01 | 35,7 27.06.19 | 37,3 23.07.19 | 37,9 07.08.20 | 32,9 14.09.20 | 27,7 02.10.11 | 22,1 08.11.15 | 16,9 31.12.21 | 37,9 2020  |
| Précipitations (mm)                   | 119,6         | 92,5           | 97,5           | 112,3         | 96,2          | 78            | 69,1          | 80,6          | 67,4          | 105,7         | 135,9         | 123,3         | 1 178,1    |

### Hydrographie

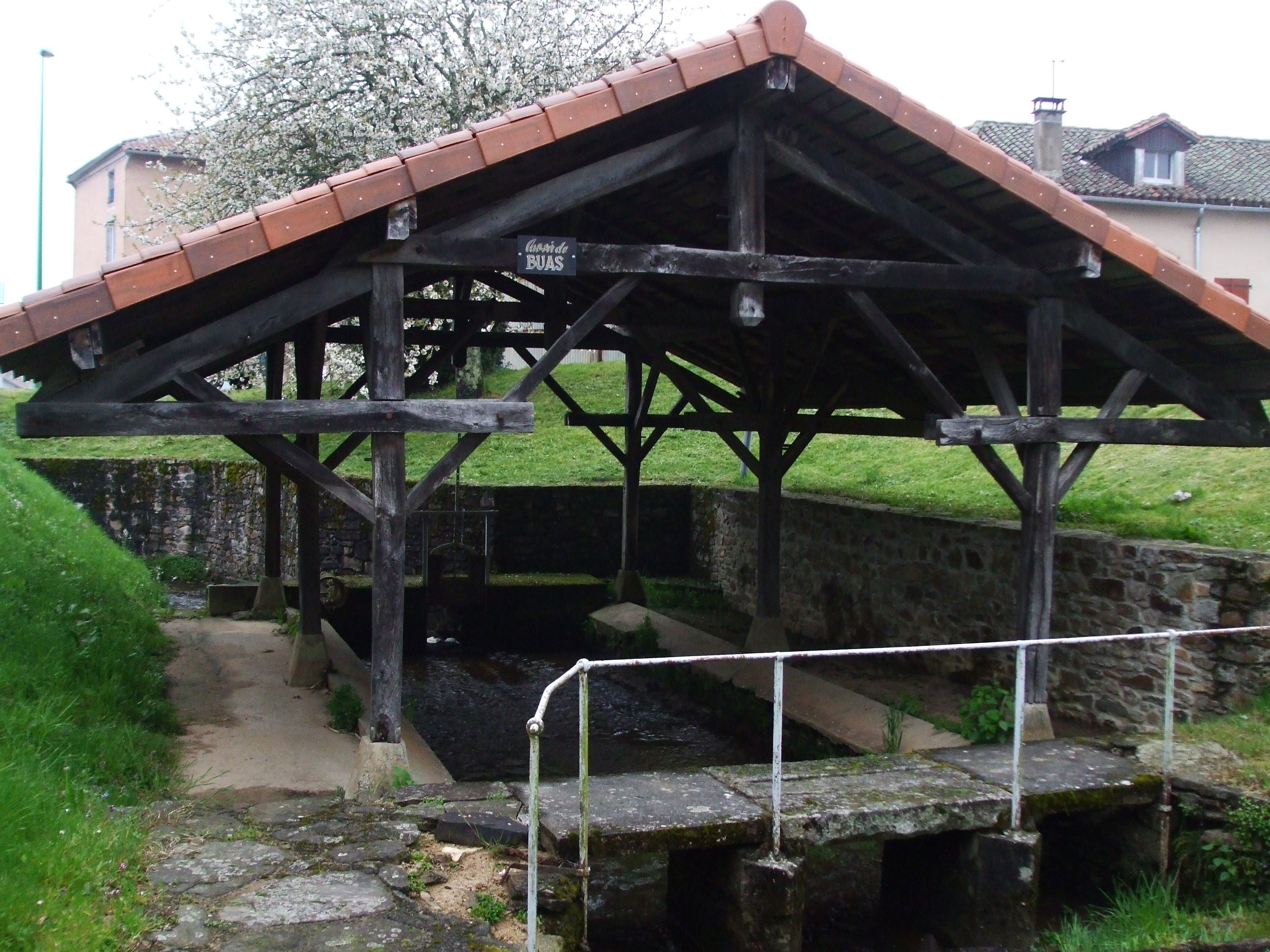
La Tardoire au lavoir de Buas.

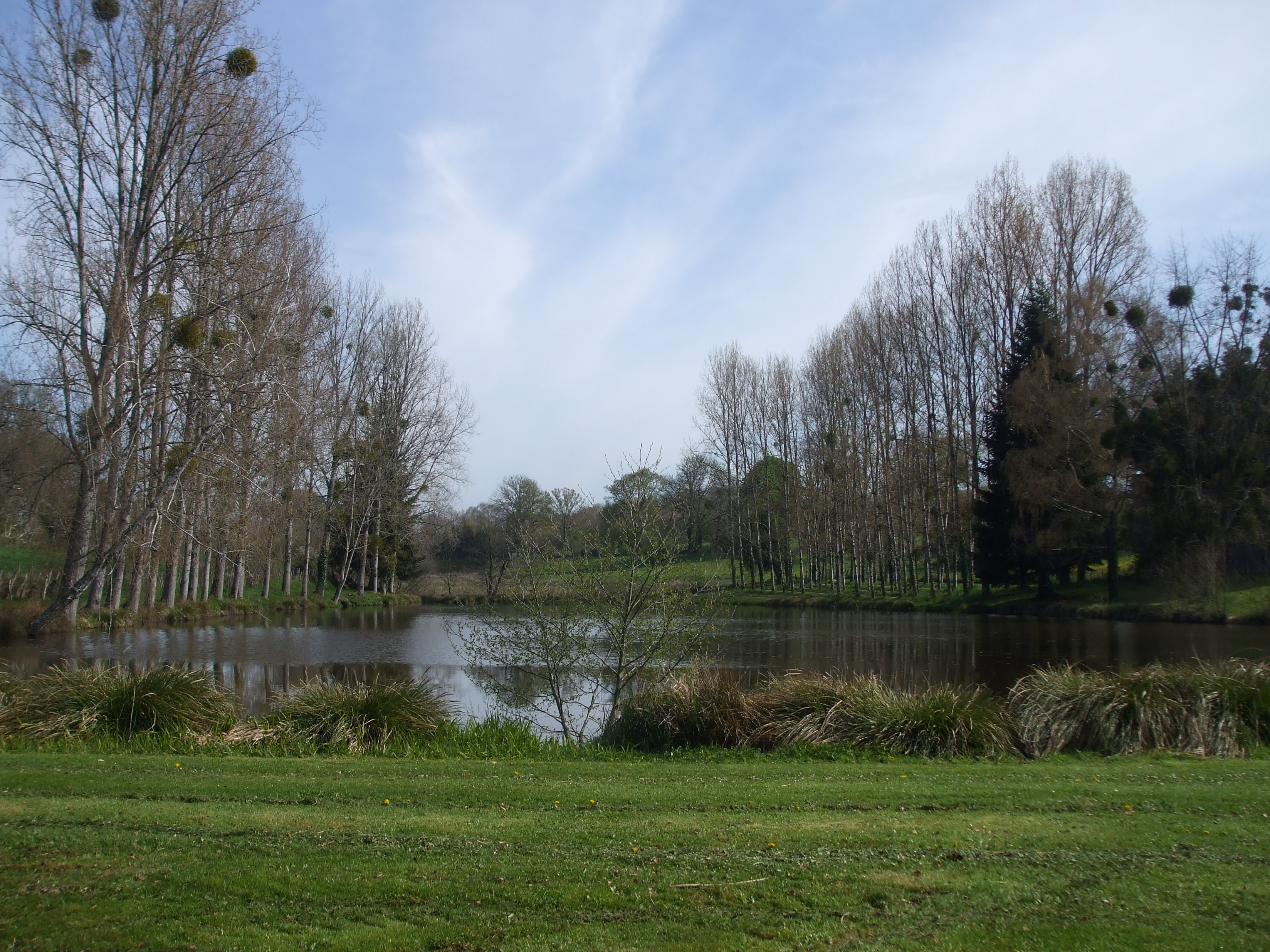
L'étang de Séchaud.

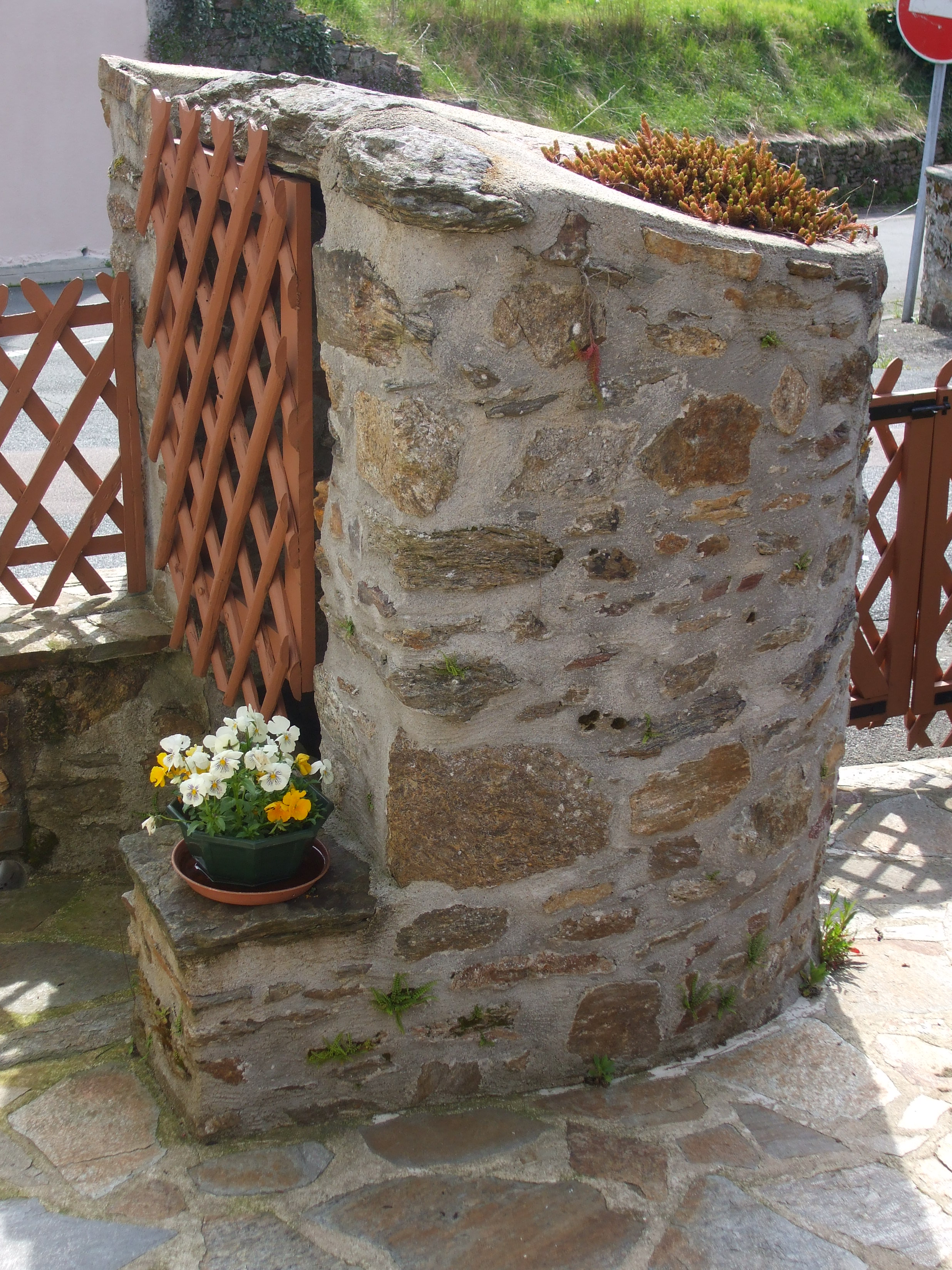
Puits à la Ville haute.

Le territoire de Châlus est à cheval sur les bassins hydrographiques de la Loire, de la Charente et de la Dordogne. Les fortes précipitations liées à un climat océanique humide et à un sol cristallin imperméable ont induit un réseau hydrographique dense qui modèle fortement le paysage. Les cours d'eau, souvent bordés de ripisylves, maintiennent des corridors écologiques qui serpentent dans des vallons humides et présentent un fort intérêt paysager.
L'omniprésence de l'eau sur la commune, riche en sources, serves, puits, lavoirs et fontaines à dévotion, est renforcée par la présence d'un grand nombre d'étangs. Les eaux souterraines, concernées par le schéma directeur d'aménagement et de gestion des eaux (SDAGE) du bassin Adour-Garonne, sont, comme l'ensemble des eaux souterraines de la communauté de communes, de bonne qualité physico-chimique, bien que faiblement minéralisées et acides.
Le cours d'eau principal, la Tardoire, est une rivière classée en seconde catégorie piscicole sur son cours supérieur. Elle appartient au bassin de la Charente, dont elle forme l'extrémité la plus orientale. La vallée de la Tardoire constitue, comme la lande de la Martinie, une zone naturelle d'intérêt écologique, faunistique et floristique (ZNIEFF), avec la présence notamment de la loutre, du râle d'eau, du cincle plongeur ou du busard Saint-Martin. Elle prend sa source sur la commune de Pageas, à la sortie d'un étang sous le hameau du Mazaubert, puis s'encaisse pour franchir l'ancien moulin entre les châteaux de Châlus Chabrol et de Châlus Maulmont. En aval, la Tardoire perd peu à peu son eau pour alimenter le système de gouffres et de résurgences du karst de La Rochefoucauld, puis ressort, associée à d'autres eaux souterraines dont celles du Bandiat, aux sources de la Touvre. En cas de crue, la Tardoire peut conserver assez d'eau pour constituer un affluent de la Bonnieure. La commune est parsemée de ruisseaux naturels, tels le ruisseau du Lac, qui prend sa source à proximité du lieu-dit « Chareilles » et rejoint la Dronne via les étangs de Maison Neuve (commune de Dournazac) ou le ruisseau des Maisons, qui constitue un site majeur du patrimoine naturel, notamment en raison des populations d'écrevisses à pattes blanches d'intérêt européen qu'il abrite. De multiples rigoles artificielles, de très faible importance, créées pour drainer les vallées humides et amender la terre, participent également au système hydraulique du territoire.
Le territoire communal compte 60 étangs ; la superficie du plus petit correspond à un are et celle du plus étendu est supérieure à deux hectares. Certains d'entre eux alimentaient autrefois des moulins. Les plus récents, qui sont aussi les plus nombreux, sont directement liés au développement d'une société de loisirs. Ils sont, le plus souvent, construits par obstruction d'une petite vallée, ce qui a réduit la surface des zones humides et modifié l'aspect du paysage en le remodelant de façon importante, avec une influence possible sur le climat.
La richesse hydrographique du territoire s'accompagne de nombreux petits ouvrages bâtis : ponts, moulins, lavoirs, abreuvoirs, fontaines, puits. La Tardoire est franchie par une dizaine de ponts, dont le plus important est un petit viaduc à trois arches, dit les trois ponts.

### Voies de communication et transports
Châlus est accessible de Limoges (35 km) et de Périgueux (65 km) par la RN 21, de Nontron (35 km), par la D 707 puis la D 85, et enfin la D 6b en Haute-Vienne, de Saint-Yrieix (28 km) par la D 901, de Rochechouart (26 km) également par la D 901. En 2004, le trafic moyen journalier recensait 5 726 véhicules au sud de Châlus et 4 621 au nord ; en avril 2007, les D 901 et 6b débouchant sur Châlus connaissaient un trafic relativement important avec environ 800 véhicules par jour. Trois lignes de la RDTHV relient la ville à Limoges : la ligne 15 « Limoges — Dournazac » desservant Isle, Aixe-sur-Vienne, Flavignac, Châlus, Dournazac et La Chapelle-Montbrandeix, ainsi que la ligne 16, « Limoges — Châlus » desservant Isle, Aixe-sur-Vienne, Séreilhac, Pageas et Châlus son terminus, et enfin la ligne 60 « Limoges — Bussière-Galant » avec un arrêt au pont. La ligne 63, « Saint-Yrieix-la-Perche — Saint-Junien » fonctionne en période scolaire avec un arrêt place Salvador-Allende.
Les trains Intercités desservent Limoges par la gare des Bénédictins. Ils sont accessibles en TER Limousin par la gare de Bussière-Galant, distante de Châlus de 7 km, avec cinq allers-retours en semaine, sur la ligne Limoges - Périgueux, ou par celle de Nexon, à 19 km, avec douze allers-retours en semaine. L'aéroport international le plus proche est l'aéroport de Limoges-Bellegarde à 36 km. En avion de tourisme, la liaison peut s'effectuer à partir de l'aérodrome Maryse-Bastié de Saint-Junien, distant de 36 km également.

## Urbanisme

### Typologie
Au 1er janvier 2024, Châlus est catégorisée bourg rural, selon la nouvelle grille communale de densité à sept niveaux définie par l'Insee en 2022.
Elle est située hors unité urbaine. Par ailleurs la commune fait partie de l'aire d'attraction de Limoges, dont elle est une commune de la couronne,. Cette aire, qui regroupe 127 communes, est catégorisée dans les aires de 200 000 à moins de 700 000 habitants,.

### Occupation des sols
L'occupation des sols de la commune, telle qu'elle ressort de la base de données européenne d’occupation biophysique des sols Corine Land Cover (CLC), est marquée par l'importance des territoires agricoles (73 % en 2018), une proportion sensiblement équivalente à celle de 1990 (73,5 %). La répartition détaillée en 2018 est la suivante : 
zones agricoles hétérogènes (40,3 %), prairies (29,3 %), forêts (20,9 %), zones urbanisées (6,1 %), terres arables (3,4 %). L'évolution de l’occupation des sols de la commune et de ses infrastructures peut être observée sur les différentes représentations cartographiques du territoire : la carte de Cassini (XVIIIe siècle), la carte d'état-major (1820-1866) et les cartes ou photos aériennes de l'IGN pour la période actuelle (1950 à aujourd'hui).

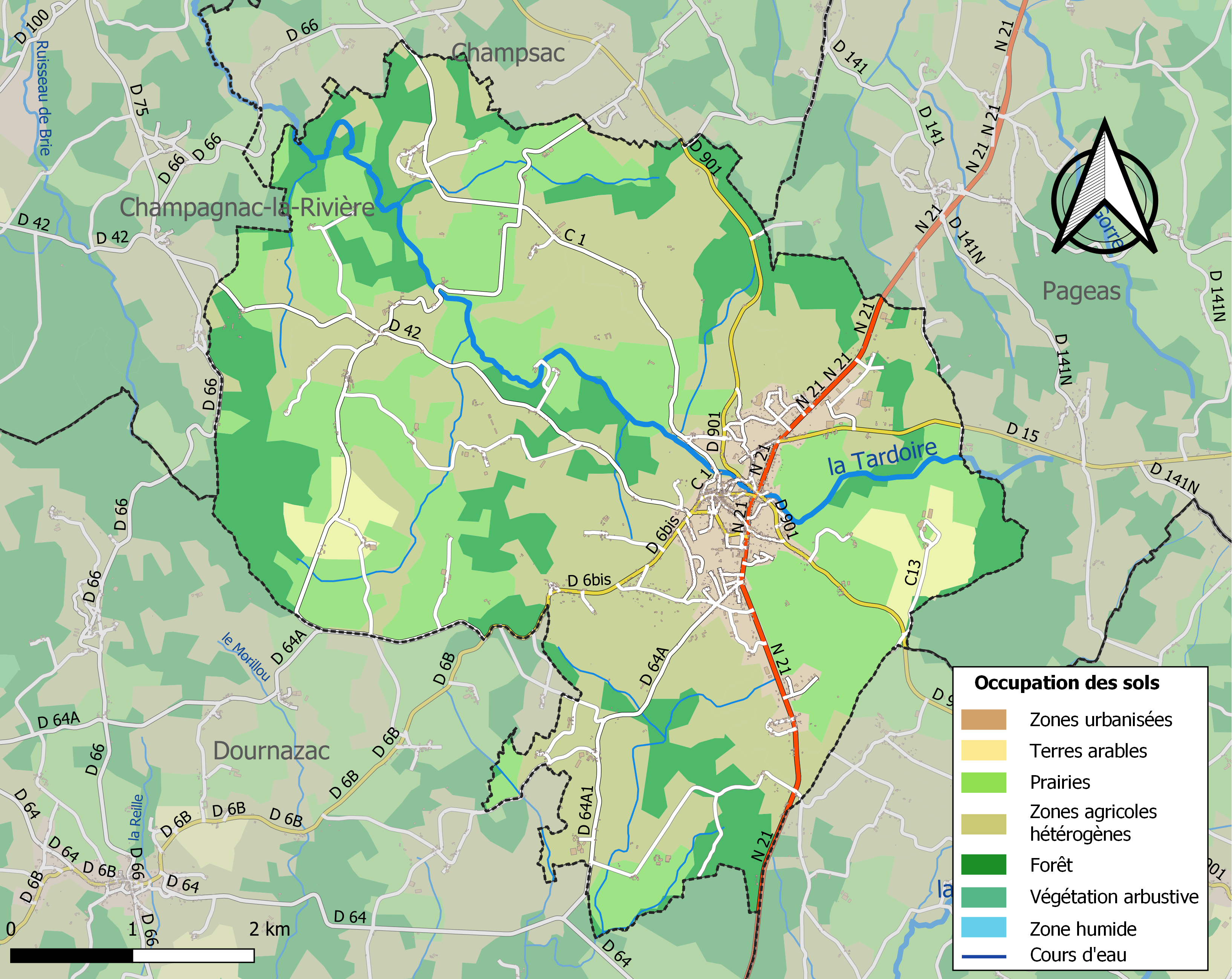
Carte des infrastructures et de l'occupation des sols de la commune en 2018 (CLC).

### Morphologie urbaine

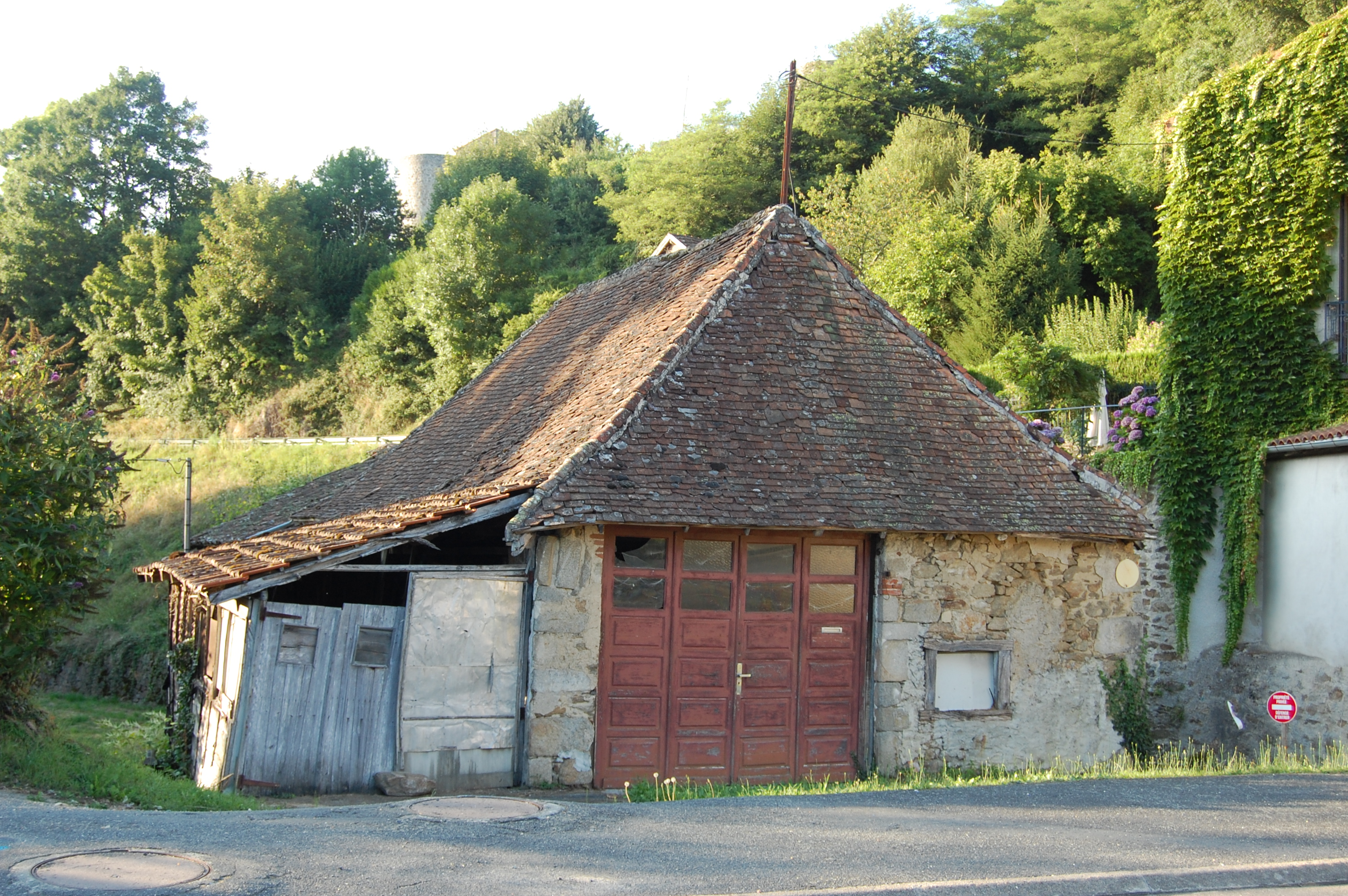
Une couverture en tuiles plates anciennes.

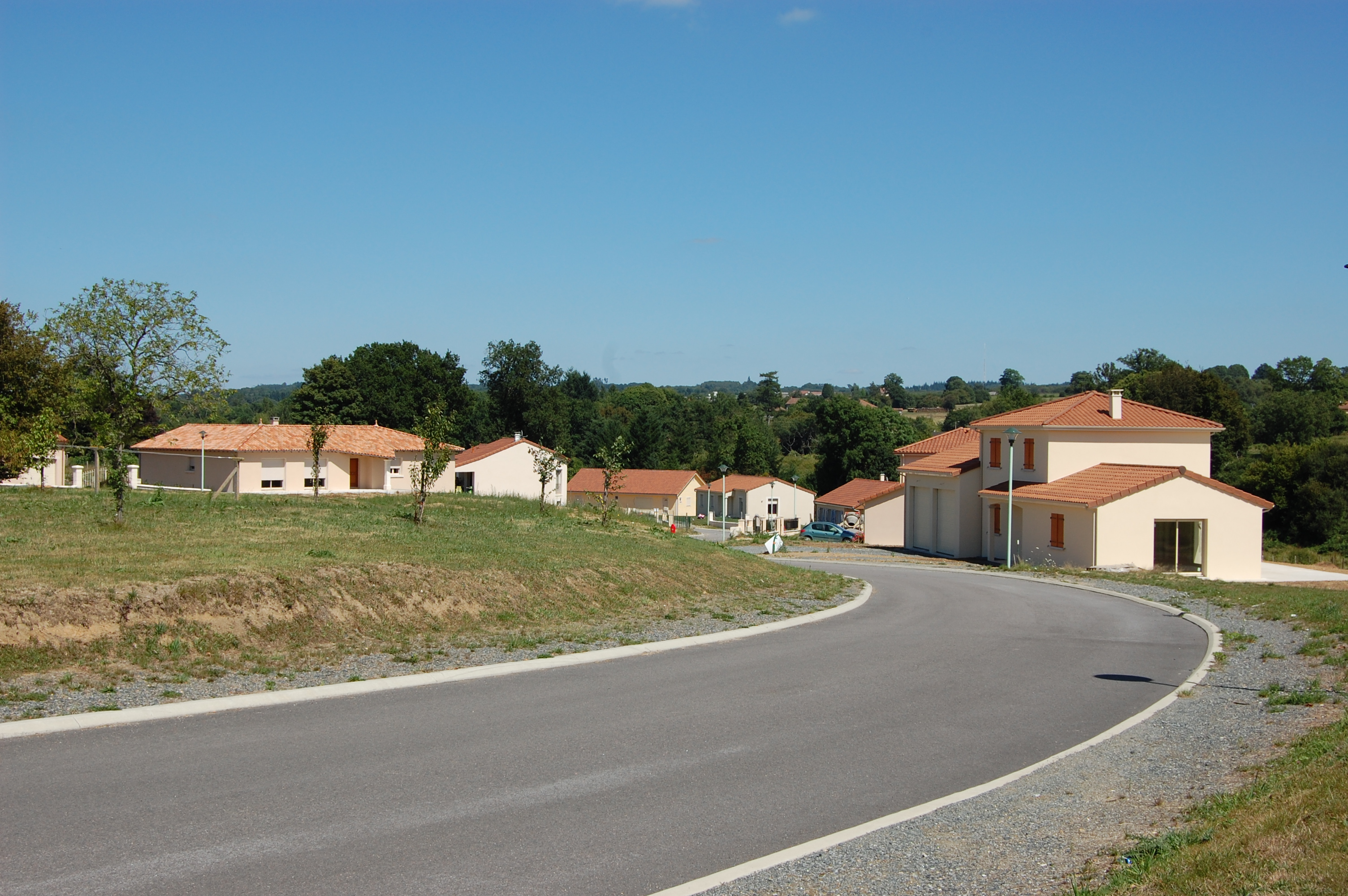
Habitat pavillonnaire aux franges de la zone agglomérée.

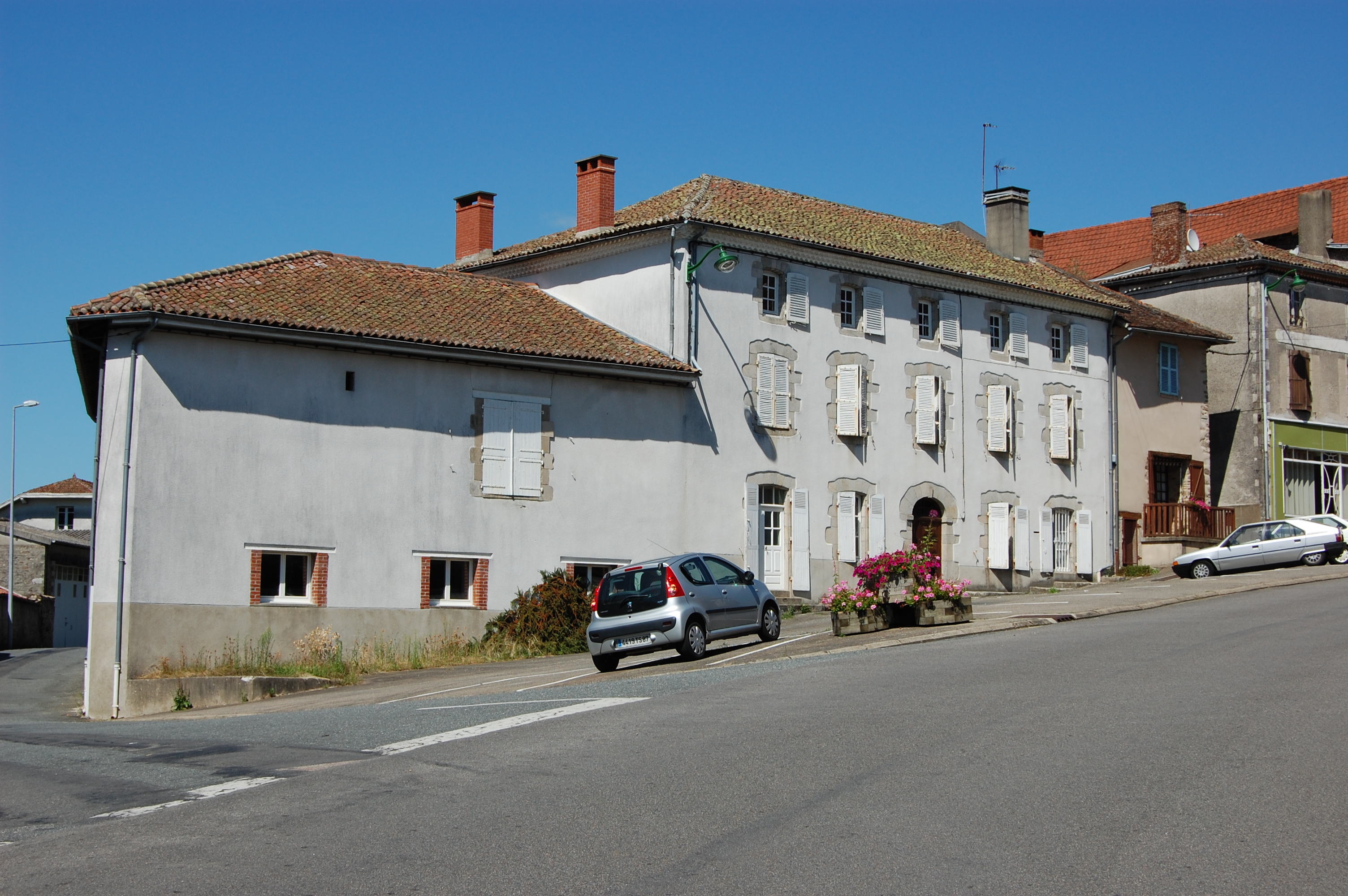
Une maison bourgeoise et son étable, place du Marché.

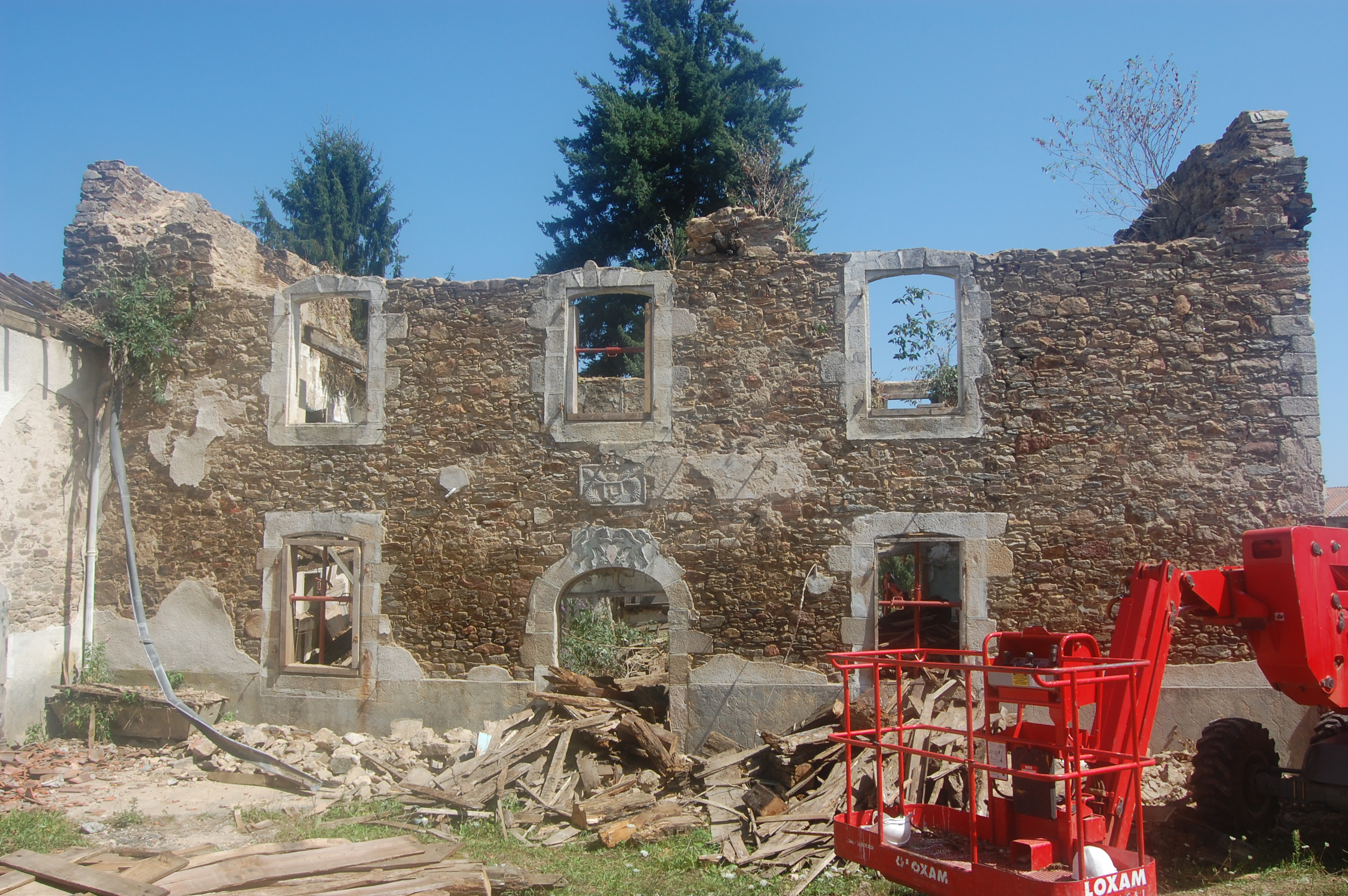
Un chantier de réhabilitation.

L'agglomération s'inscrit dans deux entités paysagères distinctes avec, au nord, le bocage limousin dominé par l'élevage et les prairies permanentes et, au sud, le massif des Feuillardiers, constitué d'un plateau au relief ondulé et au chevelu hydrographique dense où s'imbriquent parcelles agricoles et forestières. Son origine est à rechercher des deux côtés de la vallée de la Tardoire, dans l'urbanisation de promontoires rocheux posés en vis-à-vis, dont le développement réalise un tissu urbain continu. Zone frontière de contact et d'échange entre différentes influences, Châlus est le lieu de rencontre de deux types d'architecture vernaculaire : celle du pays Arédien, plus fréquente au sud de la commune, avec ses toits de tuiles plates anciennes, et celle du pays de Limoges, avec ses couvertures en pentes douces de tuiles canal rouge brique. Si, au XIXe et au début du XXe siècle, la construction de maisons de maître dans les hameaux, et de maisons bourgeoises en ville n'a pas remis en cause la trame urbaine historique, celle-ci est désormais affectée par l'habitat pavillonnaire contemporain, regroupé en lotissements aux franges de la zone agglomérée ou bâti isolément, et par mitage, dans les hameaux.
Le parc de logements, constitué majoritairement de bâtiments anciens, s'élève, en 2006, à 1 068 unités. Selon une étude réalisée de 2003 à 2005, la superficie moyenne des parcelles construites s'élève à 900 m2 dans le bourg, et 2 000 m2 en zone non agglomérée. Les résidences secondaires, au nombre de 123, représentent 11,60 % de l'ensemble des logements. Le statut de propriétaire est largement dominant (en 2006, 24,5 % des logements étaient occupés par des locataires), ce qui s'explique notamment par l'omniprésence de l'habitat individuel (93,5 % des résidences principales en 2007). Les logements sociaux sont peu développés : l'office départemental HLM de la Haute-Vienne (ODHAC) en possède 31, et la commune un seul. Si, en 2006, 156 logements vacants étaient référencés, l'offre locative reste insuffisante pour répondre à la demande, tirée dans le bourg par la présence des commerces et services, malgré les onze logements remis sur le marché locatif entre 2000 et 2003 après rénovation réalisée dans le cadre de l'« Opération programmée d'amélioration de l'habitat des Feuillardiers ».
Le bourg est collecté par un réseau d'assainissement collectif de type séparatif dans ses parties les plus récentes (l'Abbaye, la Ville Haute, le Chêne Vert, la Malatie, les Places), et par un réseau de type unitaire dans ses parties les plus anciennes (le Nid, le Bosfranc, la Vieille Ville, la Cité des Granges) relié à la station d'épuration, qui est située à proximité de la chapelle Séchaud. Tous les autres hameaux et les maisons isolées sont soumis à l'obligation de disposer d'un assainissement autonome, bien que certains terrains soient peu adaptés à cette technique. Le réseau électrique appartient au Syndicat d'électricité de Haute-Vienne. Géré par ERDF, il dessert l'ensemble des zones urbanisées.
Le plan local d'urbanisme, élaboré par la communauté de communes, fixe, parmi ses priorités, le développement de l'habitat par densification des zones urbanisées, en continuité avec le tissu urbain ancien afin d'éviter les phénomènes de mitage. L'éclatement du bourg et des hameaux se poursuit cependant avec la tendance à la rurbanisation, liée à l'influence du bassin d'emploi de Limoges et qui se traduit par d'importants flux quotidiens d'habitants (un comptage de l'observatoire mis en place en 2003 par la communauté de communes sur Châlus et Flavignac a révélé que 44 % des demandeurs de logement travaillent dans l'agglomération de Limoges). Quoique le Limousin constitue la région française où le prix au mètre carré est le meilleur marché, la hausse des prix des terrains à bâtir à proximité immédiate de Limoges incite les ménages à s'éloigner de la capitale régionale et constitue un potentiel de développement pour la commune.

### Quartiers

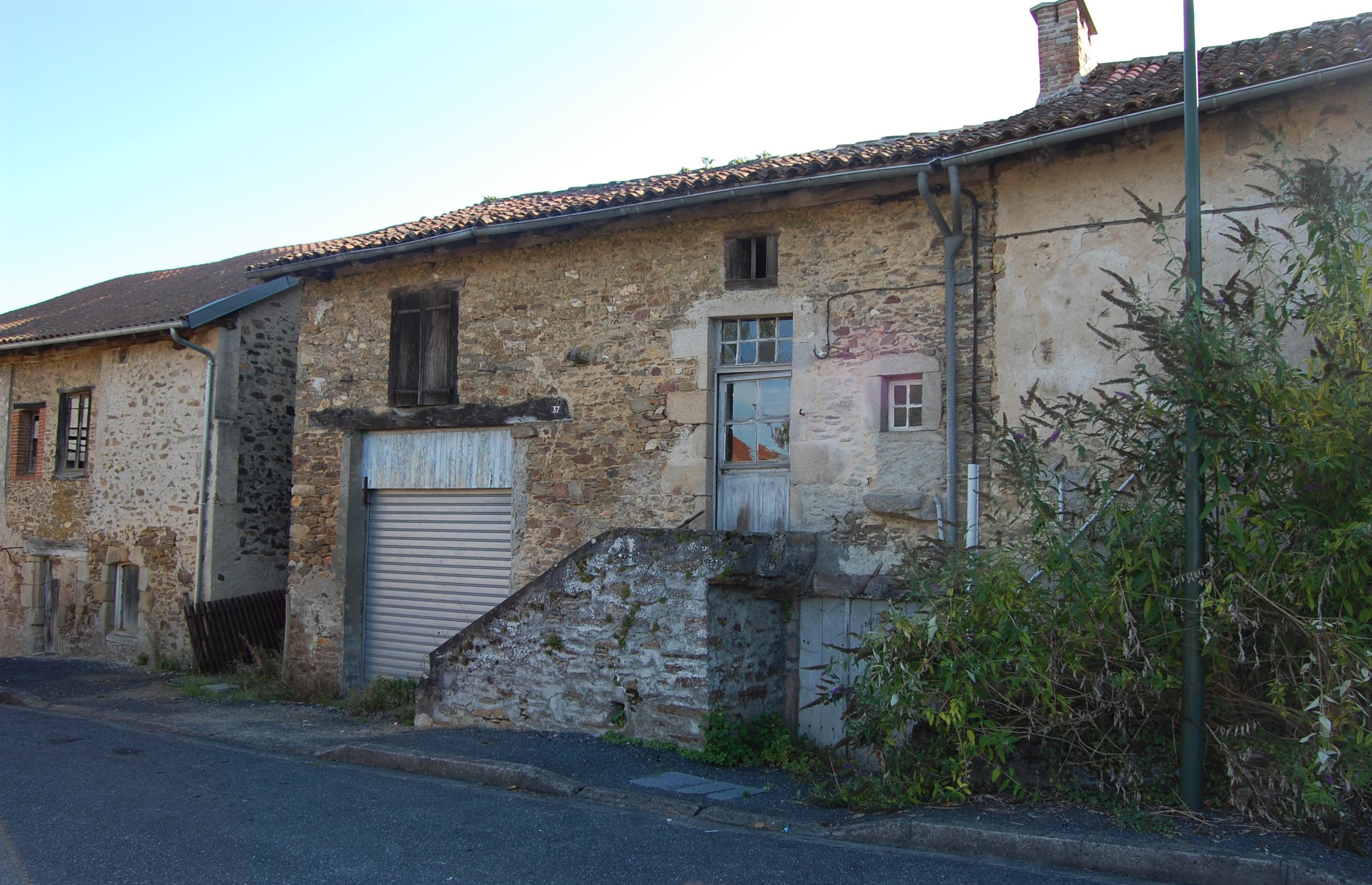
Maisons à la Ville Haute.

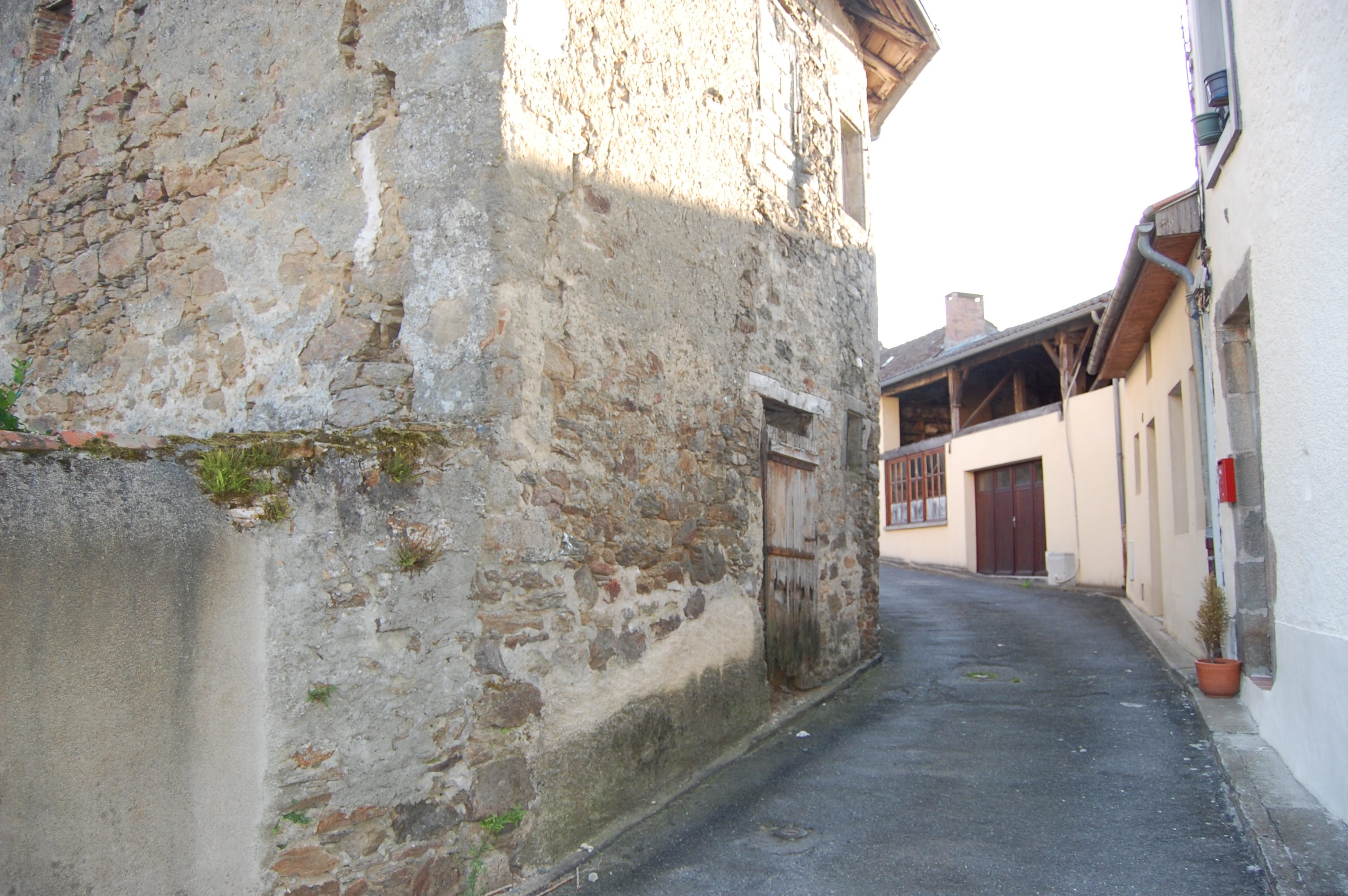
Ruelle du quartier Noir.

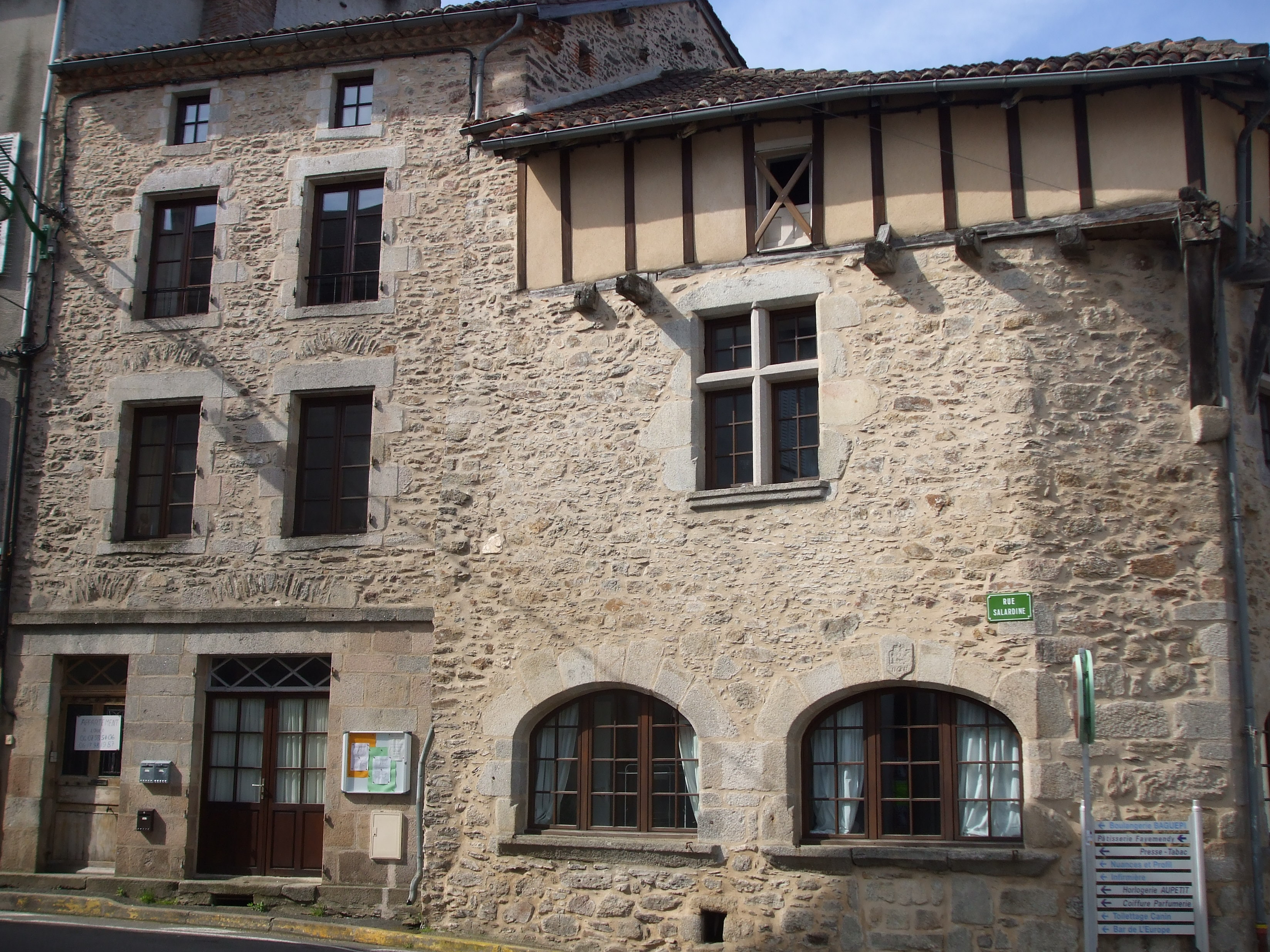
Maison médiévale rue Salardine.

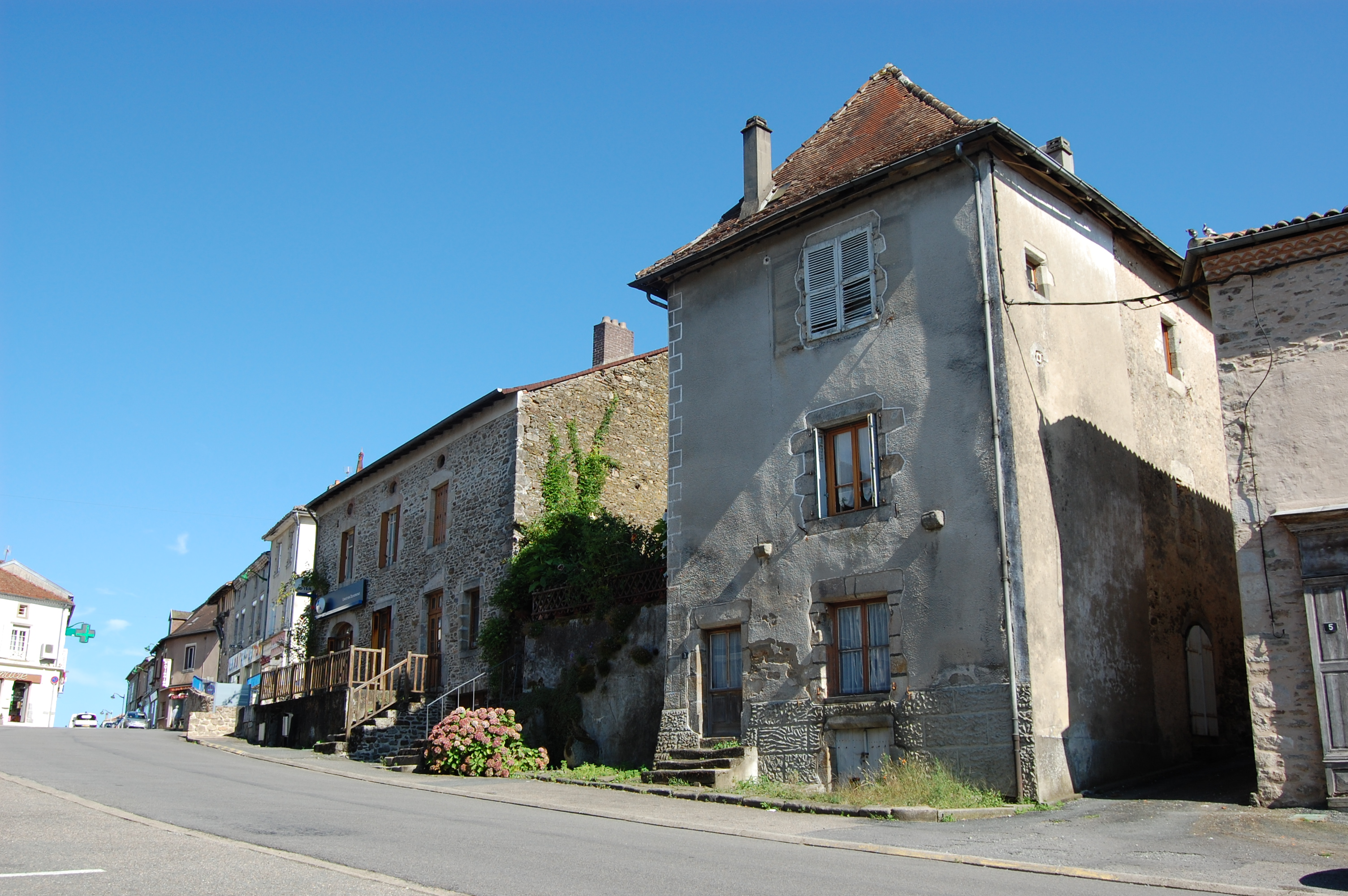
Place du Marché.

Marqués par la coupure de la Tardoire et un relief vigoureux, les quartiers de Châlus se partagent entre le promontoire situé sur la rive droite de la Tardoire, le promontoire situé sur sa rive gauche, et les extensions plus récentes de la zone agglomérée.
La Ville haute, construite sur les faces est et sud-est du promontoire de Châlus Chabrol avec lequel elle se confond, est le quartier le plus ancien. Aujourd'hui en connexion urbaine avec le bourg de Châlus, La Ville haute constituait autrefois une agglomération propre, qui eut ses seigneurs (les Bourbons Châlus, propriétaires du château de 1530 à 1994), sa propre église (les paroissiens de Châlus-Bas allaient à l'église de Lageyrat), et conserve sa place publique, la place du Canton. Cette dernière reçoit l'ancienne route d'Oradour, une voie menant aux moulins et étang de la Tardoire (la rue Mardochée) et la rue Chabrol, la plus vieille de toute la ville, et qui mène aux Cars.
À la différence de La Ville haute, qui constitue un seul quartier, la ville basse, ou Bas-Châlus, ou encore Le bourg, comprend plusieurs quartiers historiques, qui s'articulent entre la rive gauche de la Tardoire et son moulin, une route menant à Nontron, via Dournazac (actuelles rue et place du Marché) et une autre menant autrefois à la route royale de Limoges à Périgueux (rue Salardine). Son cœur historique, le quartier du Fort, est bâti dans l'ancienne enceinte de la forteresse Maulmont (rue Gourdon, ses maisons s'appuient sur ce qui en fut les murailles). Les ruelles étroites et sinueuses de ce quartier, plongées dans l'ombre de la tour Maulmont furent, selon ses évocations dans Quadrille sur la tour et L'Enfant double, le terrain de jeux d'enfant de l'écrivain poète Georges-Emmanuel Clancier. Le Quartier noir, entre le Fort et le cours de la Tardoire, renforcé par le tracé de l'actuelle route d'Oradour, abrita sur les berges de l'étang de la Fabrique, la dernière forge de Châlus. Le quartier de la Place du Marché, qui va de la place de la fontaine à la route du Châtaignier, était le lieu des anciennes halles. Sa partie basse, rebaptisée récemment « rue du Marché », était autrefois le marché aux cochons. Le Pont, sous lequel coule la Tardoire, est situé au carrefour des routes de Rochechouart à Saint-Yrieix et de Limoges à Périgueux. Le Champ de foire date de 1833, année au cours de laquelle, pour la première fois, ce lieu fut mis à disposition des marchands de bestiaux par la municipalité pour accueillir les foires de la Saint-Michel et de la Saint-Georges, qui se tenaient traditionnellement sur les anciennes terres de l'abbaye de l'Abeille.
Les noms de ces quartiers anciens restent des repères usuels, alors que ceux des rues ne sont d'usage courant que pour les plus anciennes, comme Salardine ou Mardochée.
Des quartiers plus récents complètent la zone agglomérée. Ils s'étendent, de part et d'autre des deux pôles historiques, aux lieux et sur les terres d'anciens villages, rattrapés par l'urbanisation. C'est le cas, par exemple, des villages des Mettes, des Granges, des Places, du Nid, du Bosfranc, qui constituaient au XVe siècle une seigneurie (Jean de Brie en était seigneur en 1451) ou de La Tranchardie, ancienne seigneurie de la paroisse de Lageyrat dont le titulaire était, en 1587, Jacques des Champs, conseiller et secrétaire du roi de Navarre, trésorier et receveur général du Limousin et Périgord.
La construction, au XIXe siècle, de la nouvelle route d'Oradour, qui aboutit en ville au quartier du Pont, et la postérité de l'axe routier Limoges - Périgueux, excentré par rapport au bourg sont à l'origine de la transformation de quartiers, qui, tels La Ville haute puis Le Fort, très marchands au XIXe siècle, sont exclus des zones de passage. Les quartiers commerçants, qui n'offrent que très peu de parkings et des rues étroites, se réduisent aujourd'hui à la rue Salardine, à la rue Nationale et à la partie haute de la place du Marché, dénommée place de la Fontaine.

### Hameaux

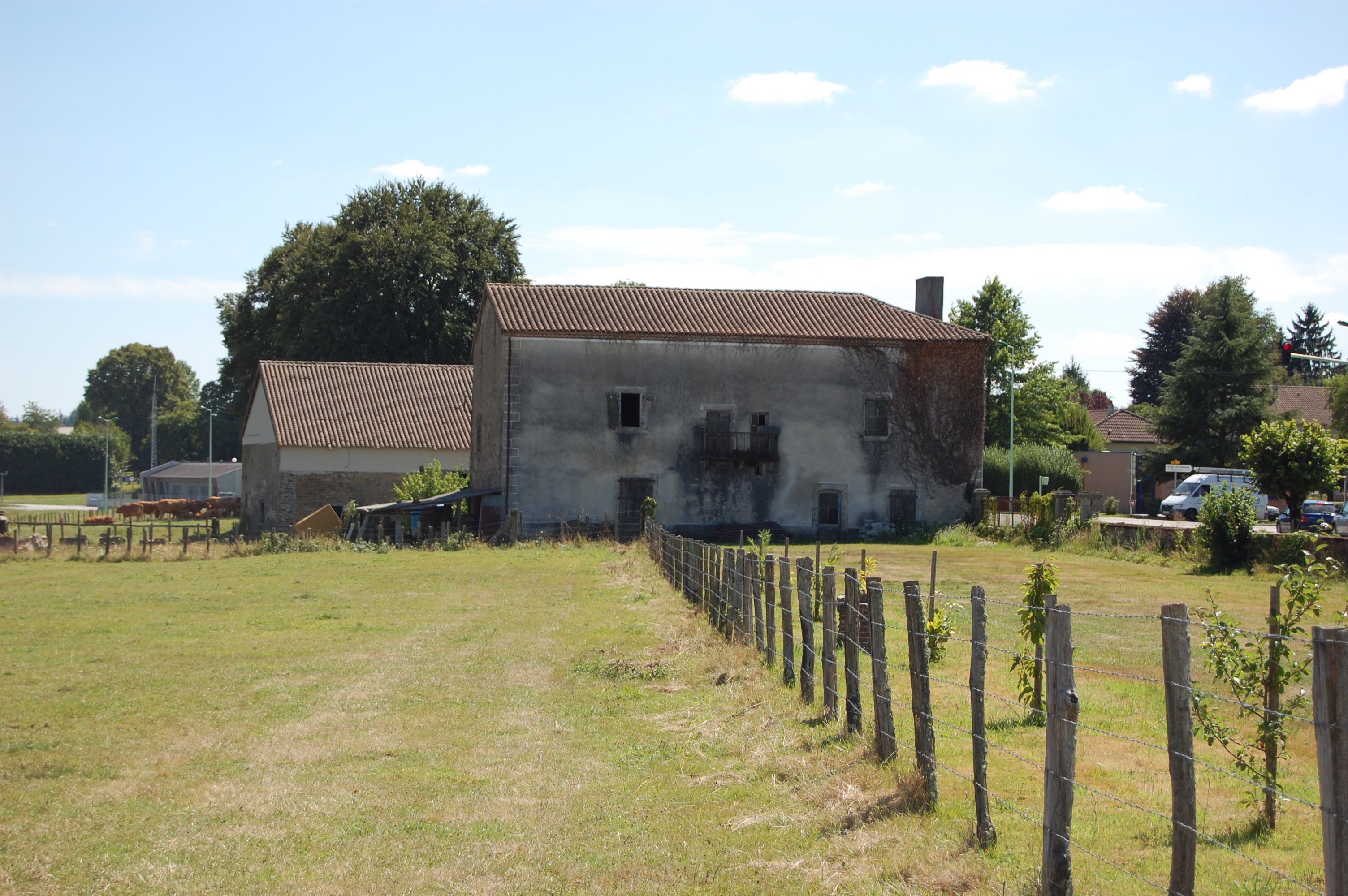
Les Granges.

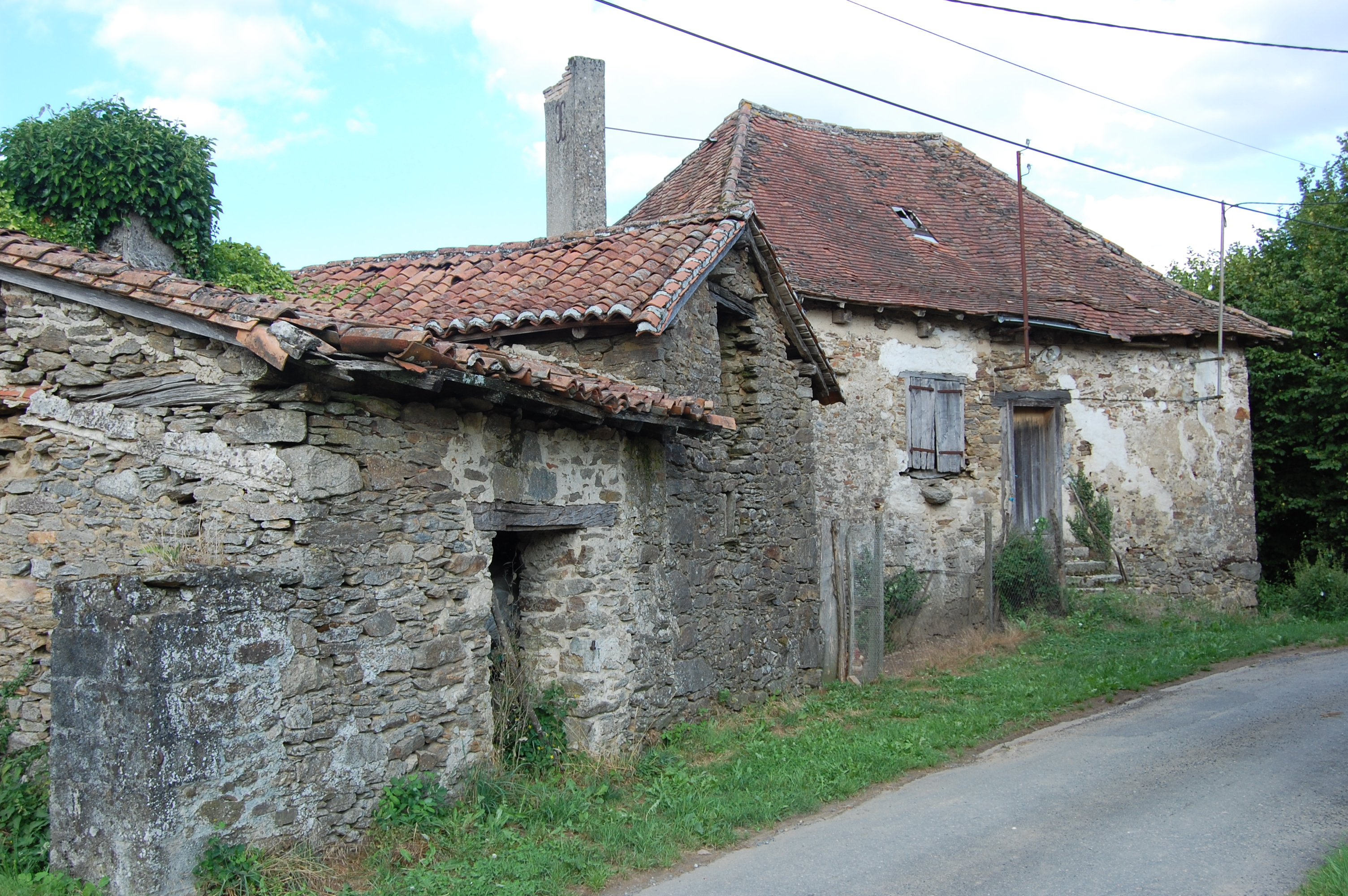
Le Roule.

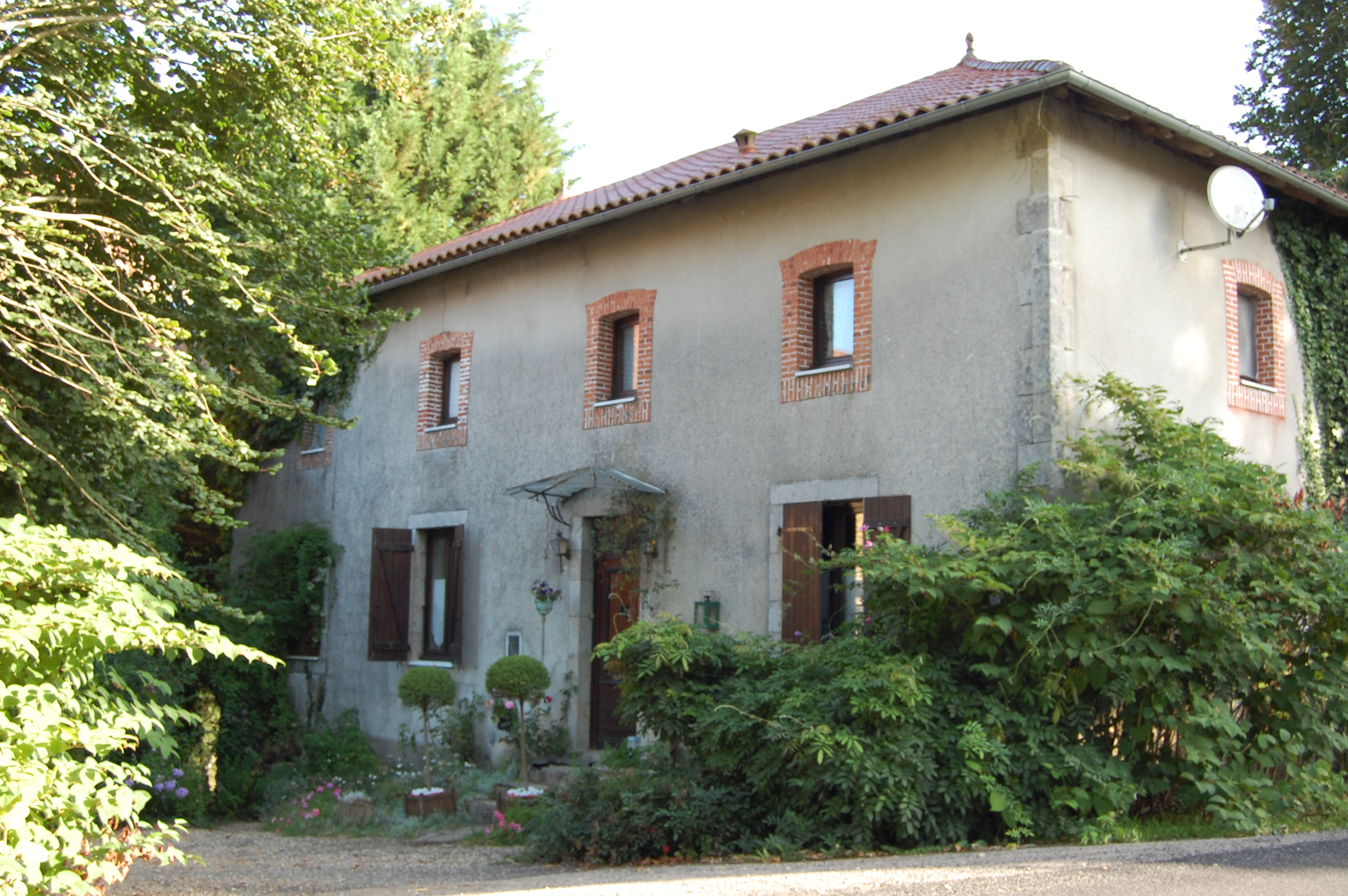
Les Gannes

Les hameaux, appelés « villages » en Limousin, se présentent traditionnellement sous la forme du regroupement serré de quelques habitations intergénérationnelles, d'une ou deux granges et d'un puits, auxquels est souvent adjoint un séchoir à châtaignes appelé clédier. Ces bâtiments sont posés sans recherche de parallélisme, sans rue ni organisation structurée apparente, mais autour ou à proximité d'un espace public partagé : le coudert. Livré aux animaux de basse-cour (cochons, volailles), ce dernier fait également usage de « place publique », de lieu de sociabilité du village.
Si, à l'exception de ceux qui sont situés le long des routes principales, les villages présentent les caractéristiques d'un habitat rural dispersé, ils s'organisent en fait le long d'anciens axes de circulation, aujourd'hui peu usités. Ainsi, les Pièces, le Lac, et la Plagne sont sur l'ancien itinéraire qui menait à l'abbaye de Thavaud (commune de Dournazac), ruinée par les guerres de Religion. La Grande Vergne, la Petite Vergne et la Gratte, qui apparaissent aujourd'hui en marge de la route Châlus-Dournazac, sont d'anciennes étapes d'une voie reliant Châlus-Chabrol au château de Montbrun (commune de Dournazac). Fontvieille et les Jarosses sont des étapes d'un itinéraire médiéval reliant l'ancienne paroisse de Lageyrat à Latterie (commune de Dournazac). Selon la même démonstration, la Besse, qui était le lieu d'un pont en bois sur la Tardoire, et les Courrières, aujourd'hui isolées, sont à rattacher à un ancien itinéraire Châlus-Lageyrat. Enfin, Loriol, isolé dans les bois, était, comme les Gannes, à proximité du grand chemin d'Oradour, avant que la route actuelle, qui contourne le promontoire de Châlus Chabrol, n'ait été ouverte au milieu du XIXe siècle.
Certains villages, tels les Maisons, ne donnent pas directement sur la voie principale et ne sont accessibles que par un chemin à usage privatif. Cette configuration en retrait de l'axe routier, maintenant une certaine distance entre le village et la route, visait à prévenir les villageois de l'insécurité qui régnait sur les chemins limousins durant la majeure partie de l'époque médiévale. Pour la même raison, d'autres hameaux, dont Puy Gris, le Roulle ou le Puy de Lageyrat, sont construits, malgré leur exposition aux vents, sur les lignes de crête que suivaient préférentiellement les vieux chemins (les pouges).
Parmi les hameaux notables, le Châtaignier est un village où un trésor monétaire a été fortuitement découvert en 1963-64. Le Mazaubrun est une ancienne seigneurie, qui présente la particularité d'avoir conservé trois de ses mottes féodales. Le hameau des Quatre-Vents est, à 437 mètres, le lieu-dit le plus élevé de la commune, à égalité parfaite avec la borne du Bois de Piolet qui marque la limite entre Châlus et Dournazac.
Depuis la Révolution française, du fait d'une évolution territoriale qui lui fut systématiquement favorable, Châlus s'est enrichi de 18 villages. En 1790, date de création du canton de Châlus, la commune de Lageyrat a fusionné avec celle de Châlus (la paroisse de Lageyrat, dite paroisse Saint-Étienne, dont Châlus-bas dépendait depuis 1498, subit le même sort, en 1806). En 1959, la Borie, l'Age, Landrevie, Bouchetort, le Mazaubrun, Chareilles et la Petite Jaline, détachés de la commune de Pageas, sont rattachés à Châlus. En 1966, à la demande de leurs habitants, ce sont Chanteloube, la Grande Vergne, la Petite Vergne, le Bos, Fantaisie, la Gratte, Gouhaud, la Gareille, le Lac et le Petit Lac qui sont soustraits du territoire de Dournazac et rattachés à la commune.
Depuis la fin du XXe siècle, les villages de la commune bénéficient d'un phénomène de rurbanisation, lié à l'établissement de populations d'origine anglo-saxonne ou autochtone, et travaillant sur les bassins d'emploi d'Aixe et de Limoges.

### Risques majeurs
Le territoire de la commune de Châlus est vulnérable à différents aléas naturels : météorologiques (tempête, orage, neige, grand froid, canicule ou sécheresse) et séisme (sismicité faible). Il est également exposé à un risque particulier : le risque de radon. Un site publié par le BRGM permet d'évaluer simplement et rapidement les risques d'un bien localisé soit par son adresse soit par le numéro de sa parcelle.

#### Risques naturels

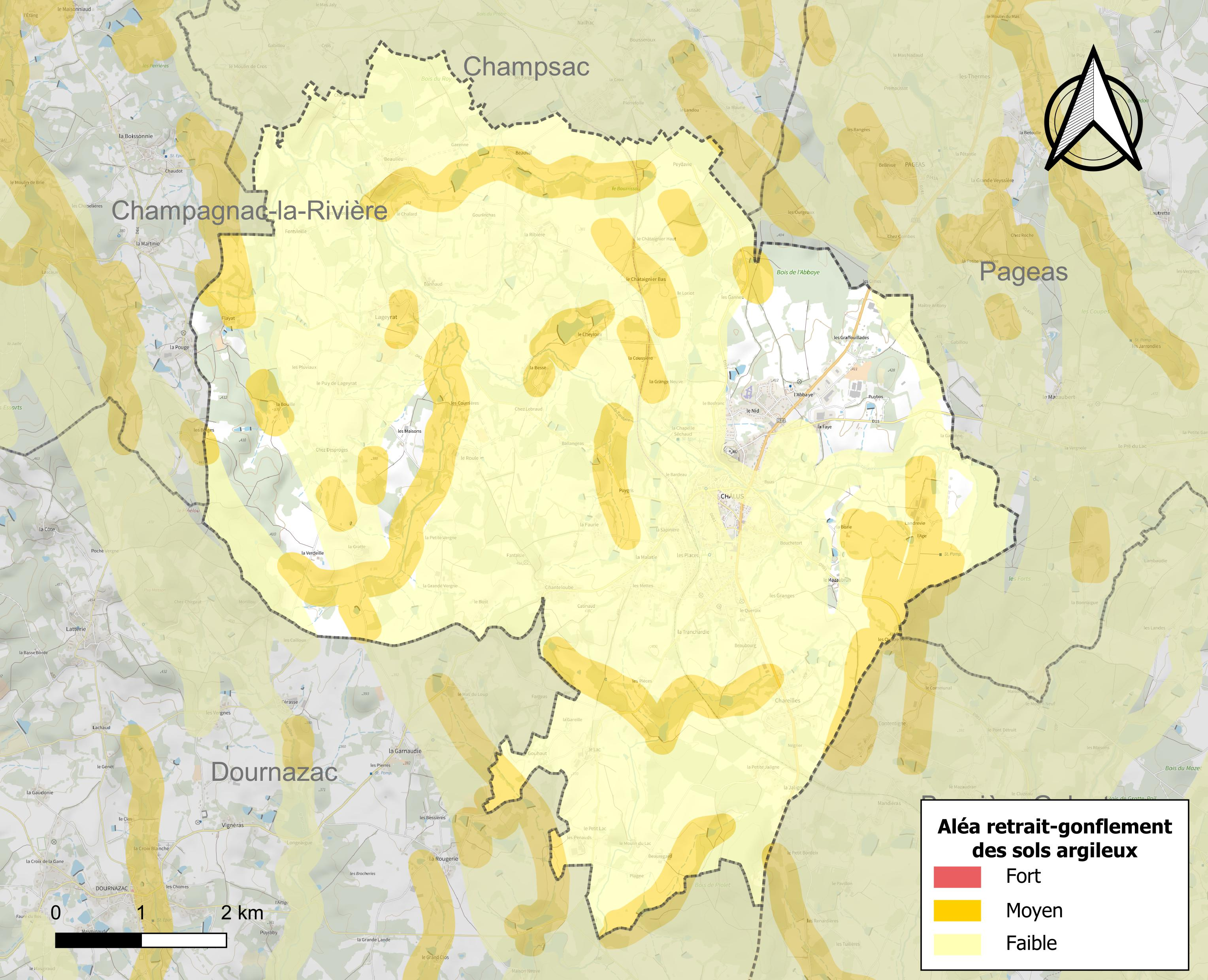
Carte des zones d'aléa retrait-gonflement des sols argileux de Châlus.

Le retrait-gonflement des sols argileux est susceptible d'engendrer des dommages importants aux bâtiments en cas d’alternance de périodes de sécheresse et de pluie. 20,6 % de la superficie communale est en aléa moyen ou fort (27 % au niveau départemental et 48,5 % au niveau national métropolitain). Depuis le 1er octobre 2020, en application de la loi ÉLAN, différentes contraintes s'imposent aux vendeurs, maîtres d'ouvrages ou constructeurs de biens situés dans une zone classée en aléa moyen ou fort,.
La commune a été reconnue en état de catastrophe naturelle au titre des dommages causés par les inondations et coulées de boue survenues en 1982 et 1999 et par des mouvements de terrain en 1999.

#### Risque particulier
Dans plusieurs parties du territoire national, le radon, accumulé dans certains logements ou autres locaux, peut constituer une source significative d’exposition de la population aux rayonnements ionisants. Selon la classification de 2018, la commune de Châlus est classée en zone 3, à savoir zone à potentiel radon significatif.

## Toponymie
Châlus porte le nom de Chasluç en limousin, un dialecte de l'occitan. Localement, en patois châlusien, le nom de la ville se prononce « Chèlu », comme l'illustre peut-être déjà la mention portée sur un dessin de 1700, représentant le château de Châlus en 1460.
La première mention de Châlus apparaît dans la Vita Brevior de saint Waast, rédigée au VIe siècle, lequel serait né en un lieu appelé Leucus, qui pourrait être Châlus, alors issu de Castrum Leucus. Ensuite, on trouve les formes Castel Lucius et Castelluccio citées dans deux chartes du cartulaire de l'abbaye de Beaulieu de 885.
Les érudits des siècles antérieurs au XXe utilisent des faits historiques, plus ou moins avérés, pour en déduire l'étymologie de Châlus. Ainsi, Jourdain de la Fayardie, archéologue des monuments antiques de Périgueux attribue vers 1750 la fondation de Châlus, comme celle d'un lieu-dit Châlus situé près de Montpont en Dordogne, à Lucius Munatius Plancus. Il se base en effet sur la latinisation médiévale artificielle Castel Lucius.
D'autres développent leurs hypothèses à partir du nom de Châlus Chabrol, tout en ne tenant compte également que de la forme ancienne Castel Lucius, complétée d'une hypothétique forme ancienne Capreolus pour expliquer Chabrol. Ces deux mots mis côte-à-côte contiendraient le nom d'un romain, Lucius Capreolus, proconsul d'Aquitaine sous Auguste (et petit-fils du proconsul Duratius) et Châlus Chabrol aurait été anciennement le Castrum Lucius Capreolus
. Ce dernier terme latin a par ailleurs donné le terme occitan limousin chabrol « chevreuil », à l'origine du patronyme Chabrol. Cette croyance était renforcée par une légende, selon laquelle les terres de Châlus recèlent un trésor, constitué d'une collection de statues en or grandeur nature représentant la famille de Lucius Capréolus, et qui aurait été la cause du siège de Châlus par Richard Cœur de Lion. Les quilles du blason de la ville, représentant le proconsul romain Capréolus et sa famille, reprennent cette légende. Pour d'autres, l'élément Chabrol correspond au nom commun chèvre (chevreuil), du fait que le château est posé sur un site escarpé et qu'un chemin de chèvres y menait... ou que seules les chèvres pouvaient y monter. Ces spéculations anciennes sont remises en cause au moins à partir de 1854.
Châlus est une contraction de Chastelus. Ce toponyme correspond à un type occitan, issu du gallo-roman méridional castelluciu, composé apparent des éléments castellu, château, et du suffixe uciu, analysé par Auguste Longnon, Albert Dauzat et Charles Rostaing qui citent le bas latin castellucium, dérivé de castellum « fort » avec le suffixe -ucium,.
Le nom du premier château de Châlus est attaché à celui du chevalier Bernard Chabrol qui le construit au XIe siècle, sur la base de vestiges plus anciens, et sur demande du vicomte de Limoges. De même Châlus Maulmont vient de Géraud de Maulmont, qui fait construire ce château en 1275, en même temps qu'il agrandit Chalucet.
L'omniprésence de l'eau sur le territoire communal se traduit dans la toponymie de nombreux lieux-dits, comme l'illustrent Fonvieille, issu de l'occitan font viélha « vieille source », la Ribière de ribièra « terrain près d'un cours d'eau, d'une zone humide », Les Courrières directement issues de courrièra, « rigole d'écoulement, ravine » ou Buas, qui est un féminin pluriel, peut-être dérivé du francique buka signifiant « cruche, conduite d'eau, lavoir ».
Sur la planète Mars, en février 2021, l'une des cibles d'analyses poussées effectuées sur un affleurement rocheux par l'astromobile Curiosity de la NASA, est baptisée d'après la commune.

## Histoire

### Préhistoire et antiquité

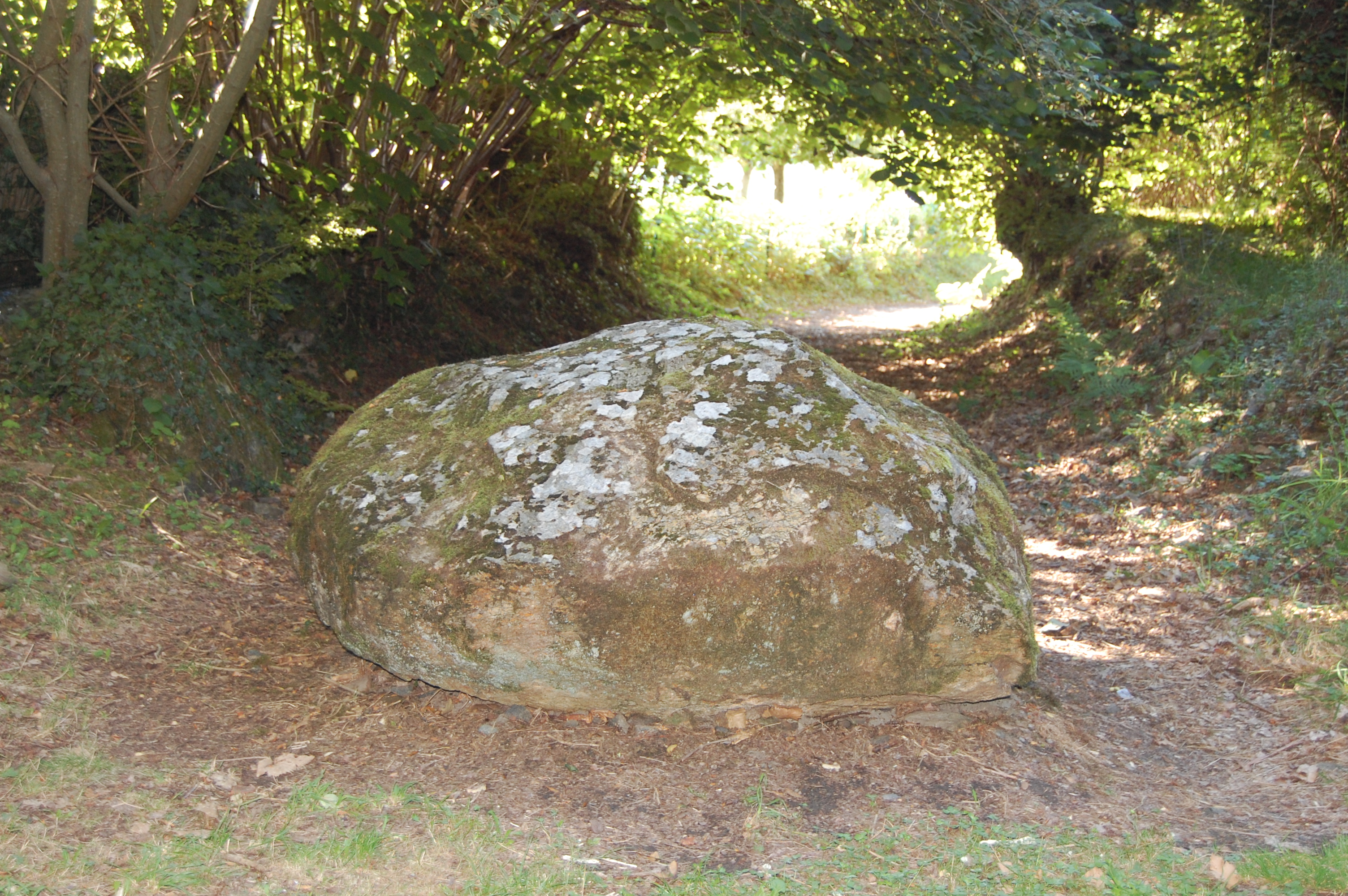
Un des mégalithes de Châlus.

Les mégalithes retrouvés sur la butte de Châlus Chabrol confirment une occupation humaine du promontoire de la Ville Haute dès le néolithique.
À l'est du bourg, sur le plateau du lieu-dit les Quatre-Vents, à cheval sur les bassins hydrographiques de la Loire, de la Charente et de la Dordogne, un important carrefour de six grands chemins protohistoriques a été identifié. Ses voies principales menaient, au sud-ouest, via Lageyrat, vers Cassinomagus (Chassenon) ; au nord, par le Tuquet de la Garde où un raccordement se faisait avec une voie venant du Haut Châlus, vers le Jutland (pays de l'ambre) ; au sud, par le village de la Petite-Jaligne, vers l'Espagne et, au nord, par le village de la Garenne, vers Limoges.
L'époque gallo-romaine a également laissé des tessons de poterie et des tesselles de mosaïque trouvés en 1949 à Lageyrat, ainsi qu'une voie romaine qui reliait Vésone (Périgueux) à Augustoritum (Limoges) et comportait une station Fines (frontière), située entre Firbeix et Châlus
.
Des armes, caractéristiques de l'époque mérovingienne ont été découvertes sur le site à proximité de la base ouest du château par le commandant Teillard lors de sa campagne de fouilles de 1926.

### Moyen Âge
C'est au Moyen Âge, période au cours de laquelle Châlus connaît quatre sièges, que l'histoire locale est la plus riche, du fait de sa position stratégique entre le Limousin et l'Aquitaine et de la lutte pour le contrôle de ces territoires à laquelle se livrent alors les rois de France et les ducs d'Aquitaine, également rois d'Angleterre.
Châlus-Chabrol est érigé au XIe siècle, sur l'initiative des vicomtes de Limoges, afin de contrôler l'itinéraire de Limoges vers le Périgord, détournant ainsi la voie qui menait de Bourges à Bordeaux et passait alors par Lastours. La création d'une abbaye dépendant des augustins de Limoges à proximité du château de Châlus Chabrol, alliée à la fréquentation du nouvel itinéraire Limoges -Périgueux via Châlus et Aixe (qui reprenait en grande partie un itinéraire antique), entraînent le développement du bourg castral (Châlus haut). Les moines organisent des foires, dont la Saint-Georges et la Saint-Michel, qui se tiennent encore en 2009 à Châlus, et qui furent un temps parmi les plus réputées de France pour le commerce de chevaux.

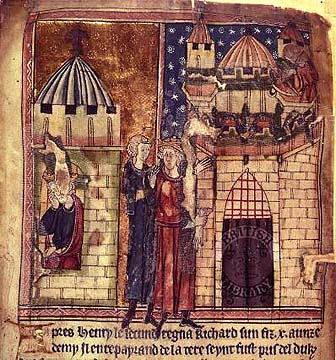
Mort de Richard Cœur de Lion : la plus ancienne représentation connue. Londres, British Library.

En 1193, Châlus connaît son premier siège. Le château, comme d'autres places limousines, est pris et pillé par des soldats brabançons, en guerre contre Sébrand Chabot, l'évêque de Limoges.
En 1199, lors du second siège de Châlus-Chabrol, Richard Cœur de Lion est grièvement blessé, atteint par un carreau d'arbalète. Il en meurt quelques jours plus tard. C'est un événement historique de premier plan pour la politique européenne, qui va permettre au capétien Philippe Auguste d'accroître considérablement le territoire du domaine royal, posant les fondements du futur territoire national.
Châlus connaît son troisième siège en 1265. Mené par Bozon de Bourdeilles, qui conteste à Adémar de Maulmont ses droits sur la place, il aboutit à l'occupation de Châlus par Bozon et à l'exécution d'Adémar de Maulmont.
En 1280, le fils d'Adémar, Géraud de Maulmont, chanoine de Limoges et chapelain du roi, récupère la terre et la juridiction de Châlus Chabrol qu'il reçoit en fief d'Arthur II de Bretagne et de Marie de Limoges, en reconnaissance du service rendu par son jugement arbitral de 1276, favorable à la vicomtesse, par lequel il réglait les droits respectifs de celle-ci et de la ville de Limoges. Après avoir pris possession de Châlus en armes, accompagné de plusieurs gens de guerre en raison d'un différend avec Aymard, comte de Rochechouart (Aimery IX, dans la lignée des vicomtes de Rochechouart), relatif à la justice du bourg d'Oradour, revendiquée par l'un et l'autre, Géraud de Maulmont fait construire, face à Châlus Chabrol, un second château : Châlus Maulmont.
En 1307, une contestation entre les héritiers de Géraud de Maulmont offre l'occasion à Philippe le Bel de se rendre acquéreur des châteaux de Châlus. Traitant par échange avec Guillaume de Chanac, exécuteur testamentaire, il acquiert le comté de Bourdeilles, les châtellenies de Châlus-Chabrol et de Chalusset, donnant en place aux héritiers Maulmont les seigneuries de Châteauneuf dont le château de Tournoël en Auvergne et de Moret dans ce qui est alors le diocèse de Sens. La validité de cet échange est affectée par la violation de l'acte de donation du comté de Bourdeilles établi en 1283 entre les religieux de Brantôme et Géraud de Maulmont. Une clause de cet acte de donation de 1283 (mentionné par Bernard de Maulmont, abbé de Brantôme et frère de Géraud, en août 1294) prévoyait le gré et l'autorisation de l'abbé et du couvent pour transférer Bourdeilles en des mains plus puissantes, ce qui ne fut pas respecté lors de ces échanges. Le rattachement de Châlus à la France est donc irrégulier au regard du droit féodal (les recours sont toutefois prescrits),.
En 1406, Châlus connaît son quatrième siège. Comme Brantôme, la ville est alors prise par des troupes françaises, conduites par Guillaume Le Bouteiller, en campagne contre les Anglais en Guyenne et au Limousin.

### Temps modernes

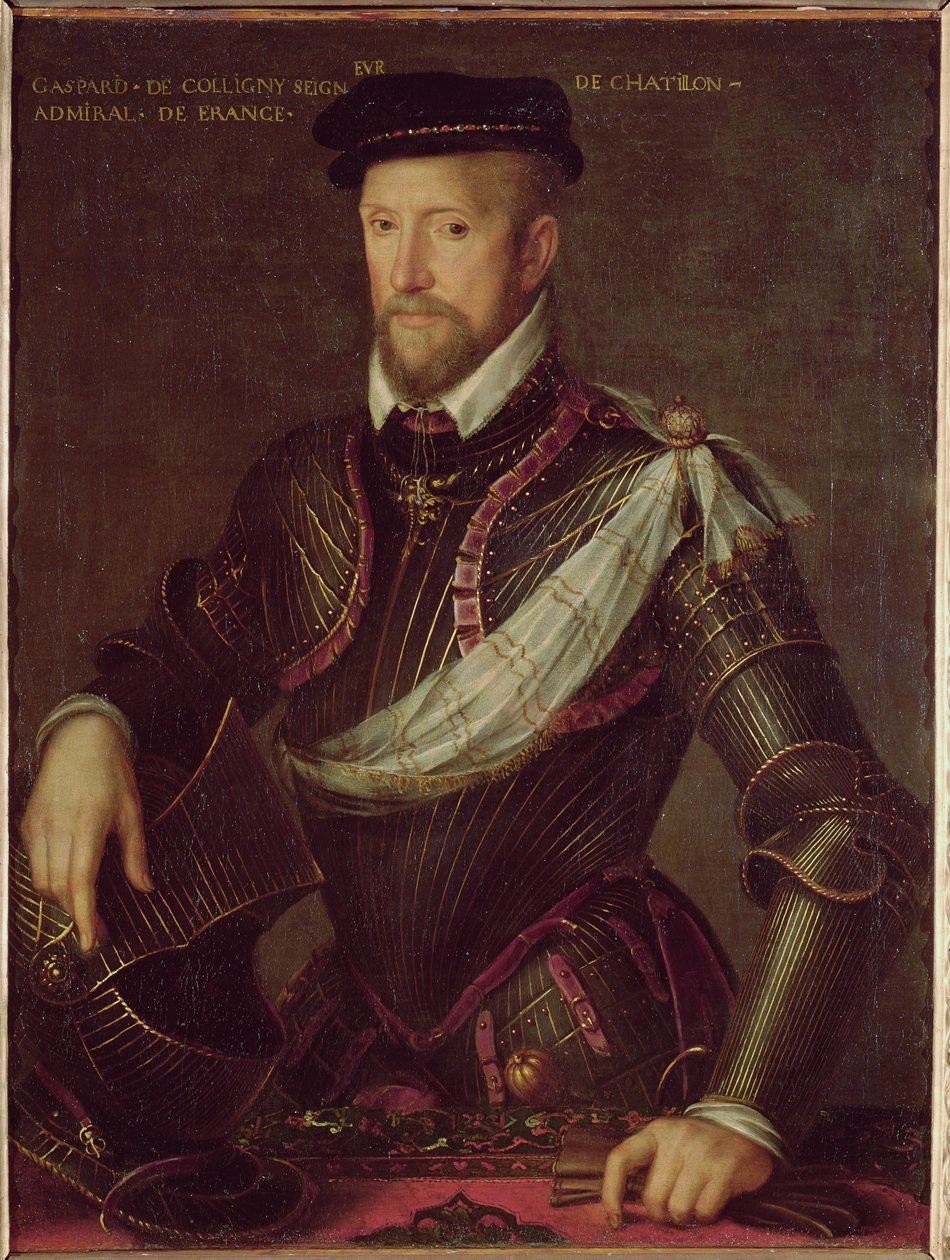
Gaspard de Coligny.

Lors des guerres de Religion, en 1569, l'armée de Coligny (qui compte dans ses rangs le futur Henri IV alors âgé de 16 ans et son (futur) écuyer, Agrippa d'Aubigné), se regroupe avec les mercenaires du duc de Deux-Ponts, Wolfgang de Bavière et occupe Châlus et ses environs, avec 25 000 hommes. Les deux châteaux, le bourg et les environs de Châlus hébergent alors les 25 000 hommes de l'armée protestante regroupée. À 30 kilomètres de là, en avant de Saint-Yrieix campent les troupes royales, à peu près aussi nombreuses, dirigées par le duc d'Anjou. Les deux armées s'affrontent le 25 juin 1569 à la Roche l'Abeille. Coligny fait prisonnier le condottiere Philippe Strozzi, met en déroute l'armée royale et s'ouvre ainsi la voie du Périgord.
Après cinq années de répit, les guerres entre seigneurs, nobles huguenots et catholiques, reprennent. Elles vont durer encore deux décennies. C'est dans ce contexte, qu'en 1592, Châlus connaît un cinquième siège, mené par Chamberet, gouverneur du Limousin, qui, avec le comte de Busset, sieur de Châlus, et d'autres nobles, assiègent Châlus, bombardent, avec le canon de Limoges
, son fort défendu par le capitaine Labesse, et s'en rendent maîtres. La ville basse, au prix de meurtres perpétrés dans l'église, est prise par les troupes du vicomte d'Aubeterre, et les sieurs de Lavauguyon, de Palissand et d'Oradour, sollicités par le comte de Busset.
En 1594, les paysans, lassés de ces guerres intestines entre nobles catholiques et protestants, de la destruction des récoltes, des arrestations arbitraires et de l'insécurité, se révoltent et prennent les armes. Cette révolte paysanne, à mettre en parallèle avec les Jacqueries des croquants, est sévèrement réprimée par les hommes du gouverneur du Limousin.
Selon l'état des paroisses, en 1688, Châlus Haut et Châlus Bas sont encore un lieu d'étape pour la maréchaussée de la vice-sénéchaussée de Limoges. La ville est décrite comme « bien foulée de gens de guerre », et ses « habitants sont fort fatigués » et « ruinés par le moyen des gens de guerre ».

### Époque contemporaine

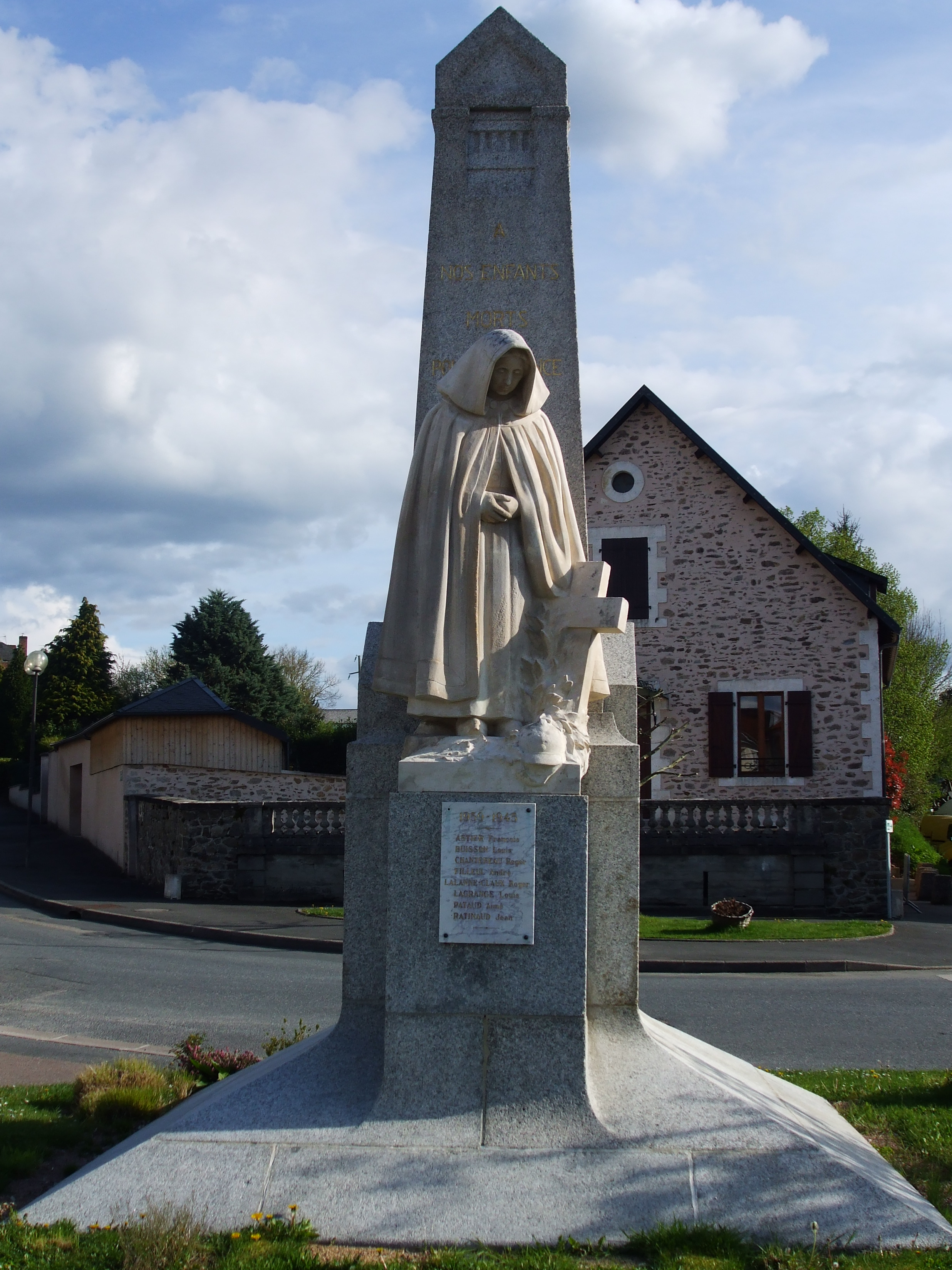
Monument aux morts de type classico-pacifiste sculpté par Henri Coutheillas.

Au XIXe siècle, Châlus se développe grâce à l'élevage bovin et à ses foires. La ville devient un lieu de rencontre dont la renommée dépasse celle du canton, avec des effets sociaux induits, tels la transformation des cafés et auberges en tripots. Le phénomène devient si important qu'il conduit, en 1845, au recrutement par le conseil municipal d'un commissaire de police pour remédier aux désordres entraînés par « la passion du jeu, qui a valu à Châlus une triste célébrité ».

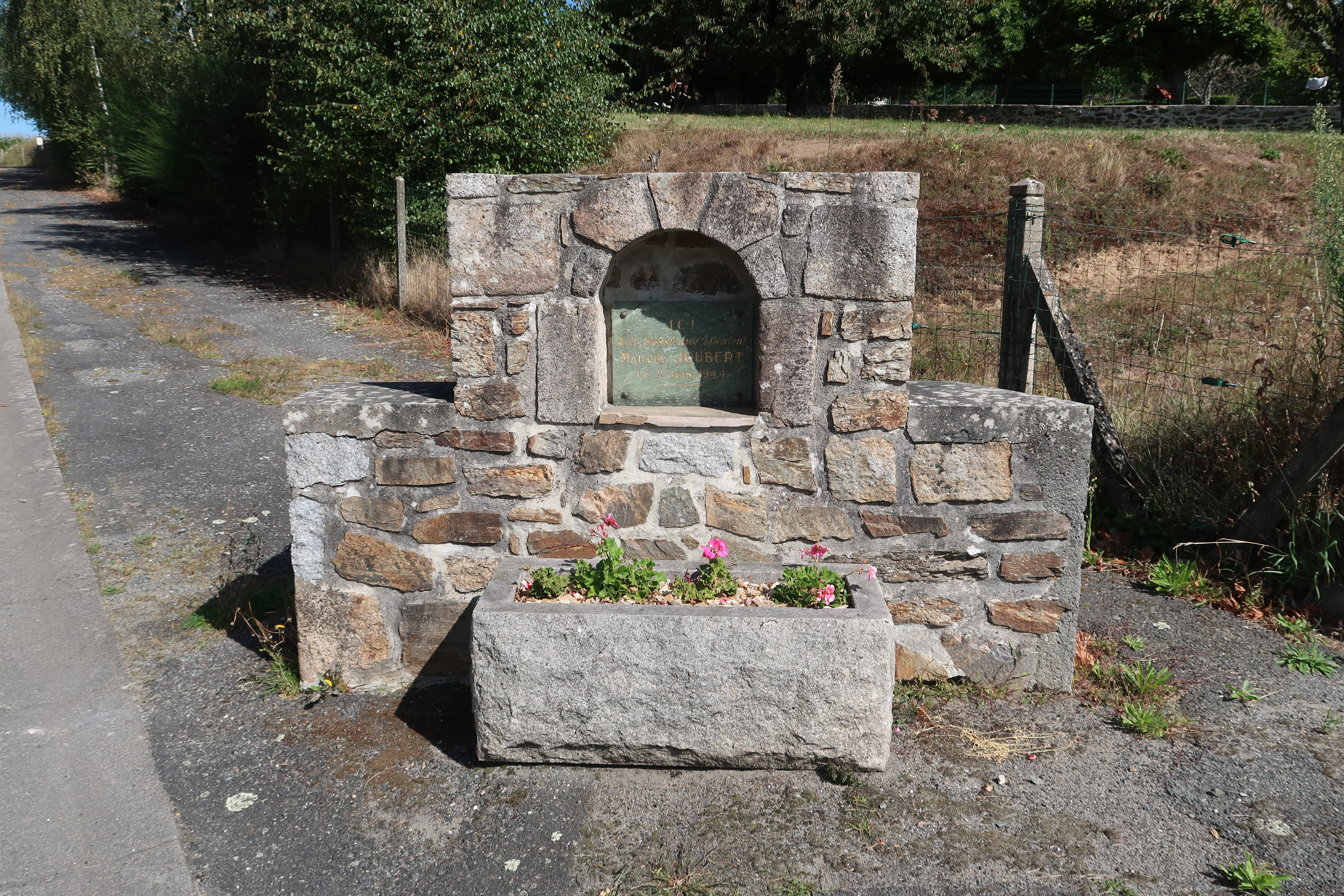
Monument à Marcel Joubert, mort le 2 juin 1944.

Durant la Première Guerre mondiale, en 1917, des troupes américaines stationnent à Châlus et entretiennent des contacts avec la population. La tradition rapporte que les soldats américains dynamitèrent le rocher de Richard Cœur de Lion afin d'en ramener une portion aux États-Unis. Elle rapporte également qu'une réfugiée alsacienne provoqua un scandale public en adressant à celui qui venait d'attenter à sa réputation : « Ose une fois répéter que tu m'as vu me faire biquer par un Américain ! ».
Les parents d'Édouard Valéry, s'installent à Châlus avec lui pour ouvrir un magasin d'alimentation tenu par sa mère de 1929 à 1931. Édouard Valéry, sera un résistant et chef départemental du mouvement Francs-tireurs et partisans en Corrèze, Lot et Dordogne.
Au cours de la Seconde Guerre mondiale, en juin 1944 alors que les activités de la Résistance s'intensifient, le délégué militaire interdépartemental des Francs-tireurs et partisans, le commandant, puis lieutenant-colonel commandant interrégional adjoint des Forces françaises de l'intérieur, Louis Godefroy, alias Rivière, s'installe à Châlus. Le 12 juillet, un combat implique le maquis Bir-Hacheim et notamment Roger River. Le 16 juillet, le capitaine Jacques Nancy et les 25 hommes de sa section spéciale de sabotage stoppent un train blindé en provoquant la destruction du viaduc de chemin de fer.
En 1994, la tour de Châlus Maulmont s'effondre partiellement. La même année, le château de Châlus Chabrol quitte le patrimoine familial des Bourbon-Châlus, qui le détenaient depuis 1530. Laissé quasiment à l'abandon depuis plusieurs années, l'édifice est racheté en 2019 par un enfant du pays, passionné d'histoire,.

### Passé ferroviaire de la commune
|  |  |  |

De 1880 à 1996, la commune de Châlus a été traversée par la ligne de chemin de fer de Saillat-sur-Vienne à Bussière-Galant, qui, venant de Champsac se dirigeait ensuite vers la gare de Bussière-Galant.
À l'époque où le chemin de fer était le moyen de déplacement le plus pratique, cette ligne connaissait un important trafic de passagers et de marchandises.
Avec l'amélioration des routes et le développement du transport automobile, le trafic ferroviaire a périclité et la ligne a été fermée aux voyageurs en 1940. Le trafic de marchandises a continué jusqu'en 1996, date à laquelle la ligne a été déclassée. Quelques tronçons de l'ancienne ligne subsistent encore au début des années 2020, utilisés comme sentiers de randonnée et surtout par le vélorail de Bussière-Galant à Châlus.

## Politique et administration

### Tendances politiques et résultats
L'électorat de la commune est marqué, à l'image du Limousin, par une domination de la gauche socialiste et l'influence communiste. Ce recouvrement idéologique traduit une superposition anthropologique des structures familiales de type souche et de type communautaire, correspondant dans le domaine agraire, à la juxtaposition de la propriété paysanne et du métayage, selon l'analyse développée par Emmanuel Todd. Châlus appartenant à l'espace déchristianisé du centre
, la droite laïque a, traditionnellement, une audience relativement limitée.
Les résultats électoraux de l'élection présidentielle de 2007 illustrent bien l'ancrage à gauche de l'électorat. Au premier tour, totalisant 32,49 % des suffrages, contre 25,87 % seulement au niveau national, Ségolène Royal se positionne devant Nicolas Sarkozy lequel rassemble localement 24,58 % des électeurs, contre 31,18 % en moyenne nationale. Lors du second tour, Nicolas Sarkozy, élu président de la République avec 53,06 % des suffrages nationaux, en recueille 42,75 % sur Châlus. Son opposante, Ségolène Royal, qui totalise quant à elle 46,94 % des voix au niveau national en obtient 57,25 % à Châlus. L'ancrage à gauche s'est également exprimé en 2002 lorsque, au premier tour de l'élection présidentielle, Jacques Chirac arrive en tête (23,24 %), tout juste suivi de Lionel Jospin (22,88 %). Du fait des résultats nationaux de Lionel Jospin, le second tour, qui oppose dans un duel électoral imprévu Jacques Chirac à Jean-Marie Le Pen (lequel n'a pas dépassé les 10 % à Châlus au premier tour) se traduit localement par un fort recul de l'abstention (15,47 % le jour du scrutin, contre 21,4 % au premier tour) et une mobilisation extrêmement importante de l'électorat en faveur de Jacques Chirac (88,11 % des bulletins exprimés).
Lors des scrutins concernant l'Europe, les Châlusiens votent conformément aux résultats nationaux, en les amplifiant légèrement. Ainsi, lors du référendum du 20 septembre 1992 pour l'adoption du traité de Maastricht, les Châlusiens votent « OUI » à 52,47 % (contre 51,04 % de « OUI » au niveau national) et lors du référendum sur la Constitution européenne du 29 mai 2005, ils votent « NON » à 59,86 %, soit plus fortement que l'ensemble du corps électoral français, qui s'est prononcé pour le « NON » à 54,68 % seulement.
Les élections européennes de 2009, dont les résultats doivent être appréciés à l'aune d'une abstention record (49,93 %), restent en conformité avec la tradition électorale châlusienne et donnent 29,19 % à la liste du parti socialiste, 24,42 % à la liste UMP, 9,68 % à la liste Front de gauche, 9,06 % à la liste Europe Écologie, 7,07 % à la liste du NPA et 5,99 % au MoDem. Les autres voix se partagent entre la Liste Écologiste indépendante (3,99 %), la liste Libertas (3,84 %), et les autres listes (dont le FN et LO), qui recueillent toutes moins de 3 %.
Lors des cantonales de 2008 (canton de Châlus), qui connaissent un taux d'abstention de 27 %, le Châlusien Jean-Claude Peyronnet, candidat du parti socialiste, est élu dès le premier tour. Il obtient 63,51 % (63,09 % sur la commune), face aux deux autres candidats : Jacques Maisongrande du parti communiste (20,78 % et 22,89 % sur la commune) et Marie-Louise Couade du Front national (15,70 % et 14,02 % sur la commune).
Les élections municipales sont traditionnellement, et depuis les années 1970, favorables aux listes agréées par le parti socialiste, allié au parti communiste, au point que dans les années 1980, la droite ne présente plus de liste. En 2008, le scrutin porte cependant une nouvelle équipe, sans étiquette, à la mairie.

### Circonscriptions administratives
Châlus est située dans le département de la Haute-Vienne, en région Nouvelle-Aquitaine et dans l'arrondissement de Limoges. De 1790 à 2015, elle est le chef-lieu du canton de Châlus. Pour les élections départementales de mars 2015, le nombre de cantons du département est divisé par deux, passant de 42 à 21. Le canton de Châlus disparait et la commune est alors rattachée au canton de Saint-Yrieix-la-Perche.

### Intercommunalités
La commune de Châlus a d'abord fait partie de la communauté de communes du pays de Châlus. Fin 2001, cette dernière est remplacée par la communauté de communes des monts de Châlus.
Au 1er janvier 2017, la communauté de communes des monts de Châlus est dissoute et ses communes sont désormais rattachées à la communauté de communes Pays de Nexon-Monts de Châlus.
Châlus relève du « Pays d'ouest Limousin », échelon de coopération entre collectivités locales, issu de la loi d'orientation pour l'aménagement et le développement du territoire du 4 février 1995, complétée par la loi du 25 juin 1999 dite loi Voynet. Il regroupe 57 512 habitants, répartis sur 46 communes et six communautés de communes : Feuillardiers, Monts de Châlus, Pays de la Météorite, Val de Vienne, Vallée de la Gorre et Vienne-Glane.

### Parc naturel régional Périgord-Limousin

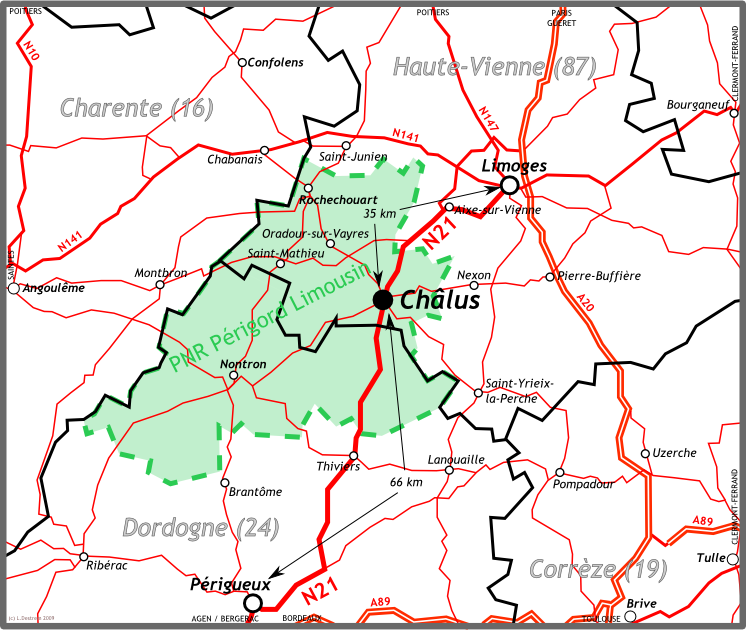
Châlus dans le parc naturel régional.

Châlus est située, pour l'intégralité de son territoire communal, dans le parc naturel régional Périgord-Limousin, établissement public créé en 1998 pour protéger et mettre en valeur un grand espace rural de 50 500 habitants sur 180 000 hectares et qui réunit 78 communes (plus un « territoire associé », les lacs de Haute-Charente), deux départements (Dordogne et Haute-Vienne), et anciennement deux régions, l'Aquitaine et le Limousin, fusionnées en une seule en 2016 : Nouvelle-Aquitaine.
Selon ses deux principes fondamentaux « Mieux vivre sur un territoire de qualité » et « Mieux vivre grâce à un développement maîtrisé », le parc a pour vocation de protéger et valoriser le patrimoine naturel, culturel et humain de son territoire en mettant en œuvre une politique innovante d'aménagement et de développement économique, social et culturel.
Ses actions ont également pour but la valorisation des ressources locales dans une perspective de développement durable, l'amélioration de la qualité de l'eau et des hydrosystèmes à l'échelle des trois têtes de bassins versants du Périgord-Limousin, la préservation de la biodiversité et la lutte contre le réchauffement climatique.
Le siège de cet établissement public, qui s'attache à dynamiser l'identité et les liens sociaux du Périgord-Limousin, est situé au château du Mas-Nadaud à Pageas.

### Liste des maires

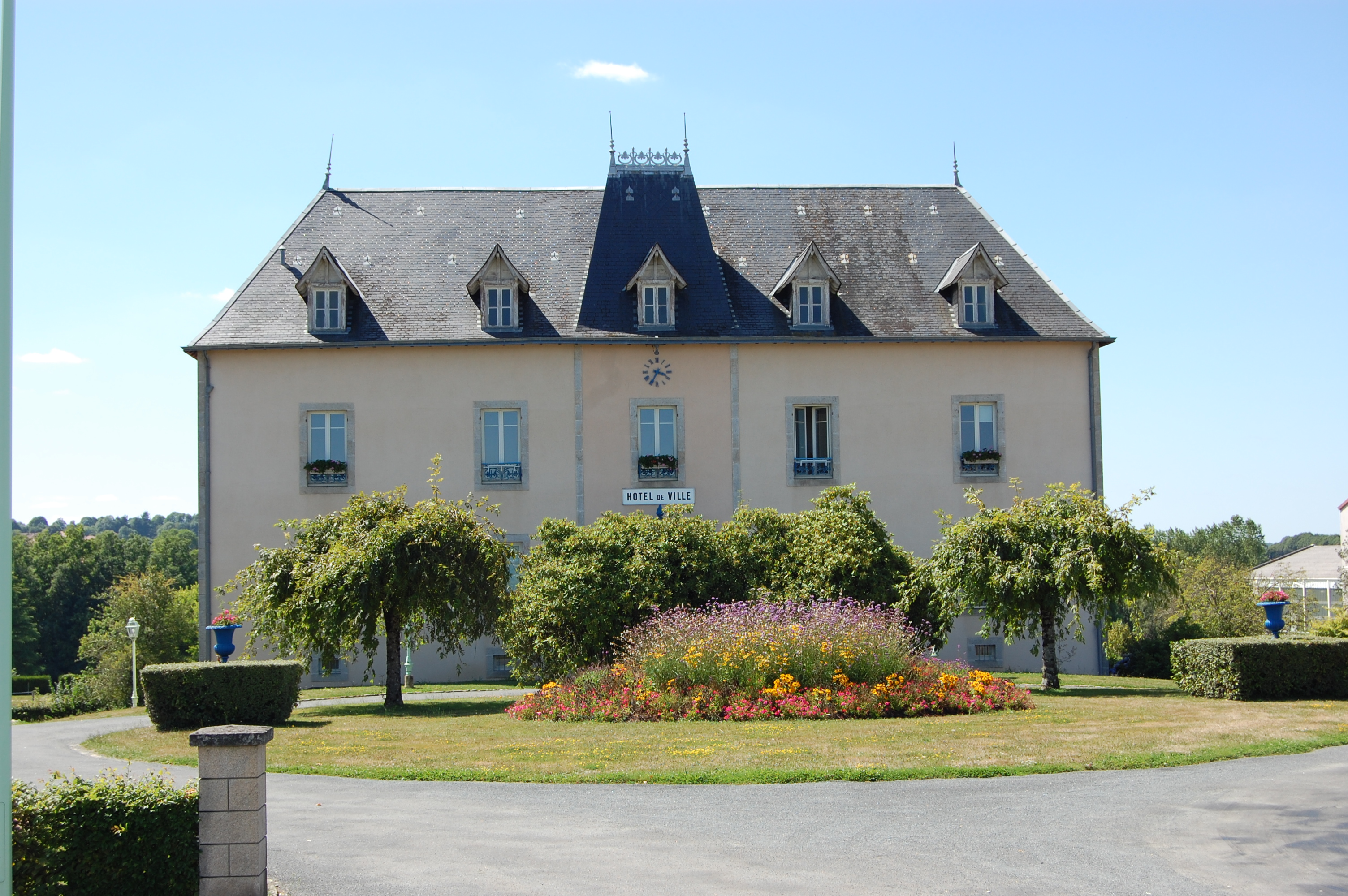
Hôtel de ville.

Six maires ont été élus à Châlus depuis 1945 :
| Période                  | Période  | Identité         | Étiquette | Qualité                                       |
| ------------------------ | -------- | ---------------- | --------- | --------------------------------------------- |
| 1945                     | 1971     | André Besse      | SFIO-PS   | Commerçant, conseiller général (1956-1973)    |
| 1971                     | 1975     | Robert Dolier    | -         | Agent de perception                           |
| 1975                     | 1981     | André Mazière    | PS        | Retraité SNCF, conseiller général (1973-1979) |
| 1981                     | 2001     | Pierre Charissou | PS        | Enseignant                                    |
| 2001                     | 2008     | Pascal Mazeau    | PS        | Salarié du secteur privé                      |
| 2008 (réélu en mai 2020) | En cours | Alain Brézaudy   | DVD-SE    | Comptable                                     |

De 1530 et jusqu'à la Révolution, Châlus était administrée depuis le château de Châlus Chabrol par les comtes de Bourbon-Châlus. La première municipalité date de 1792. Depuis 1945, deux mandatures successives ne sont pas arrivées à leur terme : 1971-1977 et 1977-1983. Robert Dolier est décédé en cours de mandat en 1975 et son adjoint, André Mazière, élu pour finir la mandature en cours (1971 - 1977) et réélu pour la mandature suivante (1977 - 1983), décède en 1981, également en cours de mandat. Pierre Charissou est élu par élections complémentaires des 15 et 22 février 1981 pour finir la mandature.
Le terrain de football porte le nom de stade Robert-Dolier. Le nom d'André Besse a été donné à l'ancienne avenue du champ de foire. Antoine Hallary, Jacques Garebeuf et François Romain ont chacun une rue à leur nom.

## Population et société

### Démographie
Les habitants de Châlus sont appelés les Chalusiens.
L'évolution du nombre d'habitants est connue à travers les recensements de la population effectués dans la commune depuis 1793. Pour les communes de moins de 10 000 habitants, une enquête de recensement portant sur toute la population est réalisée tous les cinq ans, les populations de référence des années intermédiaires étant quant à elles estimées par interpolation ou extrapolation. Pour la commune, le premier recensement exhaustif entrant dans le cadre du nouveau dispositif a été réalisé en 2007.

En 2022, la commune comptait 1 671 habitants, en évolution de +3,72 % par rapport à 2016 (Haute-Vienne : −0,68 %, France hors Mayotte : +2,11 %).
| 1793  | 1800  | 1806  | 1821  | 1831  | 1836  | 1841  | 1846  | 1851  |
| ----- | ----- | ----- | ----- | ----- | ----- | ----- | ----- | ----- |
| 1 356 | 1 264 | 1 426 | 1 821 | 1 944 | 2 057 | 2 052 | 2 166 | 2 053 |

| 1856  | 1861  | 1866  | 1872  | 1876  | 1881  | 1886  | 1891  | 1896  |
| ----- | ----- | ----- | ----- | ----- | ----- | ----- | ----- | ----- |
| 1 996 | 1 987 | 2 109 | 2 181 | 2 413 | 2 530 | 2 684 | 2 698 | 2 589 |

| 1901  | 1906  | 1911  | 1921  | 1926  | 1931  | 1936  | 1946  | 1954  |
| ----- | ----- | ----- | ----- | ----- | ----- | ----- | ----- | ----- |
| 2 641 | 2 602 | 2 615 | 2 543 | 2 366 | 2 372 | 2 557 | 2 096 | 1 902 |

| 1962  | 1968  | 1975  | 1982  | 1990  | 1999  | 2006  | 2007  | 2012  |
| ----- | ----- | ----- | ----- | ----- | ----- | ----- | ----- | ----- |
| 2 042 | 2 163 | 2 334 | 2 074 | 1 907 | 1 759 | 1 652 | 1 636 | 1 602 |

| 2017  | 2022  | - | - | - | - | - | - | - |
| ----- | ----- | - | - | - | - | - | - | - |
| 1 621 | 1 671 | - | - | - | - | - | - | - |

### Enseignement
Située dans l'académie de Limoges, la ville administre une école maternelle de 50 élèves, ainsi qu'une école élémentaire de 55 élèves. Le département gère un collège de 260 élèves, situé à proximité immédiate.
La garderie périscolaire municipale peut accueillir 30 enfants et 12 assistantes maternelles opèrent sur la commune, qui dispose également d'un centre de loisirs sans hébergement.
Les trois établissements scolaires sont regroupés au sein du « groupe scolaire Pierre-Desproges ». Le collège entretient des relations d'échanges d'élèves avec la Staatliche Realschule de Roth (Moyenne-Franconie, Allemagne) depuis 1991. Outre l'allemand, l'anglais et l'espagnol, l'occitan y est enseigné. Les résultats au diplôme national du brevet ont fluctué de 81,4 % en 2003 à 79,6 % en 2007
.

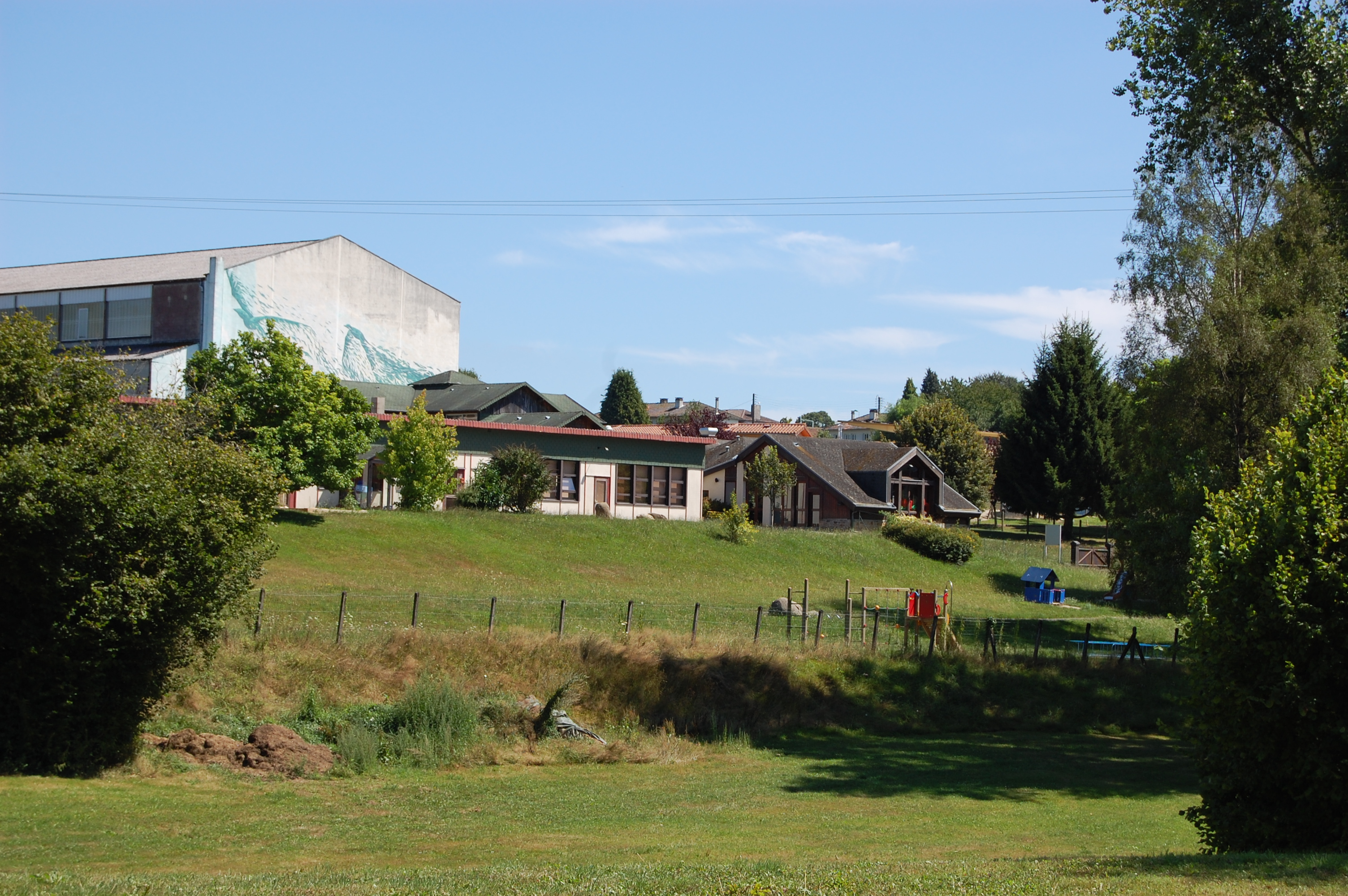
L'école maternelle et sa prairie-cour de récréation.
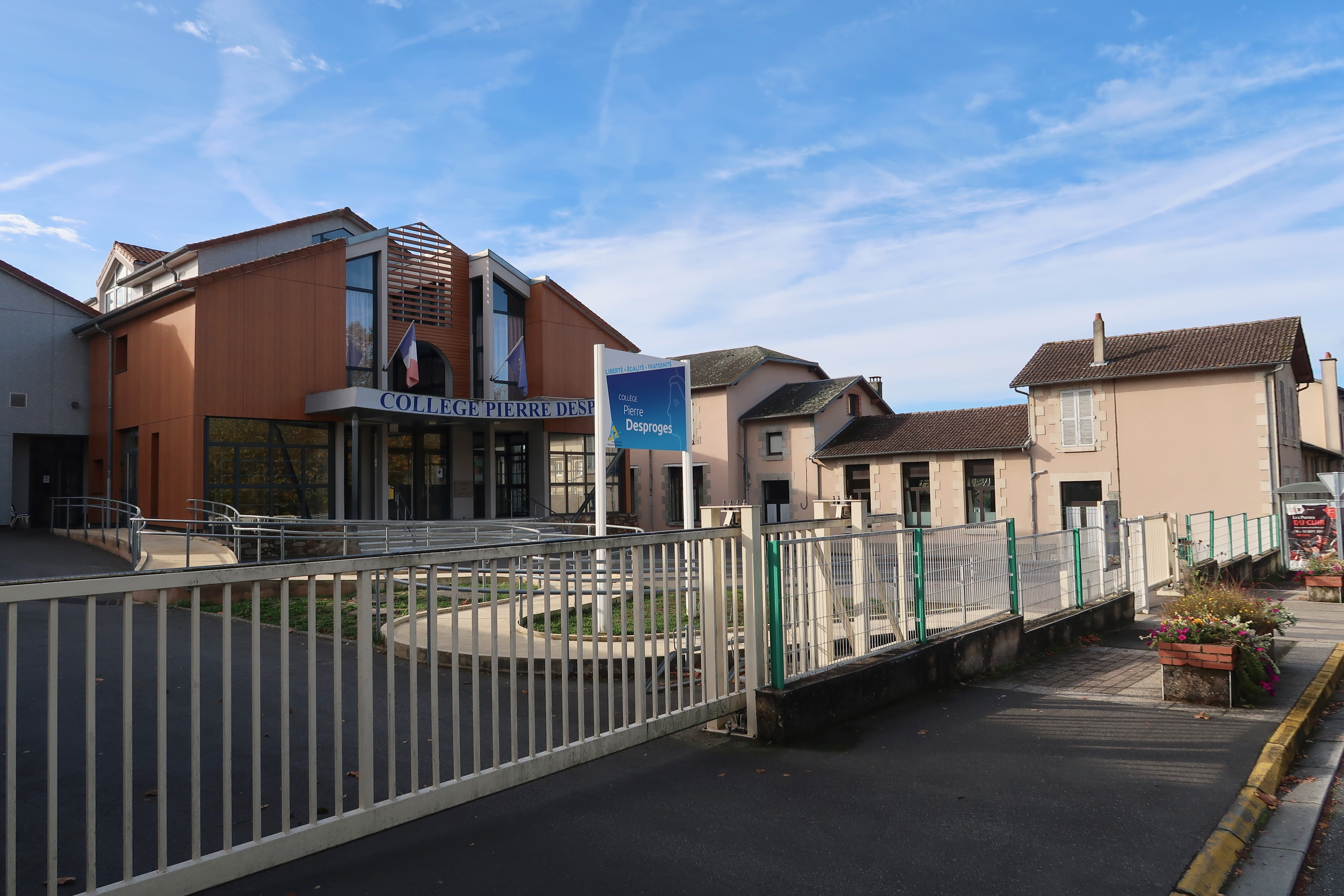
Le collège Pierre-Desproges.
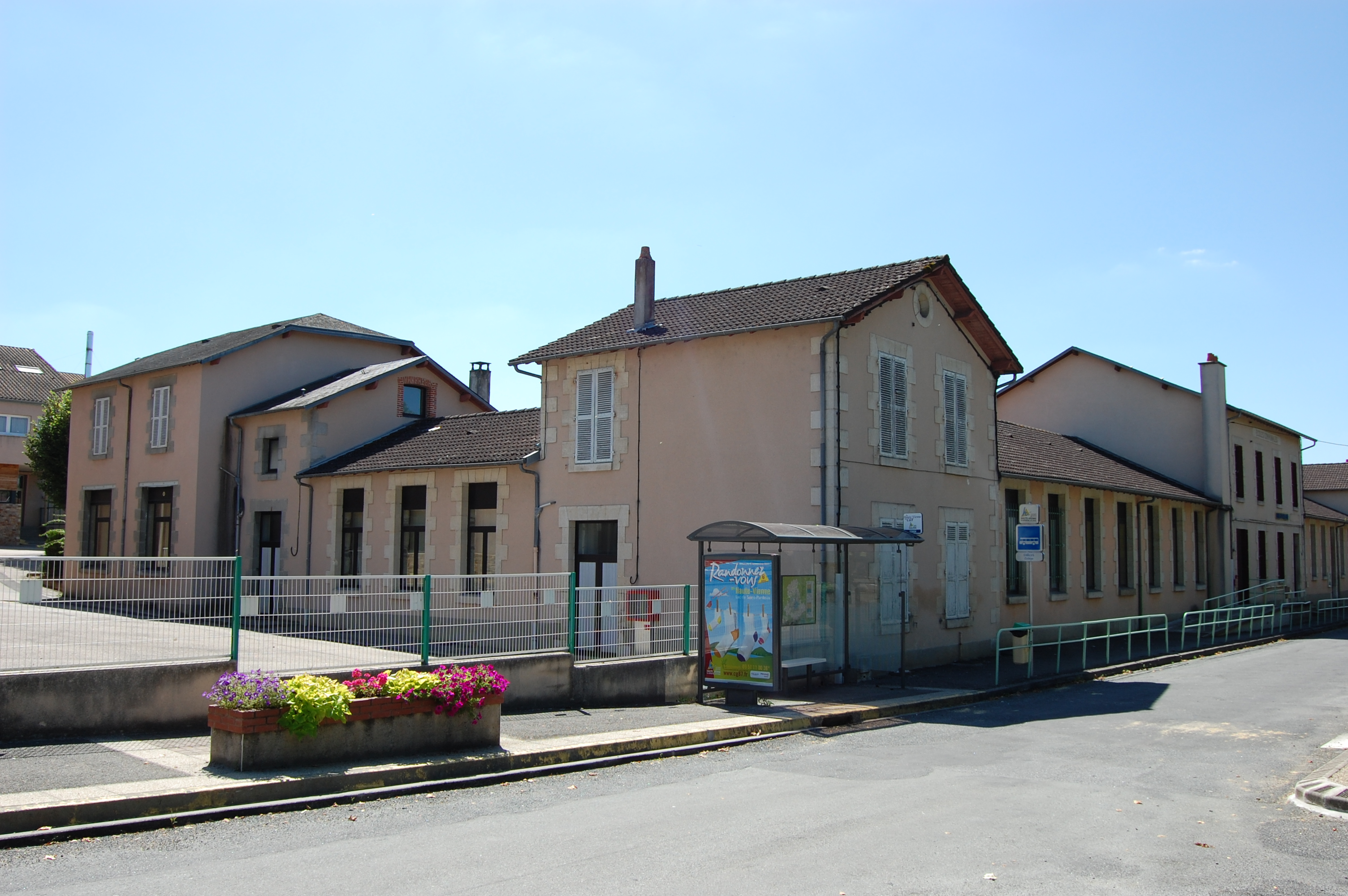
L'école élémentaire.

### Manifestations culturelles et festivités

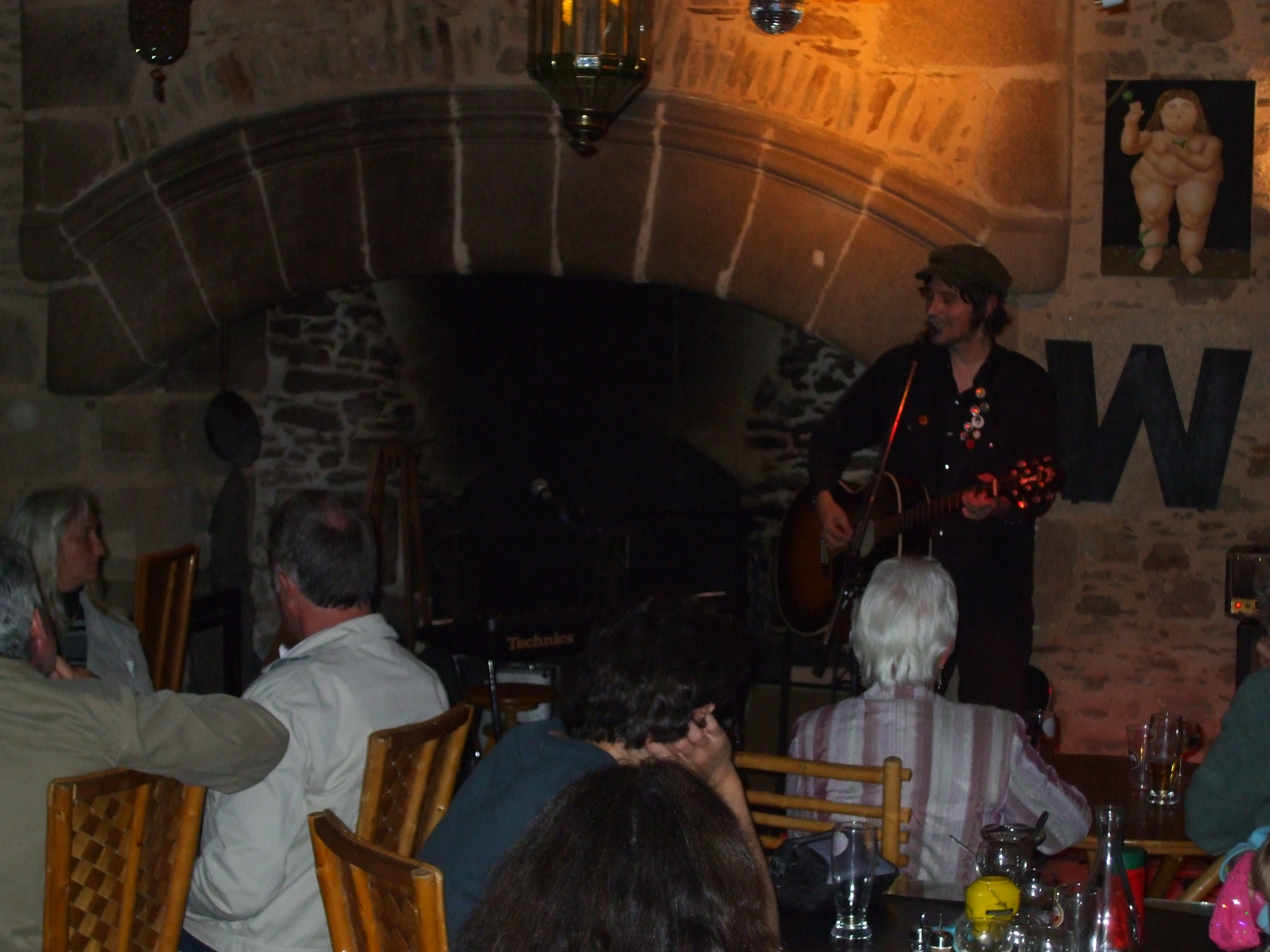
Salim Nourallah au Lawrence d'Arabie.

Fin 2009, une quarantaine de structures agissent dans les secteurs de l'action sociale, de la culture, du sport, ou des loisirs et s'impliquent dans la vie associative, jugée particulièrement dynamique.
Un club de tarot organise un festival annuel, doté d'un prix du conseil général et d'un prix de la commune.
L'académie cyclopédique s'efforce de promouvoir la culture régionale et l'esprit châlusien, celui de Pierre Desproges. Elle organise, à Paris et localement, des animations et événements culturels, tels qu'une évocation de l'histoire cycliste de Châlus, présentée à Paris, à la Maison du Limousin, dans l'exposition Limousin terre de cyclisme, un concours de construction de catapultes à fromage mou, et des soirées cabaret au bar restaurant concert « Le Lawrence d'Arabie ».

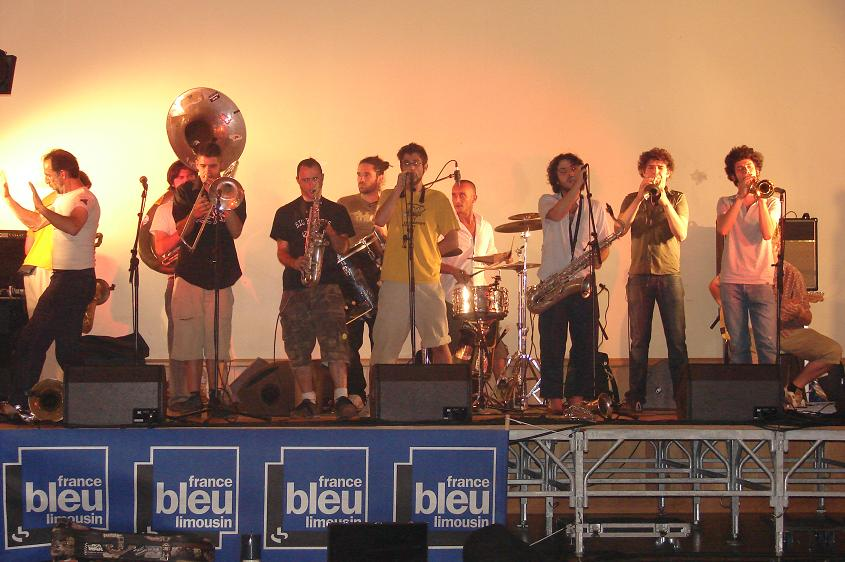
Bouge ton Zinc.

Depuis 2007, le festival « Bouge Ton Zinc », qui se déroule dans l'ensemble des monts de Châlus, a pour objet l'organisation de fêtes et concerts dans les bistrots. Il affiche à ce titre, et avec le soutien actif du monde associatif, une programmation éclectique de groupes de pop-rock-jazz et de spectacle vivant.
Ce dynamisme associatif est présent de longue date sur la commune puisque dès 1957, un festival départemental donna lieu à la frappe du seul exemple connu de création numismatique spécifique à Châlus. Cette vitalité s'exprime également par l'organisation d'événements ponctuels tels les manifestations de la célébration du huitième centenaire de la mort de Richard Ier d'Angleterre en 1999, l'accueil de la félibrée (qui s'est déroulée pour la seconde fois à Châlus en 2007) ou celui du Tour cycliste du Limousin ainsi qu'à l'occasion de la fête patronale, qui se tient le troisième week-end de juillet, et se conclut par un feu d'artifice le dimanche soir. L'esprit festif, particulièrement en période estivale, génère de multiples manifestations du Comité des fêtes, dont une course de voitures à pédalier,, ou « Le retour du roi Richard ».

### Équipements

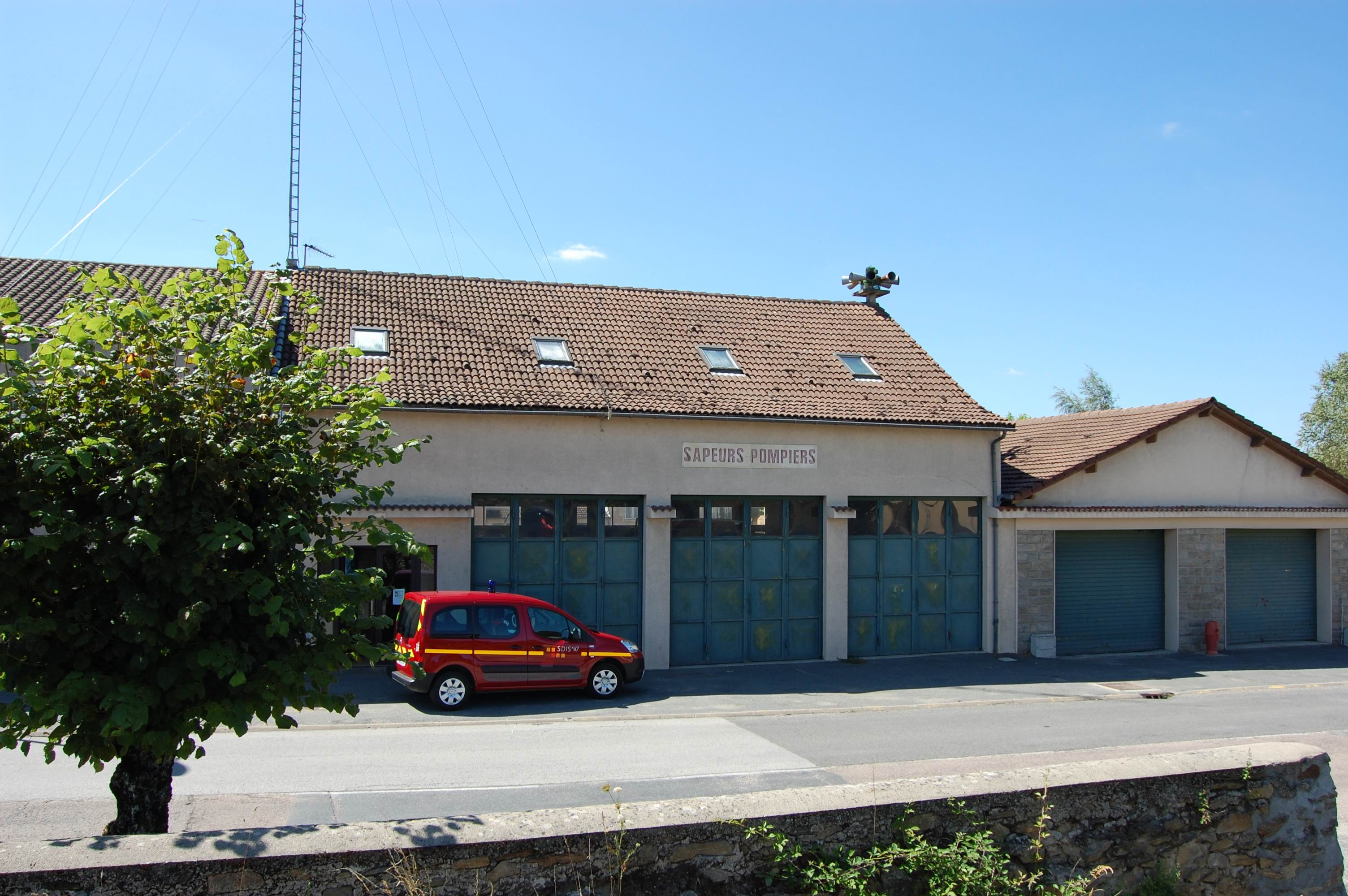
Le centre de secours des sapeurs-pompiers.

Châlus bénéficie des équipements administratifs traditionnels d'un ancien chef-lieu de canton, tels que trésorerie, brigade de gendarmerie et bureau de poste.
Les locaux mis à la disposition des associations et des habitants sont une salle des fêtes polyvalente (350 places assises), la salle de l'ancienne école de Lageyrat (150 places), la salle de l'ancienne gare et un Mille clubs (modèle « DC 333 » conçu en 1968 par la société De Coene), dont l'aspect a été modifié par des opérations d'entretien et de mise aux normes, mais dont l'intérêt patrimonial s'accroît avec la disparition de ces structures.
La liste des équipements présents sur la commune est complétée par une bibliothèque municipale, intégrée au réseau de bibliothèques de la communauté de communes des monts de Châlus, un centre de secours et de lutte contre les incendies, deux cimetières (l'un en ville, l'autre au village de Lageyrat), une déchèterie éclairée par électricité photovoltaïque, un atelier technique et un dépôt de la Direction départementale de l'Équipement et de l'Agriculture.
L'ensemble du territoire de la commune est desservi par l'ADSL. Toutefois, les villages et hameaux éloignés de plus de 3 km des centraux sont affectés par une réduction des performances de l'internet haut débit.

### Santé
Un centre de soins infirmiers de la Croix-Rouge française assurant un service de soins à domicile, ainsi qu'un centre du Secours catholique sont présents sur la commune. Une pharmacie et plusieurs professionnels libéraux de santé complètent l'équipement médical local.
Le centre hospitalier le plus proche est le centre Jacques-Boutard à Saint-Yrieix-la-Perche, le centre de convalescence et de réadaptation est celui de La Chesnaie à Verneuil-sur-Vienne, le centre hospitalier universitaire, celui de Limoges.
Pour répondre aux problématiques du vieillissement de la population, renforcé par l'allongement de la durée de la vie, Châlus dispose, avec l'Association de Coordination des actions en faveur des personnes âgées du canton de Châlus (ACAFPA), d'un réseau gérontologique permettant de coordonner la prise en charge des personnes âgées à domicile. Ce réseau local, intégré au Centre local d'information et de coordination (CLIC) du val de Vienne et des monts de Châlus dont la mission est de développer la collaboration en matière d'intervention en faveur des personnes âgées, compte parmi les plus anciens et a servi d'exemple à de nombreuses structures de coordination gérontologique.
Depuis 1970, Châlus dispose d'une maison de retraite médicalisée de 123 places, la Résidence Le Nid, qui est également établissement d'hébergement pour personnes âgées dépendantes (EHPAD).

### Sports

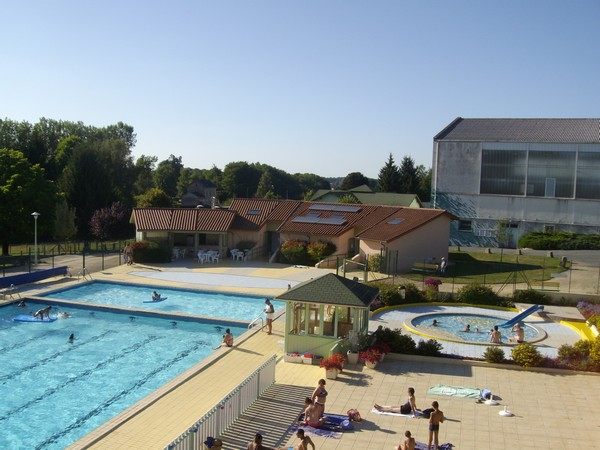
La piscine et ses trois bassins.

Au bas du village de vacances La Sapinière, qui compte 21 chalets, la commune dispose d'un Parc des sports. Il comprend un terrain de football avec tribunes et vestiaires, un gymnase, un tennis, un mini-golf, et une piscine (creusée par des prisonniers allemands et inaugurée en 1946), dotée de trois bassins et d'un solarium. Ces équipements sportifs ou de loisir sont complétés par quatre terrains de pétanque et deux terrains de boule lyonnaise, situés sur le boulodrome de l'ancien champ de foire.
Les associations sportives, de football, de gymnastique, de basket-ball (Mont Châlus Basket Ball), de judo, de boule, de tennis ou de pétanque bénéficient d'un parc des sports, d'une salle omnisports et d'un boulodrome. La Gaule Châlusienne regroupe les amateurs de pêche.

### Médias
Si aucune rédaction ou agence locale de presse écrite n'est installée sur la commune, des correspondants relaient les informations locales pour trois journaux de la presse quotidienne régionale : L'Écho du Centre, Le Populaire du Centre et La Montagne. Trois publications sont éditées à Châlus : le Bulletin municipal, le bulletin paroissial En Veillée édité depuis 1946 et, depuis 2001, le Bulletin de l'association Histoire et archéologie du Pays de Châlus.
Les radios locales captées sur la commune sont RTF, Kaolin FM, Radio Vassivière et Radio PAC. Depuis l'interdiction de Radio Coulgens en 1996 et les déboires de Radio Diffusion charentaise (RDC), qui avait pris son relais, RTL est la seule radio à être diffusée en modulation de fréquence depuis l'antenne de TDF située sur le territoire communal.
Bénéficiant de la présence, sur la commune voisine des Cars, d'un émetteur de télévision de forte puissance diffusant les programmes nationaux ainsi que le décrochage local de France 3 Limousin Poitou-Charentes, la télévision numérique terrestre est disponible sur la commune depuis 2010.
Le site Internet de la communauté de communes des monts de Châlus a son siège et sa rédaction à Châlus.

### Cultes
La commune de Châlus relève de la paroisse catholique Saint-Joseph des feuillardiers, qui est une subdivision du diocèse de Limoges, lequel relève de la province ecclésiastique de Poitiers. La paroisse Saint-Joseph des feuillardiers regroupe sept communes et neuf clochers, dont deux sont situés sur la commune : celui de Notre-Dame-de-l'Assomption dans le bourg, et celui de Saint-Étienne de Lageyrat, dont la sainte patronne est sainte Quitterie.
Fin 2009, en l'absence de prêtre résidant à Châlus, l'animateur de l'équipe pastorale, responsable de paroisse, est un laïc.
Une communauté d'ursulines, dite « ursulines de Chavagnes », réside au presbytère, précédemment occupé par des pères jésuites, où elle anime un lieu source et de prière.
L'église du Haut-Châlus, incluse dans la propriété du château de Châlus-Chabrol et qui recèle les entrailles de Richard Cœur de Lion, est aujourd'hui en ruines. La chapelle Séchaud, n'est qu'exceptionnellement un lieu où la messe est célébrée. Un bras reliquaire étant conservé au presbytère, tout comme une statue de sainte Quitterie, des ostensions, pourraient être organisées à Châlus.
Le culte des « Bonnes fontaines », autrefois particulièrement développé, de nature religieuse et préexistant aux cultes chrétiens, semble conserver quelques adeptes, sans que la part relevant du folklore ou de la superstition puisse être établie.
Les Témoins de Jéhovah disposent d'un local à Puybos.

## Économie

### Activités traditionnelles
L'activité économique de Châlus se caractérise par la présence de deux activités traditionnelles, la transformation du bois de châtaignier et l'élevage.
Le travail du bois de châtaignier, « arbre à pain » ou « arbre du pauvre » introduit massivement en Limousin au XVIIIe siècle, est à l'origine d'un métier spécifiquement local, qui apparaît vers 1850 : le feuillardier. Ces ouvriers du monde rural, parfois saisonniers, travaillent sur des chantiers d'exploitation de taillis pour des propriétaires forestiers ou des marchands de bois. Travaillant en forêt, dans des loges-ateliers qu'ils construisent eux-mêmes, ils coupent les jeunes barres de châtaigniers qui poussent en « cépée », c'est-à-dire en couronne autour de ce qui aurait pu être le tronc (le cep) de l'arbre s'il n'avait été systématiquement rabattu. Ces tiges, appelées « feuillards » car trop jeunes pour donner des châtaignes et donnant juste des feuilles, sont écorcées ou non selon l'ouvrage définitif, puis coupées en deux dans le sens de la longueur. Les feuillards ainsi travaillés servent à la confection de cercles de barrique, de panier à crustacés, de piquets (dont carrassonnes et échalas pour les vignes) ou des lattes. Œuvrant en extérieur, sans outillage mécanique, le feuillardier passe beaucoup de temps à entretenir les taillis, préparer les nouvelles cépées, à tailler, à ranger et à porter, tout en étant payé à la pièce ou au mille feuillards produits. Ces rudes conditions de travail et de rémunération ont généré, au début du XXe siècle, d'importants mouvements sociaux, comparables à ceux des ouvriers de la porcelaine, bien que le syndicat des feuillardiers de Châlus, possédant une forte personnalité, n'était pas toujours en accord avec les décisions des autres sections syndicales. Si le métier de feuillardiers a pratiquement disparu, la transformation du bois de châtaignier reste un secteur économique important à Châlus, où se tient tous les ans le seul salon de France entièrement et exclusivement consacré à la promotion du bois de châtaignier. Baptisé « Châtaignier en projet(s) » et organisé par le parc naturel régional Périgord-Limousin et la ville de Châlus, ce salon, qui vise à valoriser et moderniser l'image du produit en châtaignier, se veut être un rendez-vous pour toute la filière.
L'élevage est l'autre activité économique traditionnelle de Châlus dont la situation de carrefour de routes et de frontière entre régions différenciées par la géographie physique et humaine, lui permit, au moins depuis le XIe siècle, de jouer un rôle commercial important avec la tenue de foires et marchés renommés qui constituèrent l'élément majeur de son développement économique jusqu'à la fin du XXe siècle.

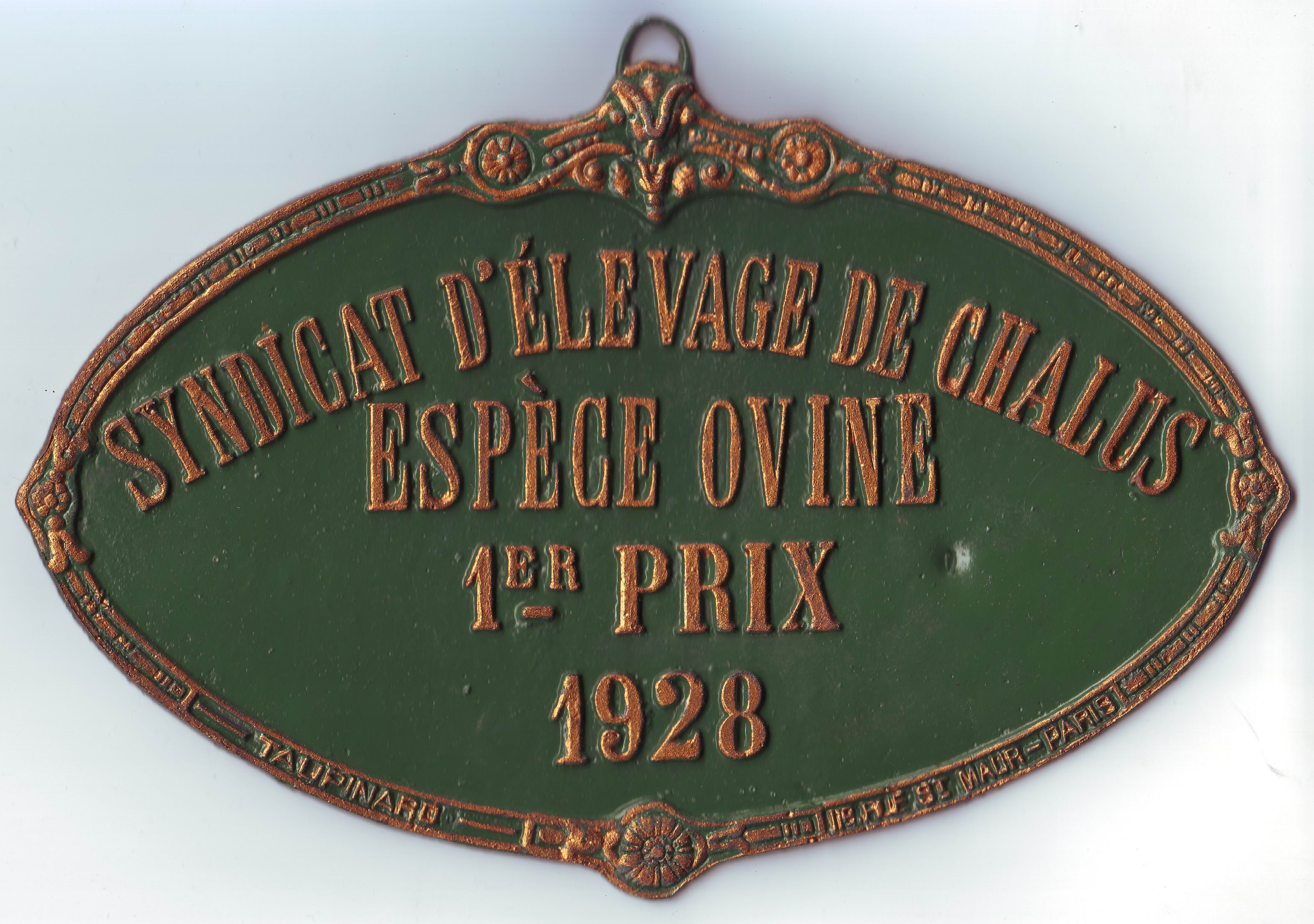
Concours d'élevage de 1928, espèce ovine, 1er prix.
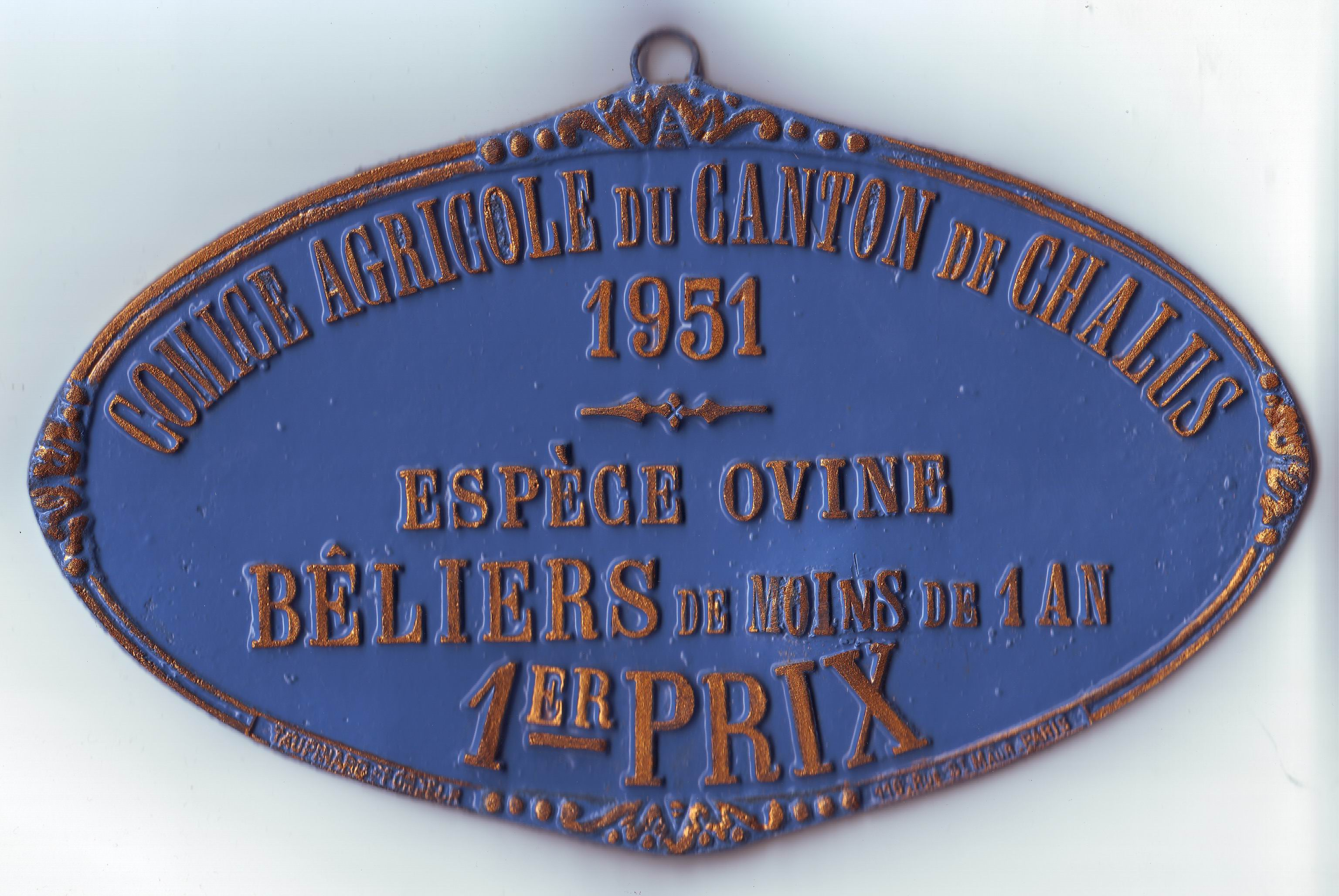
Concours d'élevage de 1951, espèce ovine, 1er prix.
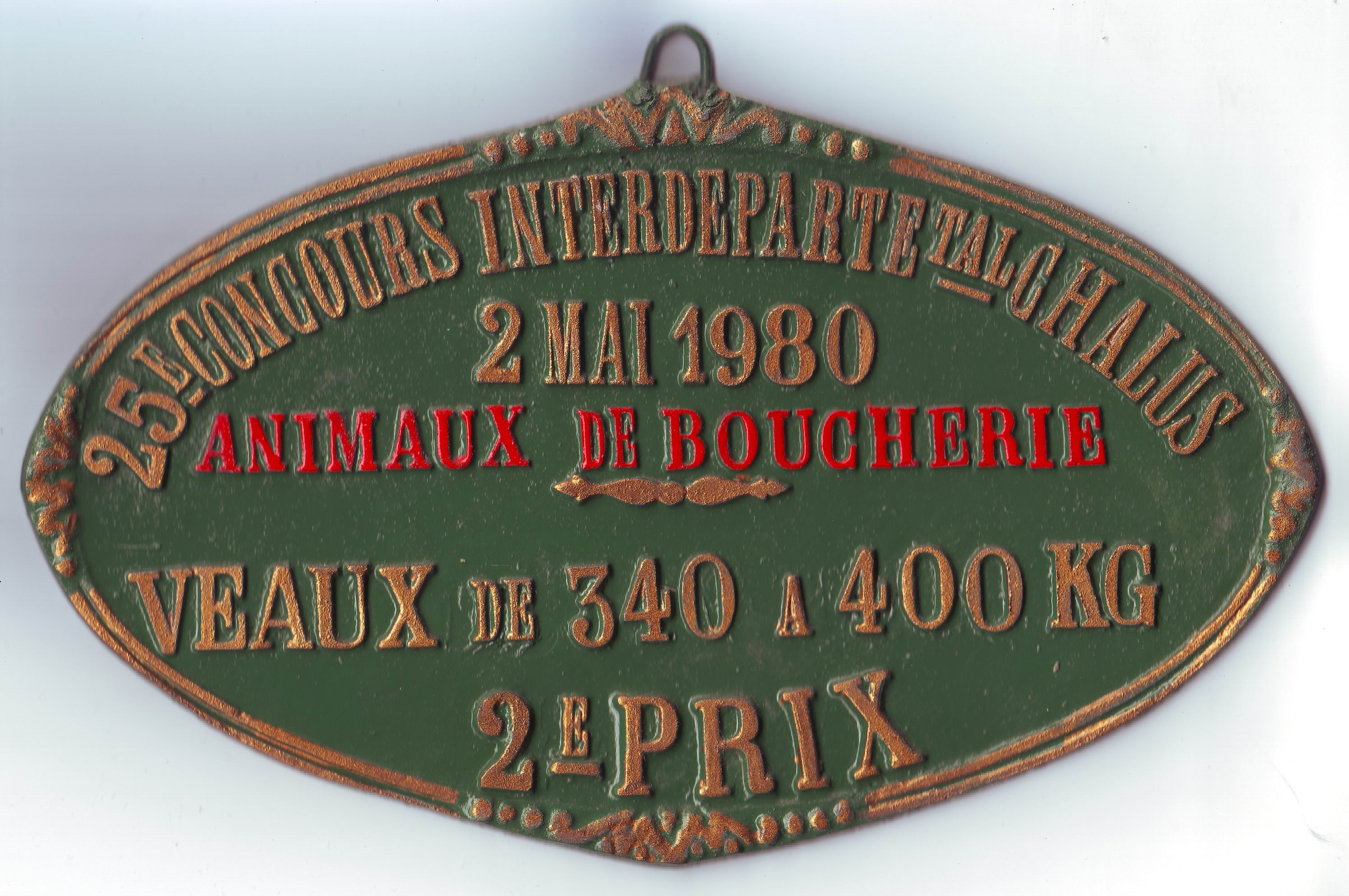
Concours d'élevage de 1980, espèce bovine, 2e prix.

C'est à ces foires et marchés, que Châlus doit le rôle de petite capitale économique qu'elle connut sous l'Ancien Régime, rôle mis en évidence par les différentes unités de mesure propres à Châlus, et dont les valeurs étaient en usage dans des aires d'influence aux contours variables, dans les monts de Châlus ou au-delà. La setérée de Châlus, unité de mesure de superficie valait 34,19 ares. Elle fut utilisée jusqu'au milieu du XVIIIe siècle à Châlus, Marval, Pensol, La Chapelle-Montbrandeix, Milhaguet, Boubon, Saint-Léonard, etc. Elle se divisait en deux héminées, l'héminée en deux quartes, la quarte en quatre coupées. À partir de 1750, la setérée de 20 000 pieds carrés (divisée en 50 perches de 20 pieds de côté) s'y substitue jusqu'à la généralisation du système métrique. La pinte de Châlus, unité de mesure de capacité de matière liquide, contenait 2,380 litres. Le setier de Châlus, unité de mesure de capacité de matière sèche, valait 8,534 décalitres de grain.
Le déclin des foires à chevaux au XVIIe siècle, puis l'évolution plus récente du commerce de bétail a entraîné la fin des foires à bestiaux. Plus récemment encore, la construction de deux supermarchés a réduit le poids relatif des marchés.

### Pôle de services intermédiaires

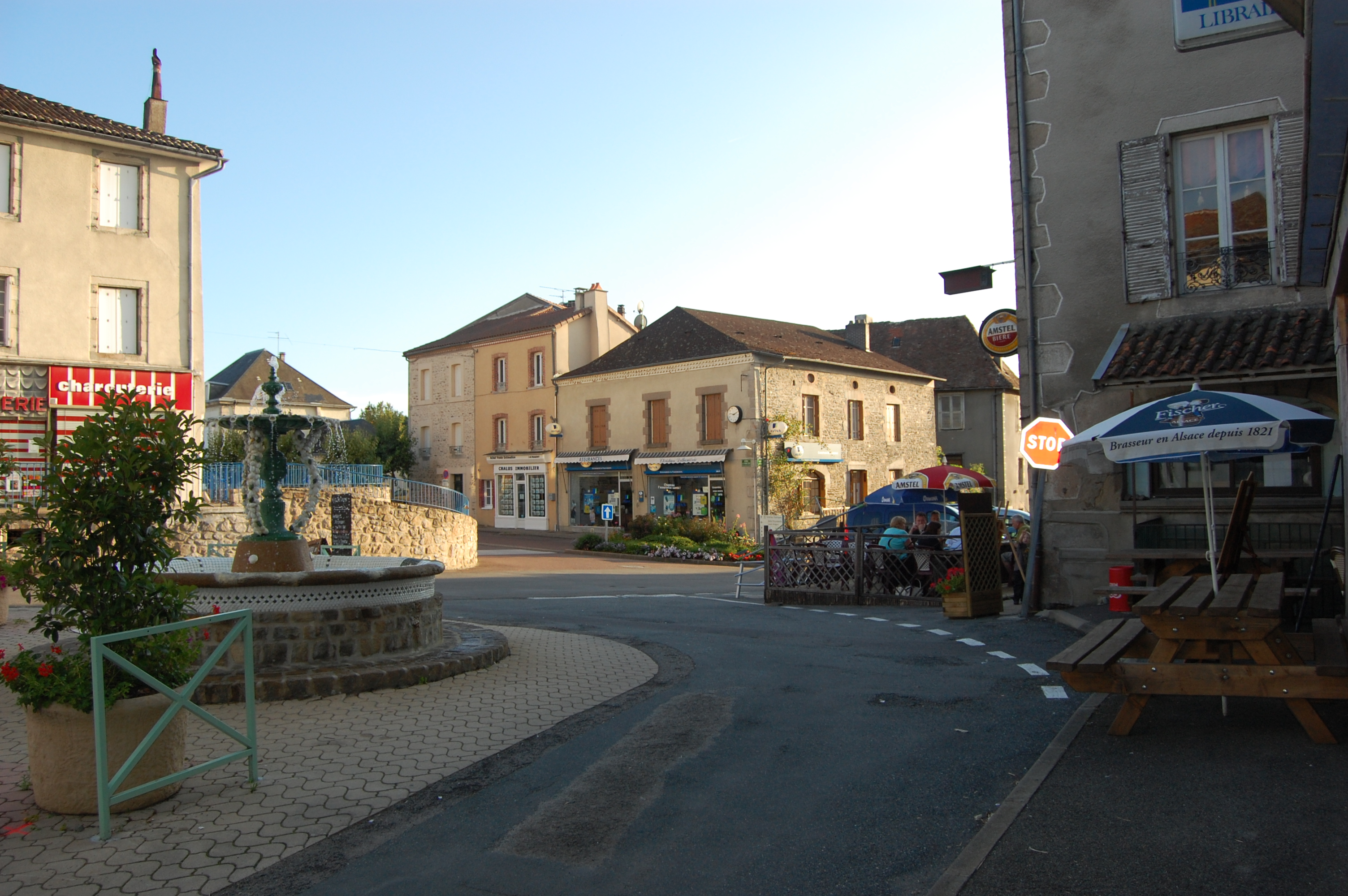
Commerces et services en centre-ville.

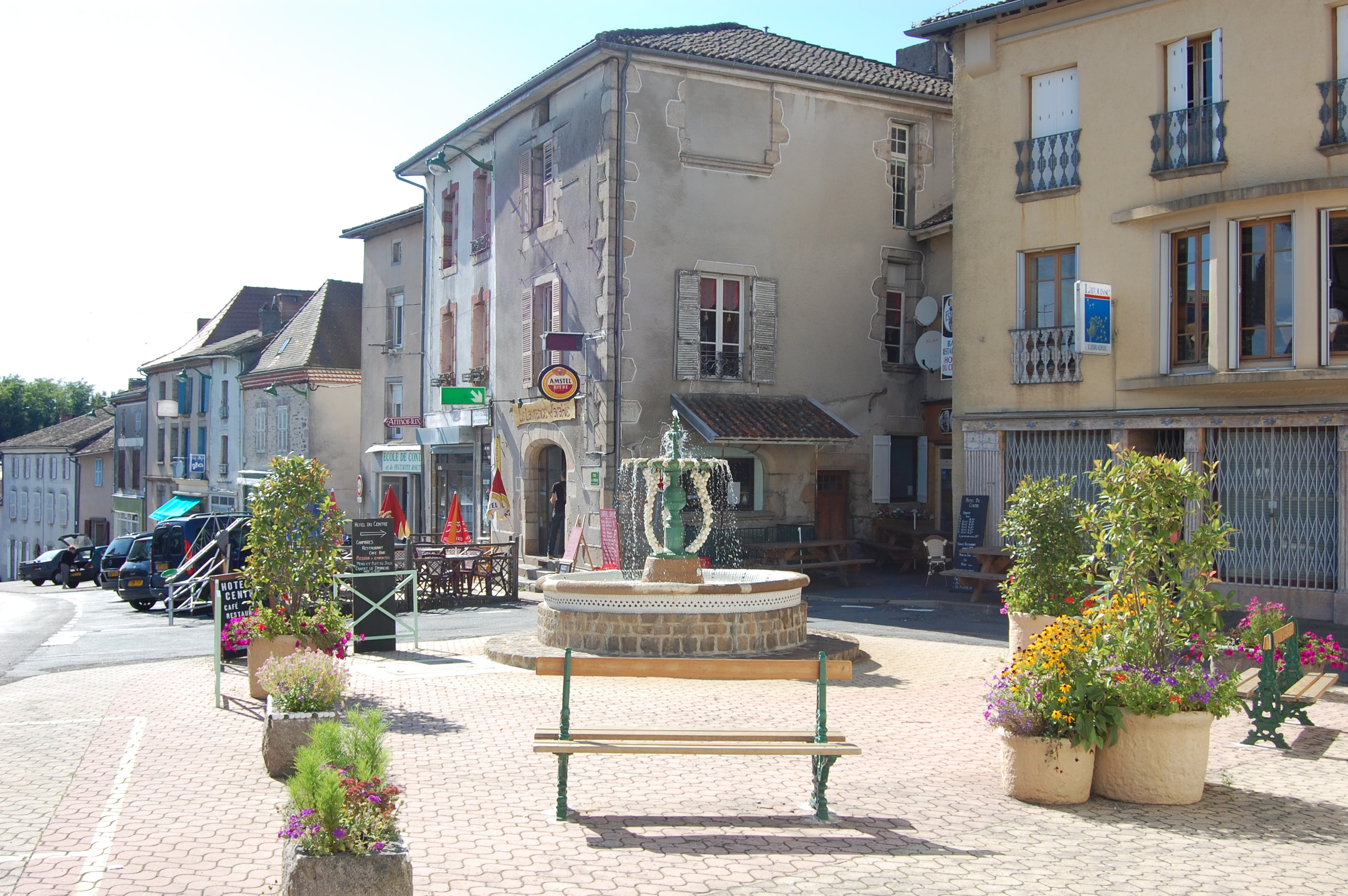
Commerces et services, place du Marché.

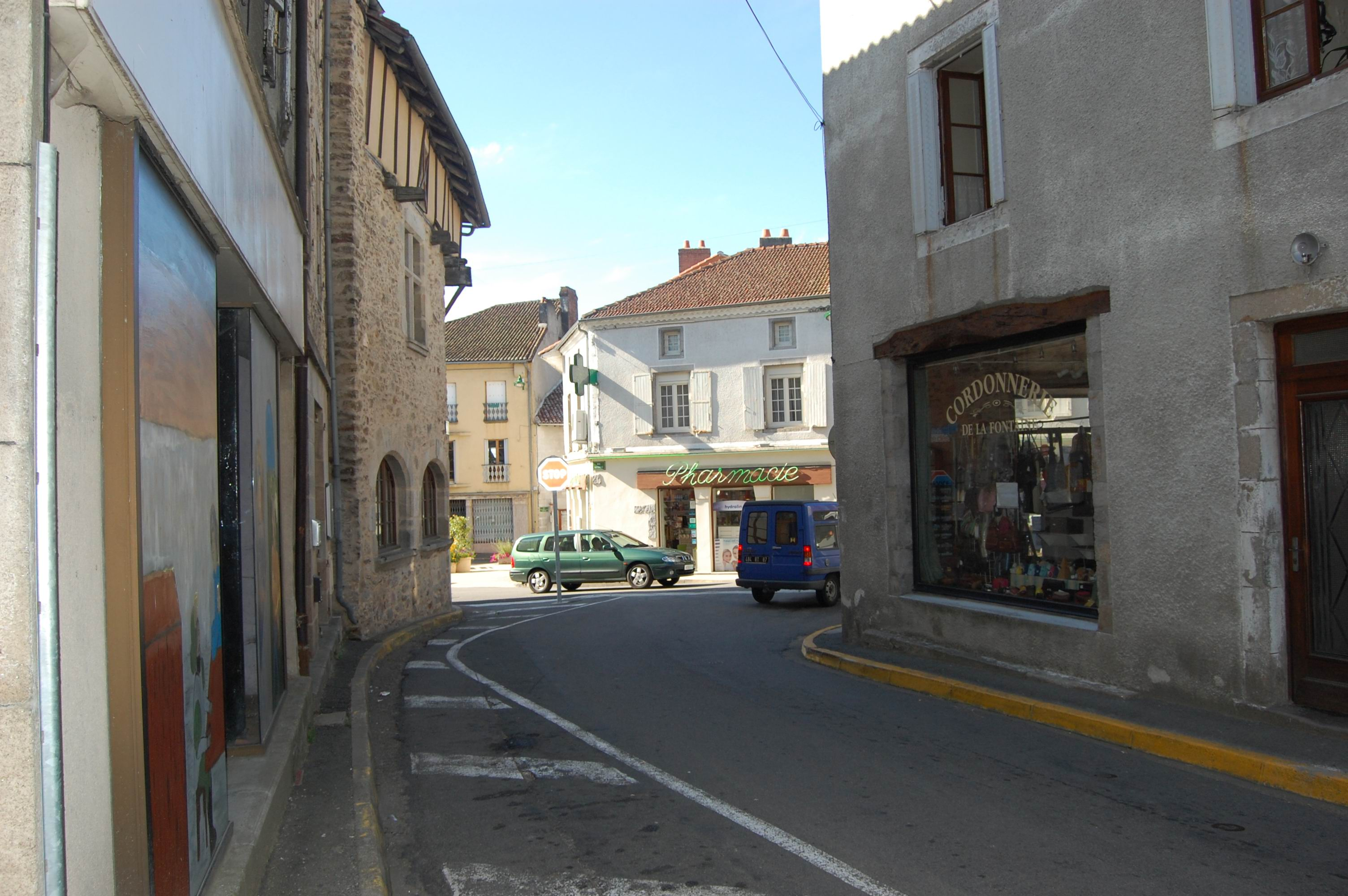
Commerces et services, rue Salardine.

Au début du XXIe siècle, Châlus est un pôle de services intermédiaires, dont le nombre d'établissements actifs s'élève, au 31 décembre 2006, à 155,. Ces établissements sont répartis, pour 7,1 % dans l'industrie, 7,1 % dans la construction, 25,8 % dans le commerce et 60,0 % dans les services.
La fonction industrielle est axée sur l'appareillage électrique d'installation, la transformation du bois-ameublement, le bâtiment et l'exploitation du bois de châtaignier. L'usine de construction électrique du groupe Legrand est le premier employeur. Elle est spécialisée notamment dans la réalisation des corps de cartouches fusibles en cordiérite et emploie 150 salariés. L'essentiel des terrains de la zone économique de Fontanilles, qui regroupe cinq établissements et 240 salariés, ayant été vendu, une réflexion, menée dans le cadre de la Communauté de communes des monts de Châlus et visant à créer un second parc d'activités, est en cours en 2009.
L'activité agricole reste importante, bien qu'entre 1988 et 2000 le nombre d'exploitations agricoles soit passé de 68 à 47 (de 27 à 19 pour les professionnelles). La surface agricole utile atteint 1 765 ha, pour 53 unités de travail (dont 5 salariées). Le cheptel bovin dépasse 3 000 têtes et 9 vaches sur 10 sont de race limousine. Les exploitations ont dans l'ensemble une orientation bovin-viande au nord de la commune, le sud étant plutôt inclus dans un système agro-forestier avec une zone de polyculture-élevage, orientation bovin traditionnel.
Châlus est classée en zone de revitalisation rurale. Elle bénéficie à ce titre des mesures fiscales favorisant son attractivité et le développement de son économie. Elle est par ailleurs classée dans les communes touristiques ouvrant droit aux réductions d'impôt pour investissements locatifs dans le secteur du tourisme, qui peuvent atteindre 20 000 € sur 6 ans.
Les projets communaux reposent en premier lieu sur les atouts touristiques, dont les pouvoirs publics s'efforcent d'organiser l'offre selon une exigence de qualité,. L'aménagement d'un pôle touristique multimodal autour de la rénovation de l'ancienne gare et la réhabilitation d'une ancienne auberge en centre-ville destinée à accueillir un espace culturel sont en gestation. Un réaménagement du centre-ville, incluant modification du plan de circulation, réfection des trottoirs et amélioration de l'accessibilité pour les personnes à mobilité réduite, est en cours de programmation, de même que la requalification de la RN 21 (première tranche de travaux prévue en 2009-2010). Un site Internet, consacré à la commune, chargé de promouvoir l'économie locale et les activités touristiques, est en projet.

### Fiscalité et finances locales
La fiscalité locale a été caractérisée par une augmentation régulière des taxes prélevées par la commune. La taxe d'habitation a progressé de 10,48 % en 2001 à 11,03 % en 2006, et à 11,14 % en 2009. Le taux communal de la taxe foncière sur les propriétés bâties est passé de 17,81 % à 17,99 % entre 2006 et 2009.
En 2007, le revenu fiscal médian par ménage était de 16 362 €, ce qui plaçait Châlus au 16 722e rang parmi les 30 714 communes de plus de 50 ménages en métropole et 38,3 % des foyers fiscaux étaient imposés (contre 19 769 € et 51,7 % en Haute-Vienne).
La taxe professionnelle, unifiée dans la communauté de communes, s'élevait à 13,91 % en 2006 et à 14,08 % en 2009.
Les postes clés des comptes de la ville de Châlus s'écartent peu des moyennes des communes de 500 à 2 000 habitants appartenant à un groupement fiscalisé.

### Emploi
Châlus, qui connaît un taux de chômage de 6,9 % selon le recensement de 2006, contre 8,8 % en 1999, offre de multiples emplois, principalement dans la santé et l'action sociale (maison de retraite, service de maintien à domicile des personnes âgées, professionnels de santé...), le bâtiment, les transports, et les services (dont le tourisme).
L'emploi à Châlus se caractérise cependant par la présence de deux secteurs particulièrement dynamiques localement : la filière bois (dans les monts de Châlus, la forêt couvre environ 5 400 ha), et l'élevage bovin.
Les banques et les activités immobilières, avec l'arrivée de nouvelles populations (Anglo-saxons et élargissement urbain de Limoges) sont en plein essor en 2009 et l'industrie est principalement représentée par une unité du groupe Legrand.
Structure des emplois à Châlus, selon le recensement de 1999
|                             | Agriculteurs | Artisans, commerçants, chefs d'entreprise | Cadres, professions intellectuelles | Professions intermédiaires | Employés | Ouvriers |
| --------------------------- | ------------ | ----------------------------------------- | ----------------------------------- | -------------------------- | -------- | -------- |
| Châlus                      | 6,8 %        | 12,2 %                                    | 6,8 %                               | 14,2 %                     | 31,8 %   | 28,4 %   |
| Moyenne nationale           | 2,4 %        | 6,4 %                                     | 12,1 %                              | 22,1 %                     | 29,9 %   | 27,1 %   |
| Sources des données : INSEE |              |                                           |                                     |                            |          |          |

Châlus, chef-lieu de canton et pôle d'emplois, concentre, selon les estimations SIRENE d'octobre 2005, 45 % des emplois de la communauté de communes des monts de Châlus.

## Culture locale et patrimoine

### Lieux et monuments

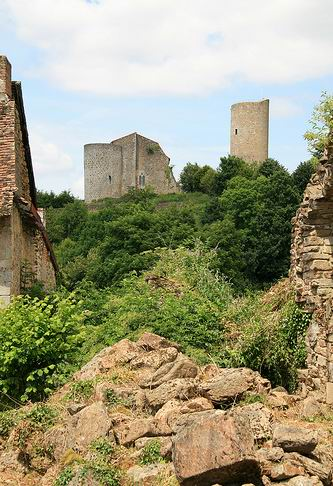
Châlus Chabrol vu par Renaud Camus le 26 juin 2008.

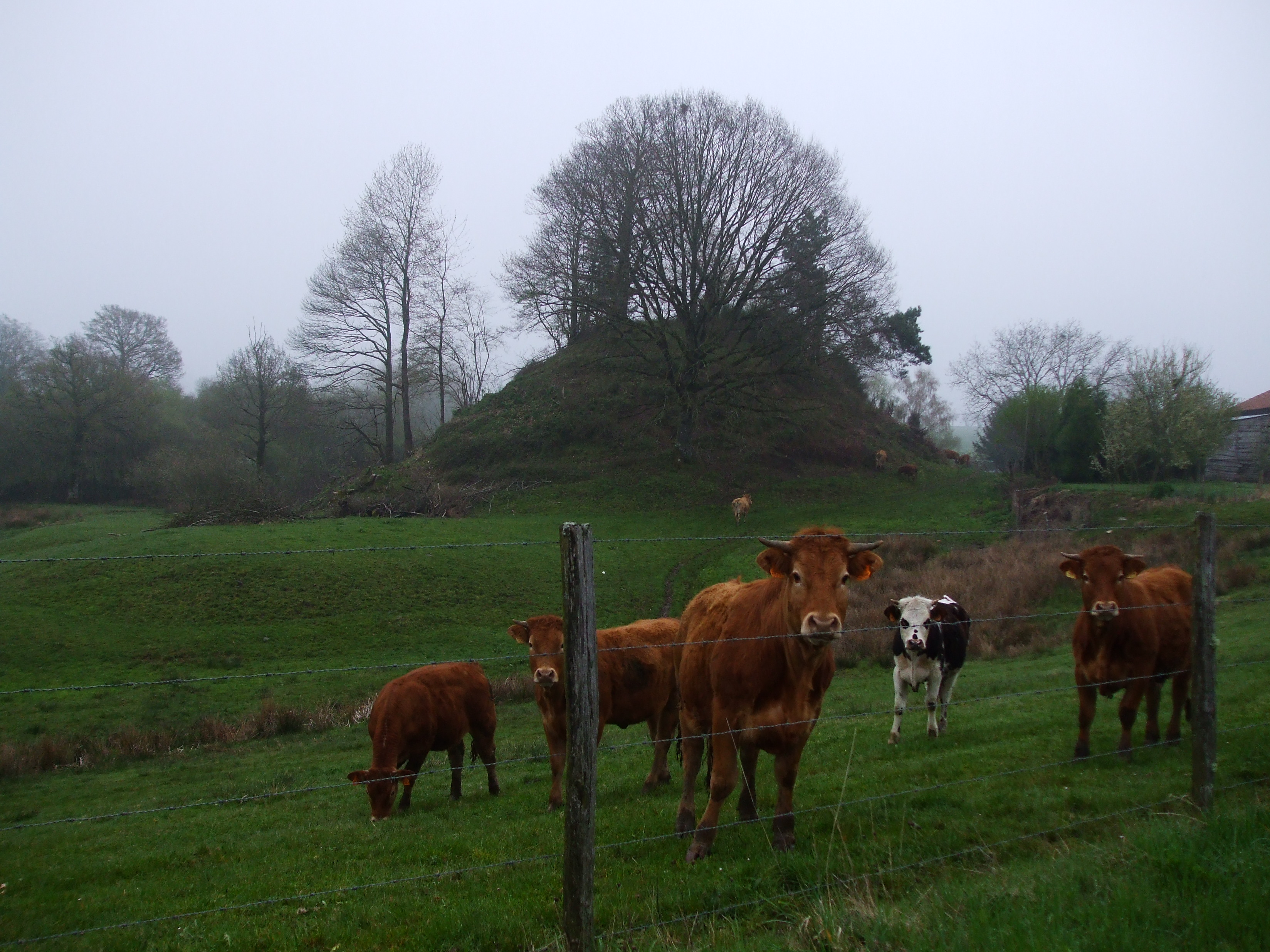
Motte castrale au Mazaubrun.

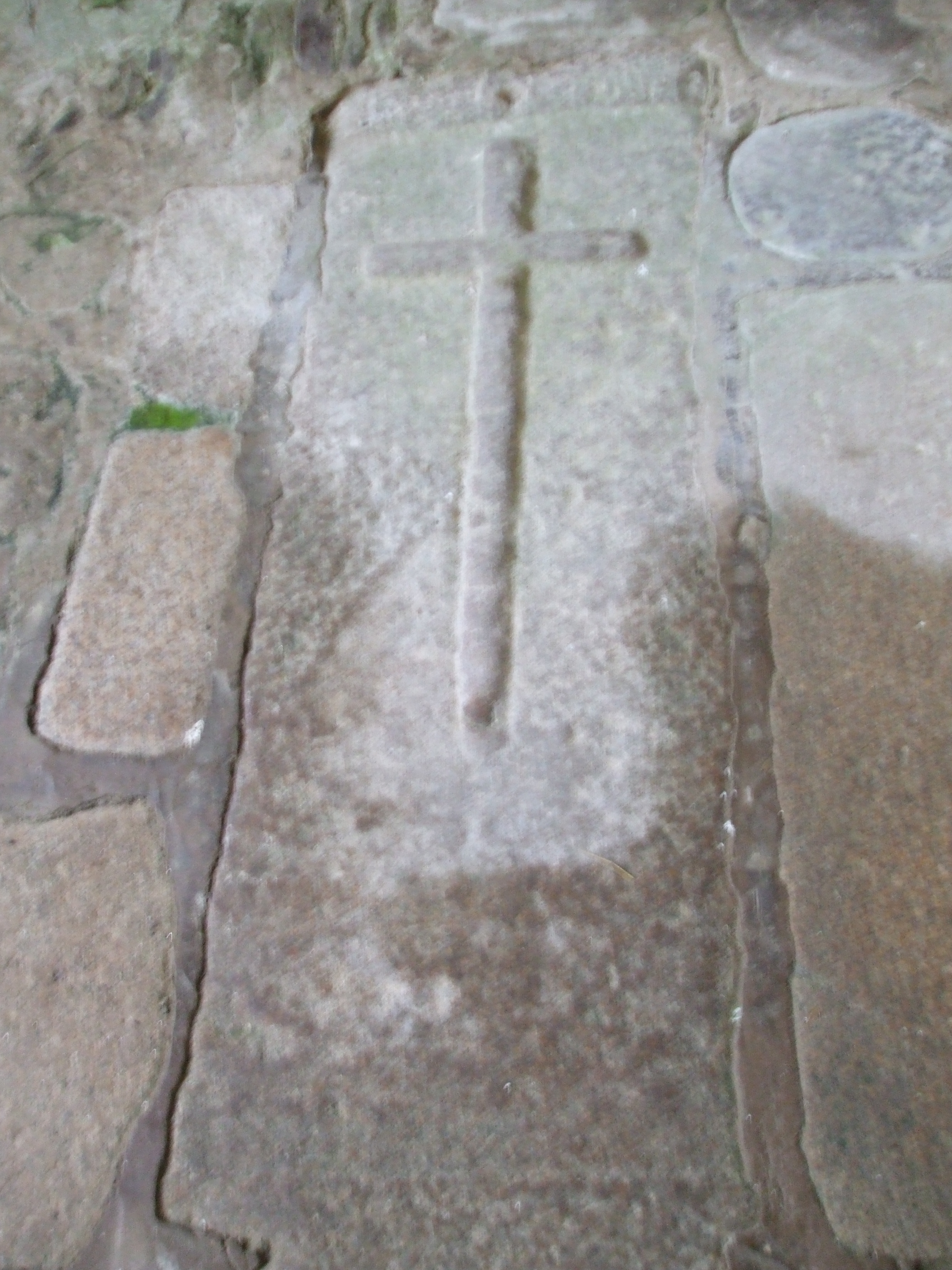
Pierre tombale dans l'église de Lageyrat.

Châlus Chabrol, un château fort du XIe siècle, surplombe la ville. Son enceinte comprend les vestiges de Notre-Dame du Haut-Châlus, église des XIIe et XIIIe siècles où furent ensevelies les entrailles de Richard Ier d'Angleterre.

Châlus Maulmont est un château fort du XIIIe siècle, également appelé « le fort ». On en découvre d'importants vestiges en centre-ville. 
Châlus Chabrol et Châlus Maulmont sont classés monuments historiques. L'ensemble constitué par le promontoire du château de Châlus Chabrol en ville haute et les abords de la tour de Châlus Maulmont en ville basse est un site inscrit.
Les mottes castrales du Mazaubrun sont inscrites à l'inventaire des Monuments historiques depuis 1983. Elles constituent un bel exemple de castrum à mottes multiples, déclassé assez tôt en simple arrière-fief, perceptible dans les sources écrites à compter du XIIIe siècle comme simple repaire.
- Église Notre-Dame du Haut-Châlus.
- L'église Notre-Dame-de-l'Assomption[154] abrite cloches, statues et tableau classés ou inscrits[155] monuments historiques et provenant de l'ancienne église paroissiale de la Nativité-de-la-Très-Sainte-Vierge, dont la cloche[156] des pénitents gris de 1718[157].

- L'église Saint-Étienne de Lageyrat, distante de quatre kilomètres du bourg, date du XIe siècle et constituait l'église paroissiale de Châlus bas jusqu'à la Révolution. Son cimetière conserve des pierres tombales en granite sculpté des XIe et XVe siècles, dont l'une est dénommée tombeau de sainte Quitterie. Elle fut reconstruite à la fin du XVe siècle et détruite pendant les guerres de religion. Propriété de la commune, elle est inscrite à l'inventaire des monuments historiques[158] depuis 1975.

- La chapelle Notre-Dame de Seichaud, édifiée en 1473 par une demoiselle de Maulmont, reconstruite en 1707, est la seule des huit anciennes chapelles construites du XIIe au XVe siècle qui n'a pas disparu (la chapelle Saint-Roch, démolie pour la construction d'un pont de chemin de fer a été remplacée par un petit oratoire).

Les bonnes fontaines (lé bounei foun en occitan) constituent un patrimoine emblématique de la Haute-Vienne, qui en recèle plus de 120. Leur culte, antérieur au christianisme, discret et sobre, « parallèle et insoumis », relié à la déchristianisation marquée du Limousin, en dépit de relations complexes avec l'Église et le clergé, a suscité la confrontation avec les institutions religieuse et médicale. Elles font toujours l'objet de rituels thérapeutiques en fonction de bienfaits ou de qualités thérapeutiques qui leur sont attribués par la coutume. Ainsi, la fontaine Seichaud favorise le mariage (elle fait marier dans l'année les jeunes filles qui la sautent sept fois à pieds joints), la guérison des fièvres et des maux de tête. La fontaine Saint-Roch offre la pluie ; les fontaines Sainte-Marguerite et Sainte-Quitterie de Lageyrat sont « bonnes » pour les maux de tête et de dents, tout en favorisant également les mariages.
La Fonquebure, source magique qui guérit les maux de tête, aurait, selon la légende, une première source souterraine au nord de la commune, dans le Bois du Roy, avant de ressurgir dans un pré à Chandos (commune de Champsac). La fontaine du centre-ville a vu son bassin transformé en Font Crimosana par les porcelaines de Yann Fayaud en 2007.

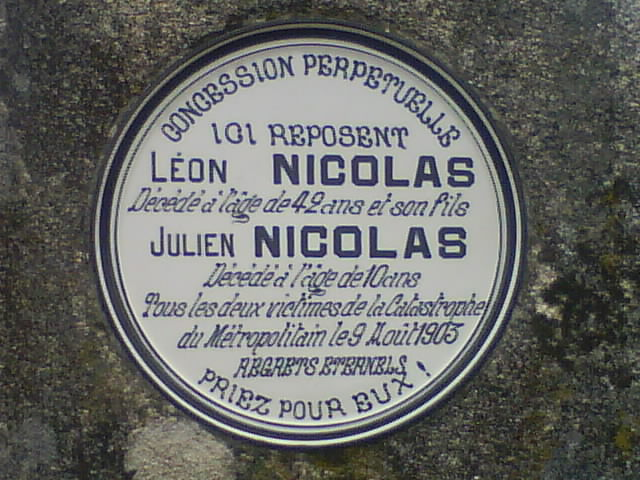
Plaque tombale de deux victimes de la catastrophe du métro Couronnes.

Le cimetière contient des monuments funéraires remarquables dont les tombes de Martial Dumas, médecin de Napoléon Ier ou de Joseph, dit Paul, Patier, historien du passé de Châlus, ornées, pour les plus anciennes de plaques de porcelaine, à l'exemple de celle de Léon et Julien Nicolas, victimes de l'accident du métro parisien du 10 août 1903.
Le monument aux morts, de type classico-pacifiste, sculpté par Henri Coutheillas, est composé, sur un plan de l'architecte Élie Berteau, d'un obélisque en granite et d'une statue représentant une bergère recueillie, revêtue d'une mante, cape traditionnelle appelée « limousine ». La mère Milan, habitant la ville haute, mère du premier enfant de Châlus mort à la guerre de 1914-1918, servit de modèle au sculpteur. Inauguré le dimanche 21 octobre 1923, ce monument était entouré d'une grille dotée de fortes pointes jusqu'au milieu du XXe siècle. La grille fut retirée après que Pierre Chaminade, dévalant l'avenue du Champ-de-foire à vélo, se fut empalé sur cette ferronnerie.
Un écomusée ouvert en été « permet de découvrir des scènes de la vie locale aux 19e et 20e siècles ».
Les puits de Flayat, Lageyrat, Puy Lageyrat, les Pluviaux, la Ribière, le Châtaignier, la Villehaute, tout comme les clédiers (séchoirs à châtaignes) de la Ribière, la Besse, Lageyrat, la Brouille, la Faye, le Mazaubrun, les croix et lavoirs constituent également un petit patrimoine bâti remarquable.

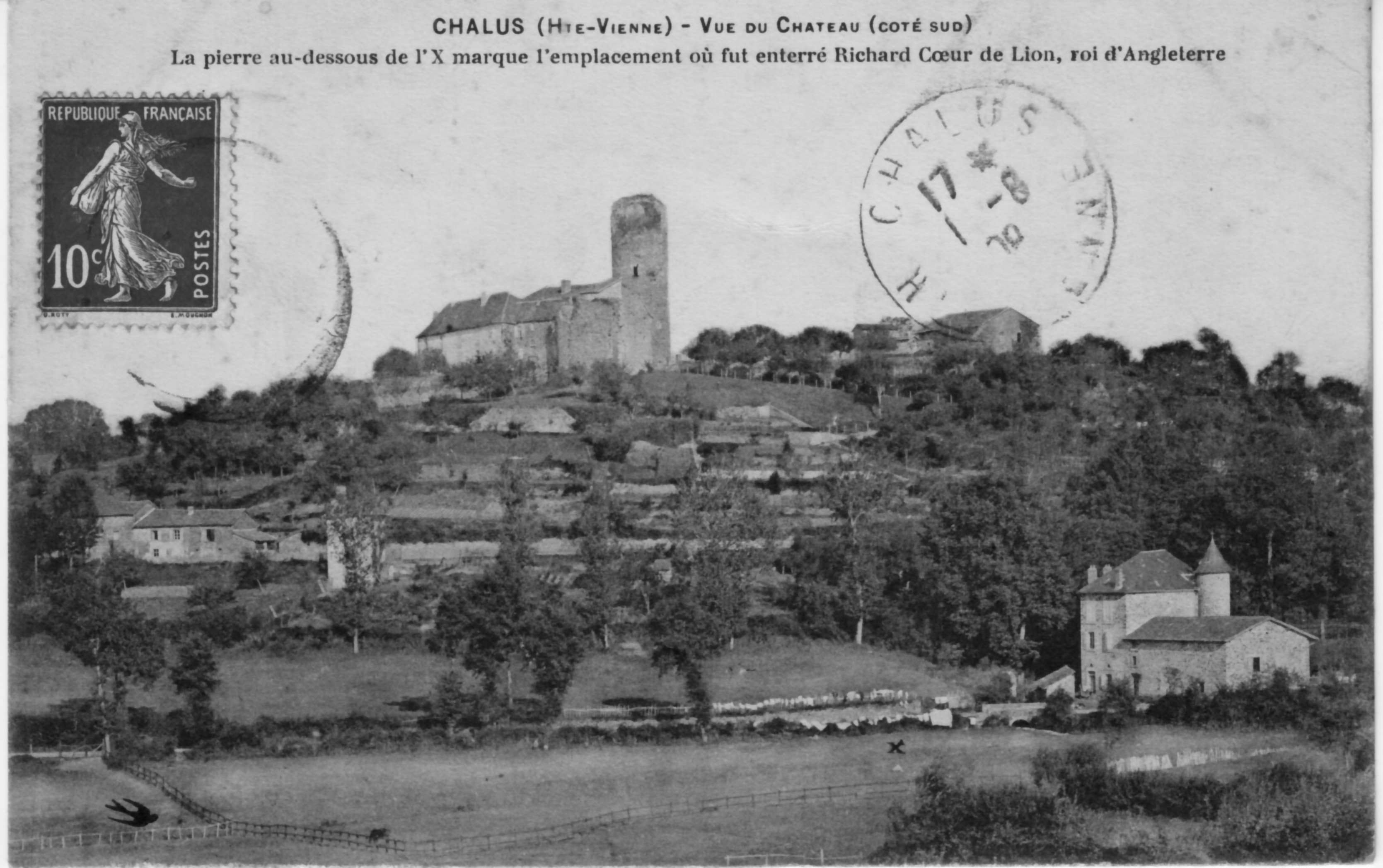
Rocher de Richard Cœur de Lion.

Le Rocher de Richard Cœur de Lion, site inscrit en 1944, est une roche qui émerge des herbes dans les prés de Maumont, au bas du bourg. Stationnant à Châlus durant la guerre de 1914-1918, des troupes américaines l'auraient dynamité afin d'en ramener un morceau aux États-Unis. Jouant la carte des provinces pittoresques et du sensationnel, les éditeurs de cartes postales du début du XXe siècle n'hésitaient pas à présenter ce rocher comme étant le lieu où Richard Cœur de Lion aurait été enterré.
Le plus gros séquoia géant (Sequoiadendron giganteum) d'Europe, d'une circonférence de 13,3 m, se trouve dans un jardin privé. Depuis le passage de la tempête Martin qui s'abattit sur Châlus à partir de 18 h 15 le 27 décembre 1999, la cime de ce séquoia exceptionnel, qui conserve la circonférence de tronc la plus importante d'Europe, fut arrachée sur environ 20 mètres.

### Patrimoine naturel
La commune fait partie de la Réserve de biosphère du bassin de la Dordogne.

#### ZNIEFF
La commune présente deux zones naturelles d'intérêt écologique, faunistique et floristique (ZNIEFF) de type 1.
- Bois des Essarts, un massif forestier avec de vieux châtaigniers et chênes. Il s'étend sur les communes de La Chapelle-Montbrandeix, Champagnac-la-Rivière, Cussac, Châlus, Dournazac[171].
- Lande de la Martinie (vallée de la Tardoire) qui est inclus dans la ZNIEFF Vallée de la Tardoire. Il s'agit d'un affleurement de serpentine[172].

Une ZNIEFF de type 2
- Vallée de la Tardoire (du moulin de Cros à Peyrassoulat)[173].

### Patrimoine culturel
L'association « Histoire et archéologie du Pays de Châlus », créée par Maurice Robert et Gabriel Fontanille, reprenant le travail de Paul Patier et présidée par Andrée Delage, s'attache à la valorisation du patrimoine historique, bâti et culturel, du Haut Limousin.
L'association « Vie Lageyrat » contribue à la conservation, la valorisation et l'animation du patrimoine et du site de Lageyrat. Elle rassemble plus d'une centaine d'adhérents qui organisent une fête, l'avant dernier week-end de mai, avec un marché gastronomique, artisanal et floral, une brocante, une exposition dans l'église, un déjeuner et diverses autres animations.
Ces événements ponctuels peuvent également s'appuyer sur des amateurs éclairés, dont certains ont constitué de vraies collections, mises en scène à l'occasion d'expositions ou de journées d'animation publiques. Ainsi, un Châlusien passionné a rassemblé plusieurs centaines de postes de radio et de télévision (collection Belair), un autre plusieurs milliers de pipes, un autre encore différents accessoires et matériels de lutte contre les incendies : seaux, casques, haches, épées, grenades extinctrices, pompes ainsi que des véhicules anciens, dont trois Laffly (collection Vignéras).

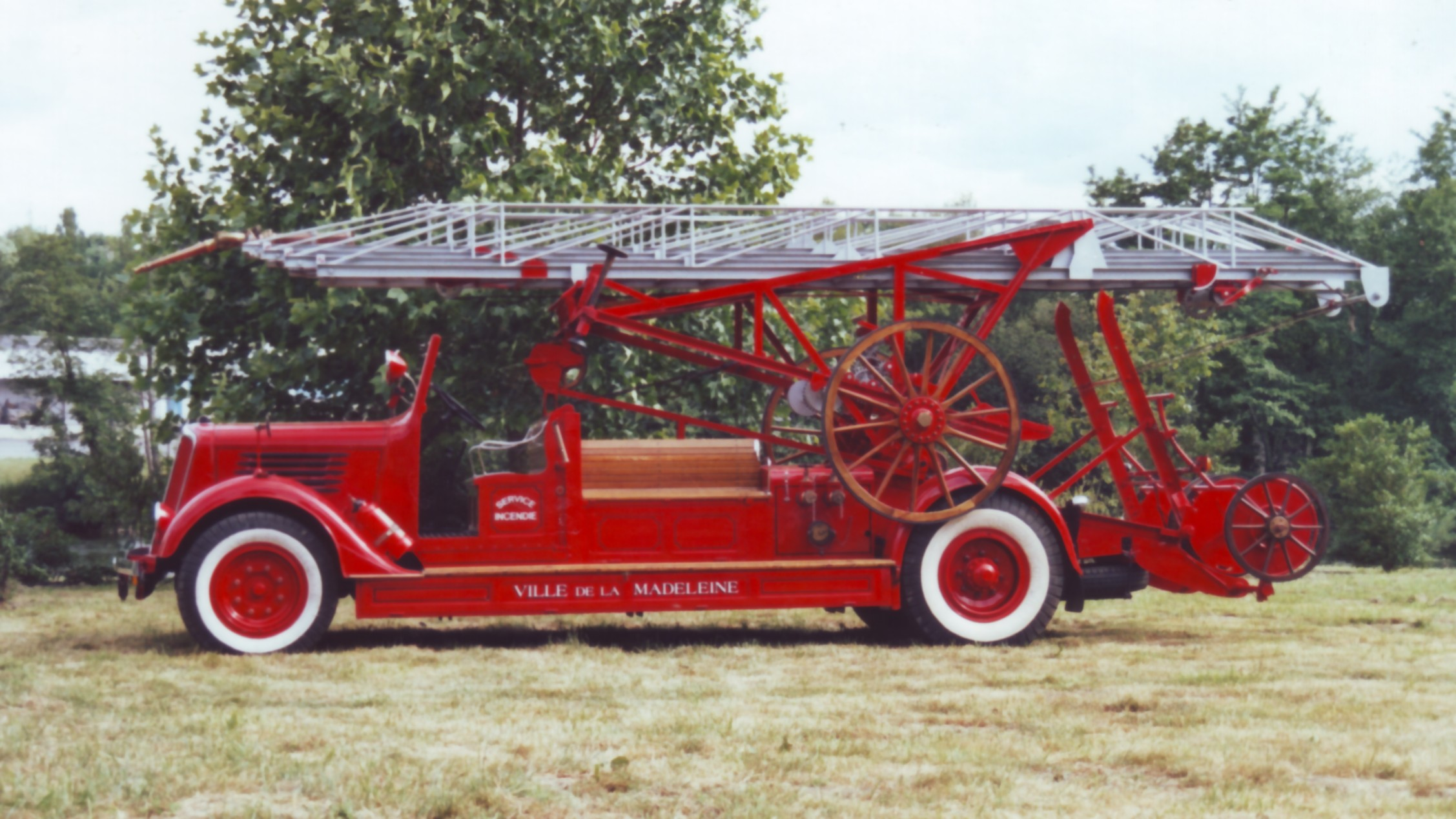
Renault ADR1 appartenant à la Collection Ch. Vignéras.
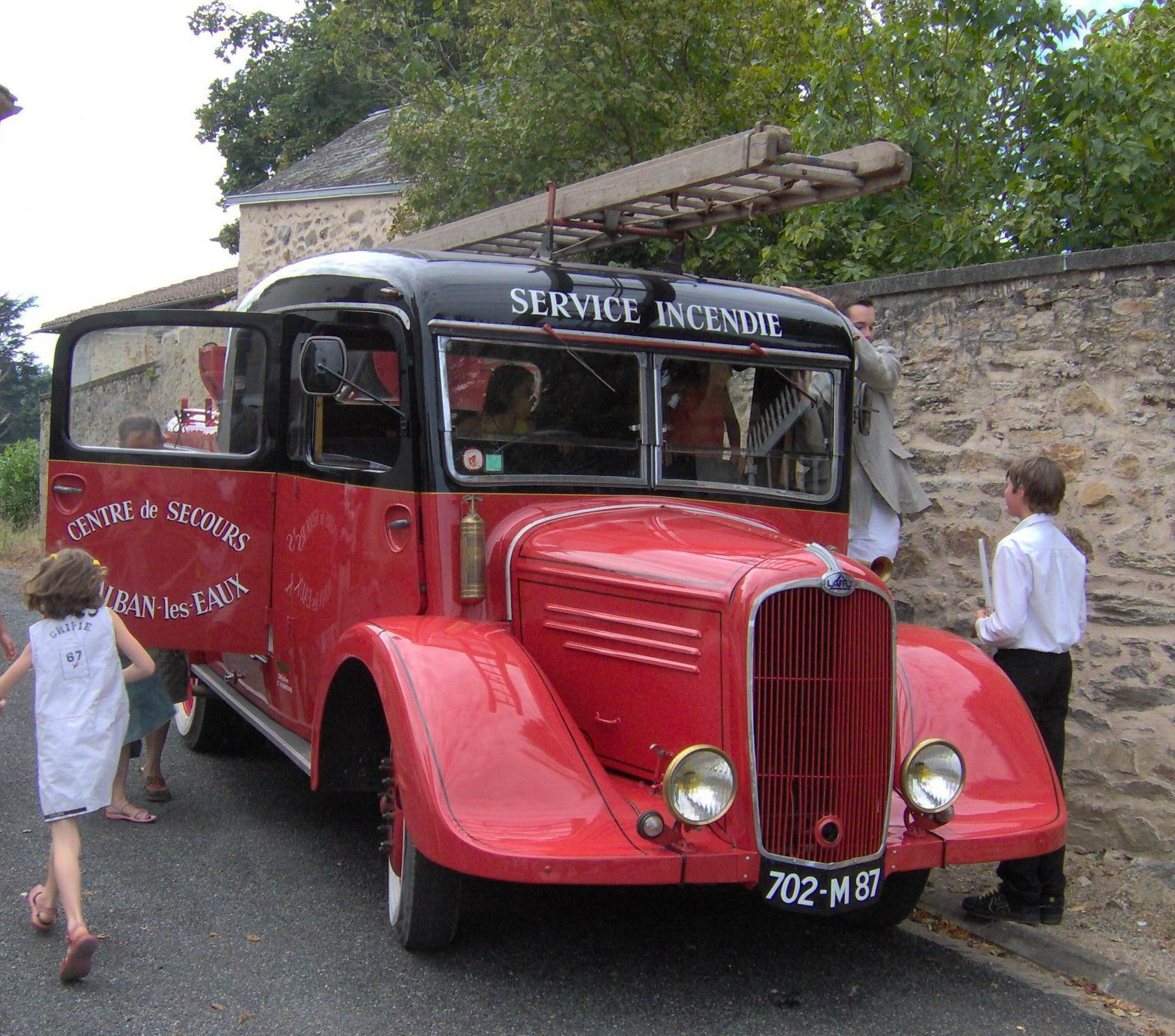
Laffly BSRC3 appartenant à la Collection Ch. Vignéras.
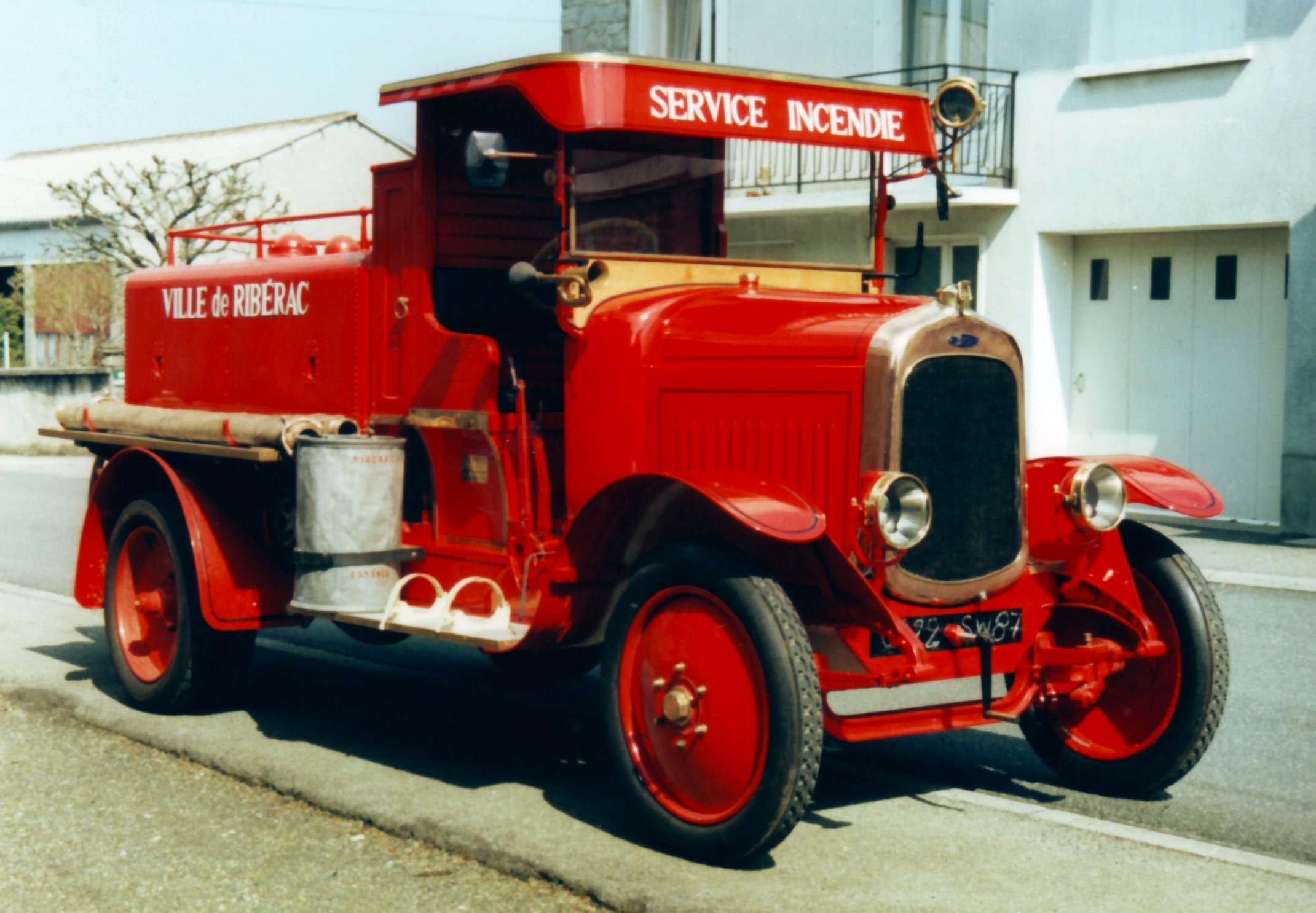
Laffly LV appartenant à la Collection Ch. Vignéras.

#### Littérature et cinéma

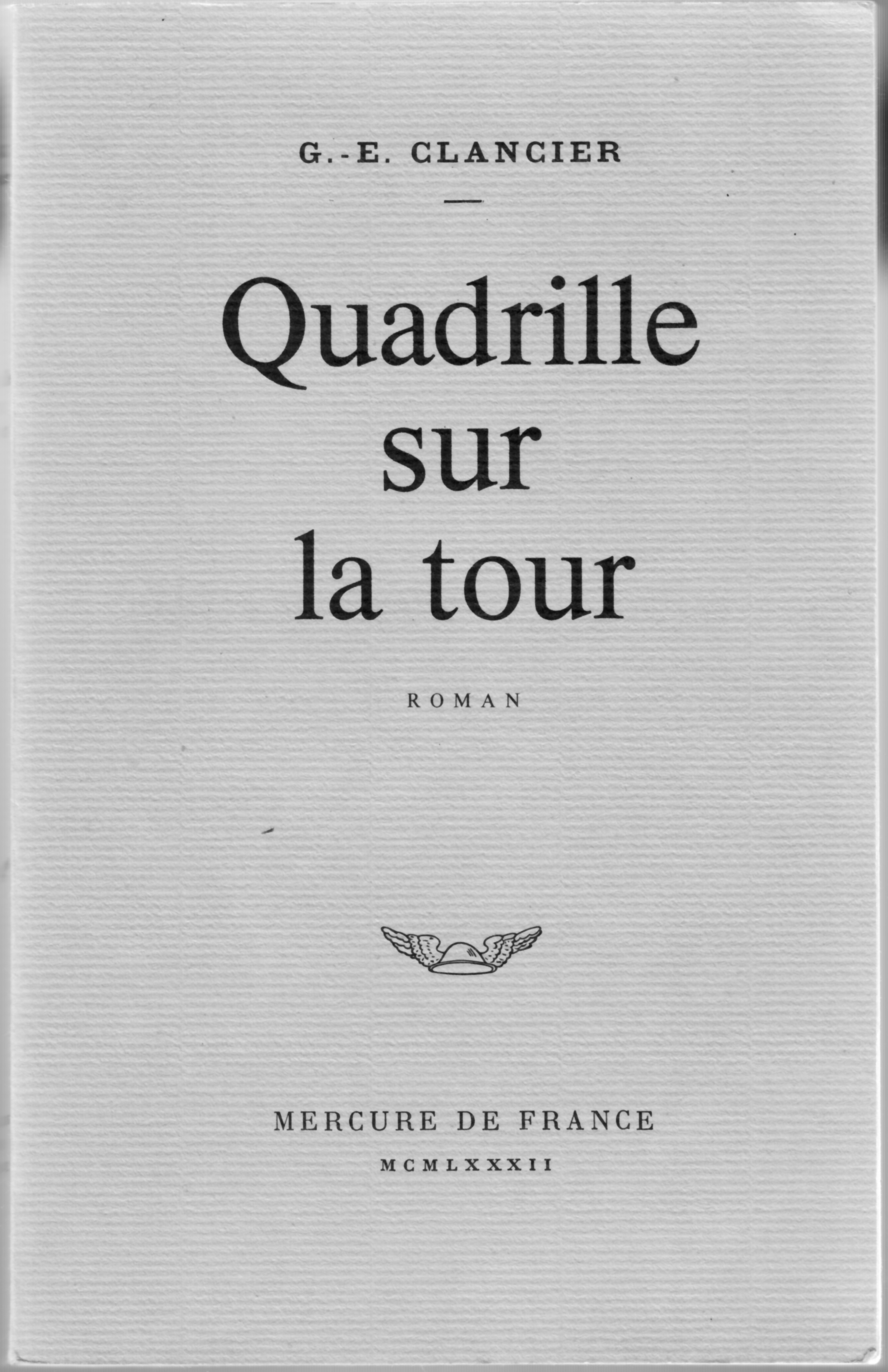
Quadrille sur la tour.

Châlus constitue le cadre ou la référence géographique de romans et d'essais, tels que Des femmes qui tombent de Pierre Desproges, ou Quadrille sur la tour de Georges-Emmanuel Clancier. Elle est également citée dans La Terre aux loups de Robert Margerit, ainsi que dans le tome sept, Quand un roi perd la France, des Rois maudits de Maurice Druon ou dans le Richard Cœur de Lion de Walter Scott.
Châlus est par ailleurs source d'inspiration pour Théodore Agrippa d'Aubigné qui, dans Les Aventures du baron de Faeneste, met en scène un dialogue entre Henri IV et un personnage imaginaire dénommé « Châlus de Limousin ». Dans Une ville de garnison, Alfred Assollant imagine un certain Bertrand de Presles, comte de Châlus, en compagnon de Godefroy de Bouillon lors de la première croisade, montant le premier sur les remparts d'Antioche, qui semble inspiré par le personnage de Gouffier de Lastours. Châlus fut également source d'inspiration pour Philippe Ébly qui, dans le tome II, Celui qui revenait de loin, de la série fantastique Les Conquérants de l'impossible, fait apparaître pour la première fois le troisième protagoniste de la série sous le nom de Thibaut, duc de Châlus. Ce personnage pourrait avoir contribué à inspirer celui du comte de Montmirail, interprété par Jean Reno dans Les Visiteurs. Enfin, le siège de Châlus a fourni à Walter Scott pour Ivanhoé le canevas du siège du château de Front-de-Bœuf.
Par deux fois, en 1976 et 2010, le cinéma hollywoodien évoque Châlus. Le film La Rose et la Flèche (1976), avec Sean Connery et Audrey Hepburn, s'ouvre sur le siège de Châlus par Richard Cœur de Lion, joué par Richard Harris. De même, les premières minutes du Robin des Bois de Ridley Scott, avec Russell Crowe et Cate Blanchett, qui fait l'ouverture du festival de Cannes 2010, reconstituent la bataille de Châlus,
.
En 2014, Châlus sert de cadre à un épisode de la saison 6 de la série télévisée Un village français tourné dans la maison Moins, une bâtisse de 1827.
L'auteur Rudi Molleman publie aux éditions Mon Limousin, en février 2020, un roman historique Petite pomme qui reprend l'enquête autour du crime particulièrement violent ayant eu lieu à Châlus en 1912 et qui défraya la chronique judiciaire et médiatique de l'époque.

#### Poste et philatélie
La création d'une poste à Châlus remonterait à Louis XI avec l'établissement d'un relais aux Granges, sur la route royale (actuelle RN21) de Limoges à Périgueux. Entre 1610 et 1632, Pierre, dit Pascaud, et Martial de Villoutreys en sont les maîtres. Au début du XIXe siècle, le nombre de chevaux de poste en service au relais des Granges reste conséquent et varie de 10 à 19. À la fin du siècle, et jusqu'au milieu du XXe siècle, le bureau de poste, limité au transport du courrier, connaît de nombreux emplacements. Après avoir été situé en de multiples endroits, puis en bas de la place du Marché (dans une maison construite en 1826 par la famille Forgeront), il est actuellement place Cardaillac, au lieu de l'ancienne mairie, elle-même construite au lieu de l'ancienne église.
Émis en France depuis le 1er janvier 1849, le timbre-poste est utilisé à Châlus dès le 24 janvier, comme le montre la plus ancienne enveloppe, destinée à un banquier, affranchie localement avec un Cérès 20 centimes noir, qui ait été conservée. Le fait est notable car, jusqu'au 1er juillet 1854, le timbre-poste est peu utilisé, l'ancien système de port payé par le destinataire restant en usage. Ce n'est qu'à partir de 1854, quand la Poste différencie les tarifs du courrier prépayé (affranchi de port) et de la lettre en port à percevoir, que son utilisation se généralise.
Le 15 mars 1969, la ville de Châlus héberge la Journée du timbre, ce qui est l'occasion d'une émission premier jour.
En 1999, la Poste édite un timbre-poste commémorant le 800e anniversaire de la mort de Richard Cœur de Lion, et organise une nouvelle émission premier jour à Châlus. Dans le cadre d'une manifestation philatélique de promotion, un bureau de poste temporaire est ouvert au château de Châlus-Chabrol, les vendredi 9 et samedi 10 avril. Précédée d'une autre vente anticipée à Fontevraud les samedi 10 et dimanche 11 avril 1999, la mise en vente officielle de ce timbre dédié au roi Richard Ier d'Angleterre est fixée au 14 avril, avec vente générale à partir du lundi 12 avril 1999.
Le timbre, réalisé à partir de la photographie d'un détail de l'Historia Anglorus, Bridgeman-Giraudon, British Library, est gravé par Claude Jumelet, également auteur du timbre commémorant le millième anniversaire du baptême de Clovis et sur lequel figure son catéchiste, saint Waast, qui est originaire de la région de Châlus. Il est imprimé en taille-douce sur rotative à 50 timbres par feuille. D'une valeur faciale de 3 FRF, ce qui correspondait à l'affranchissement d'une lettre simple (lettre 1er échelon de poids, zone 1), il fut vendu à environ 6,8 millions d'exemplaires et retiré de la vente le 12 novembre 1999. Format : 21,45 × 36 mm, dentelure : 13, couleurs : rouge, vert, bleu, bistre et beige.

#### Gastronomie
La cuisine châlusienne est limousine mais déjà fortement influencée par la proximité du Périgord vert.
Les principaux plats qui la caractérisent sont le pâté de pommes de terre et le pâté de viande, ce dernier étant également appelé tourtière. L'enchaud est une spécialité à base de poitrine de porc, roulée et fumée. Les desserts traditionnels sont la flognarde et le clafoutis. Depuis quelques années, le Burgou, un gâteau à la châtaigne baptisé du nom du bandit d'honneur actif entre Bandiat et Tardoire vers 1835 et devenu héros régional emblématique, est élaboré et commercialisé par les pâtissiers locaux.

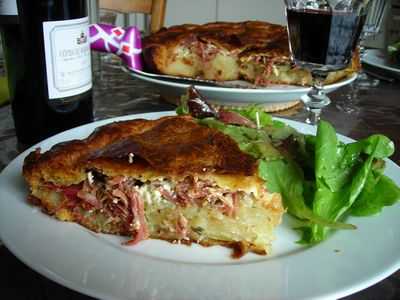
La tourtière.
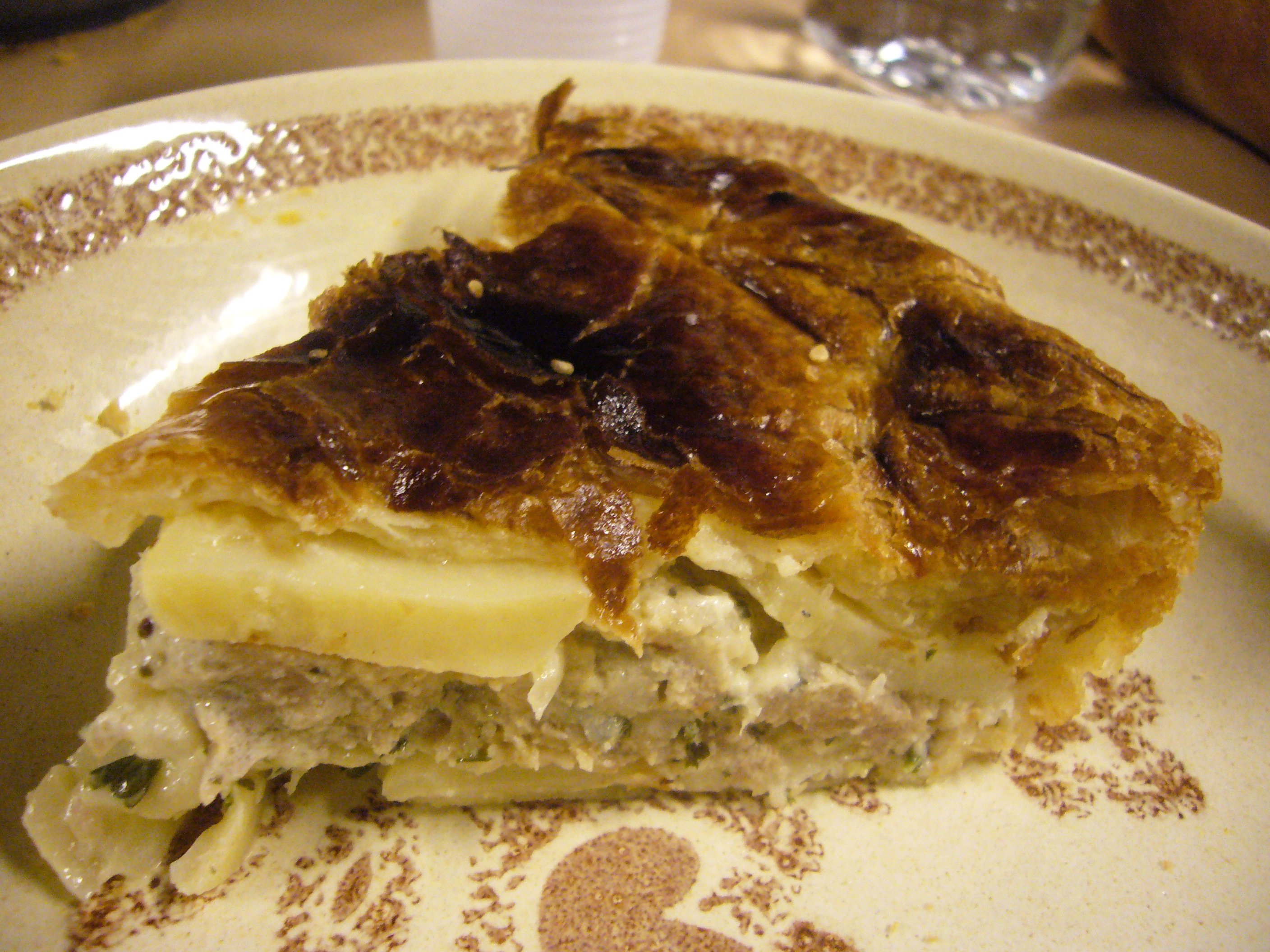
Le pâté de pommes de terre.
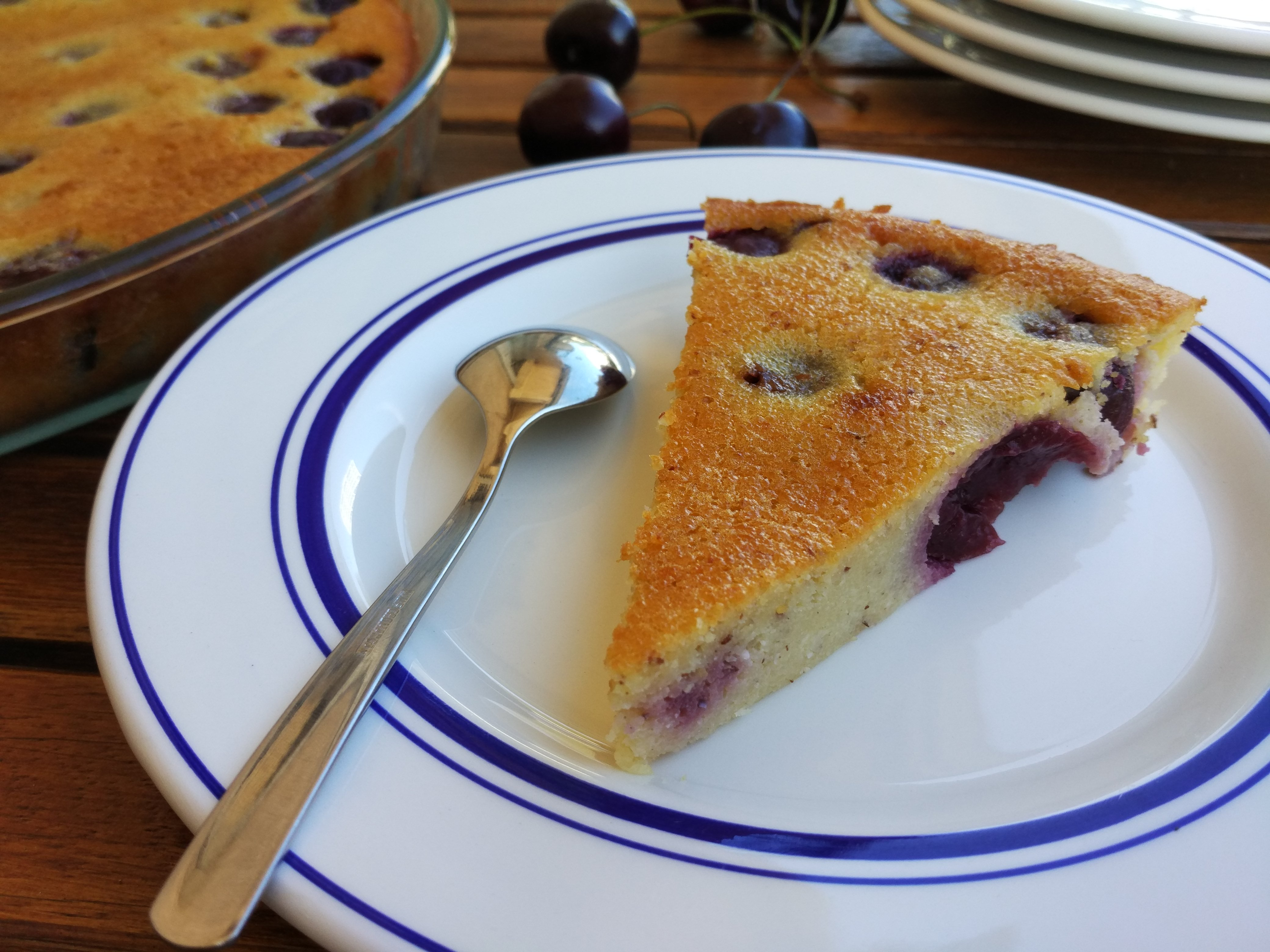
Le clafoutis.

La cuisine châlusienne familiale utilise les ressources locales : viande de porc, de bœuf, d'agneau et de mouton. Les champignons sont cuisinés sous toutes leurs formes, qu'il s'agisse de cèpes (en patois châlusien, « lou champignon » est nécessairement un cèpe), de girolles, de coulemelles (appelées « Filleuls » dans les monts de Châlus) ou de trompettes de la mort. La châtaigne, qu'elle soit blanchie, bouillie ou grillée, est également très présente, comme mets principal ou comme base de préparations (boudins aux châtaignes, etc.) La pomme du Limousin, produite notamment dans les monts de Châlus, est la seule variété, en France, à bénéficier d'une AOC. La soupe traditionnelle est la bréjaude. Composée de lard, de pommes de terre et de raves, il est d'usage de la finir « en faisant chabrot » avec un peu de vin. La cuisine familiale châlusienne est aussi faite du produit des rivières (écrevisses, truites, vairons), des « serves » et des étangs (carpes, brochets).
La cornue est une spécialité boulangère préparée pour les Rameaux, le dimanche précédant Pâques. Il est d'usage à Châlus que le parrain l'offre à son filleul, en signe d'espoir en la « virilité » de ce dernier. En effet, la forme en Y de cette brioche, censée représenter la Sainte Trinité, rappelle également la forme d'un sexe d'homme. À tel point qu'au XVIIIe siècle, l'évêque de Limoges aurait demandé aux pâtissiers de moraliser leur gâteau des Rameaux, en modifiant quelque peu sa forme. La coutume limousine de la cornue semble également se maintenir, avec quelques variantes (existence d'une cornue « femelle ») dans la Charente limousine voisine. La spécialité sucrée reste les Craquelins de Châlus, de forme ronde et dont la couleur rouge provient du cumin qui intervient dans sa fabrication.
Une limonade fut, pendant plusieurs générations et jusque dans les années 1970, produite peut-être à partir de l'eau de la Fonquebure sous la marque Limonade Mémé. La recette de cette limonade s'est perdue avec le décès de Mémé Deléron. La bière Chevalier de Maulmont, brassée par la brasserie Duplessi, permettait en 2005 de financer la restauration du château de Châlus-Maulmont.

### Tourisme
Châlus, située au cœur d'une aire touristique, historique et culturelle posée aux confins du Limousin, du Périgord vert et de la Charente limousine, est une station verte de vacances. L'office du tourisme des monts de Châlus y présente l'offre touristique dans l'ensemble de la communauté de communes et édite chaque année un guide touristique, ainsi qu'une sélection de gîtes ruraux. Située à sa proximité immédiate, la Maison du Châtaignier inclut un espace muséographique interactif entièrement consacré au châtaignier et aux possibilités gastronomiques offertes par son fruit, la châtaigne. Elle offre une présentation du métier de feuillardier, de même qu'un espace boutique avec une exposition vente de produits de fabrication artisanale en bois de châtaignier et de produits de la ferme, à base de châtaigne. La Voie verte des Hauts de Tardoire, unique voie verte de la région Limousin, offre un itinéraire sécurisé de Châlus à Oradour-sur-Vayres qu'il est possible de suivre à pied, en fauteuil roulant, à vélo ou en roller.
Le chemin « las girondelas » (les girolles) est exclusivement pédestre. Ses 14 km de promenade en pleine nature limousine peuvent être parcourus en 3 h 30, ou réduits à une variante de 6 km.
En période estivale, un circuit de vélorail sur une voie de chemin de fer désaffectée permet, au départ de Bussière-Galant, une promenade de deux heures jusqu'à l'aire de retournement de la Tranchardie, ou, sur réservation, de deux heures trente jusqu'à la gare de Châlus.

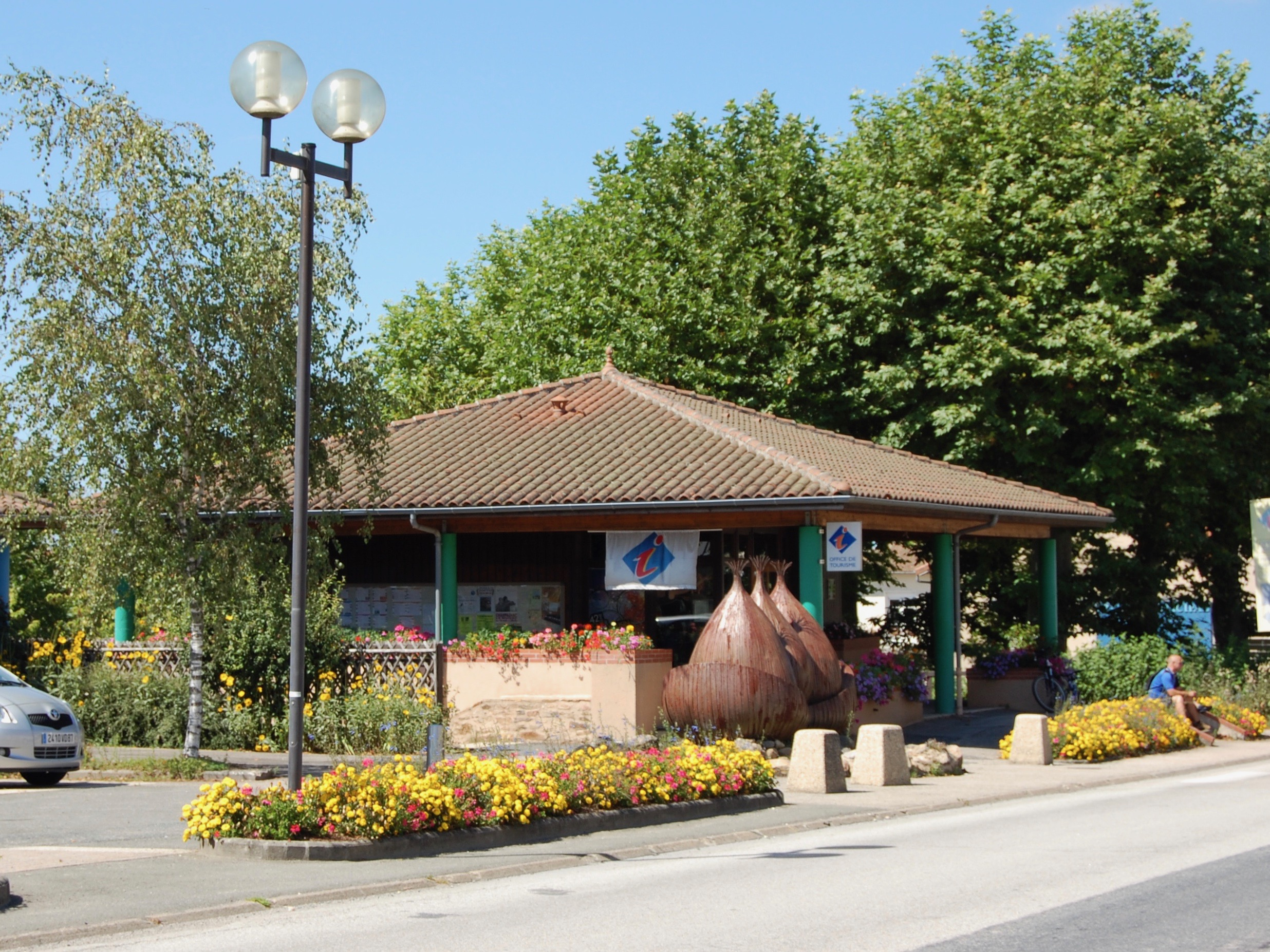
Office de Tourisme des monts de Châlus.
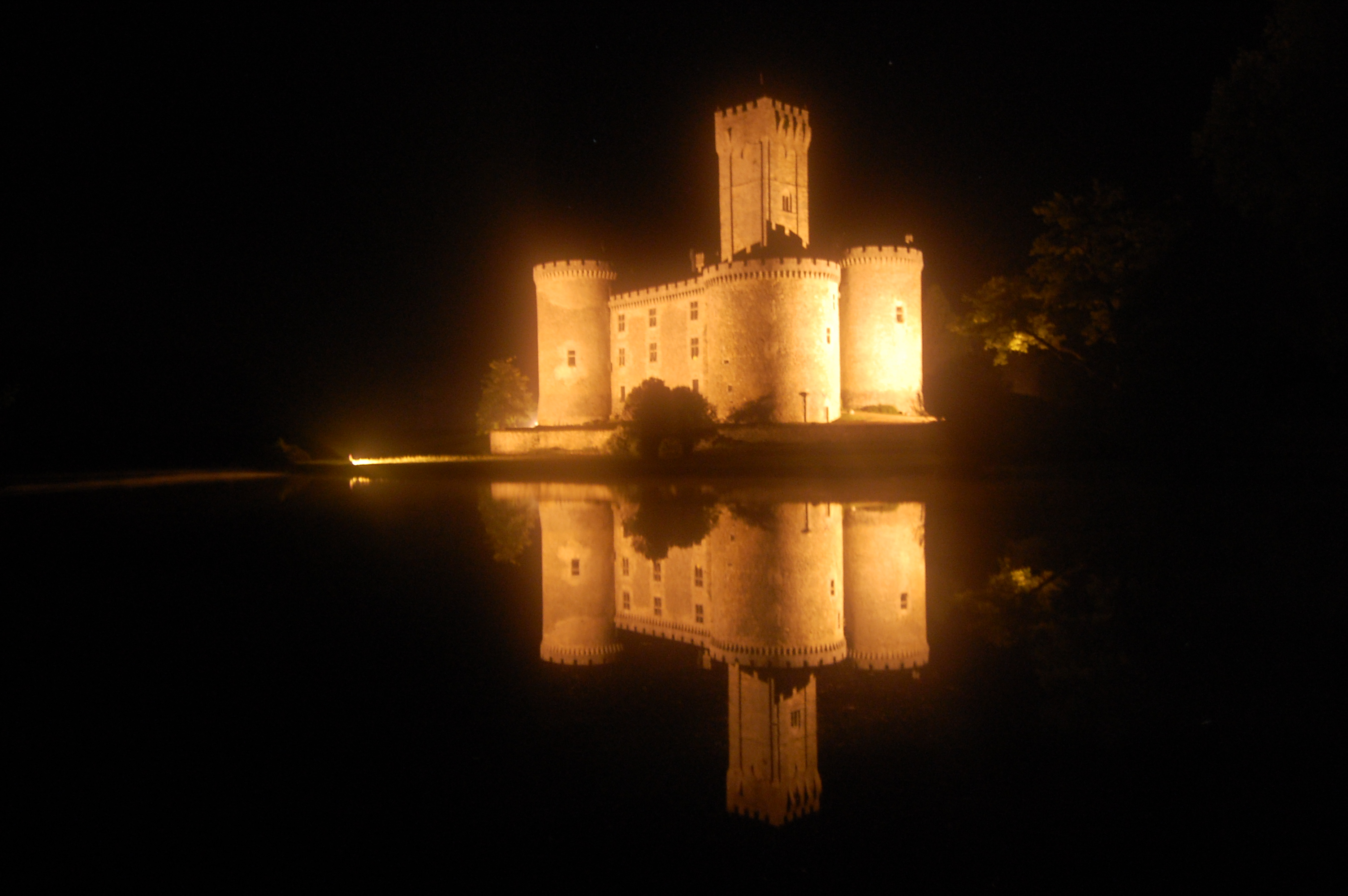
Château de Montbrun (Dournazac).
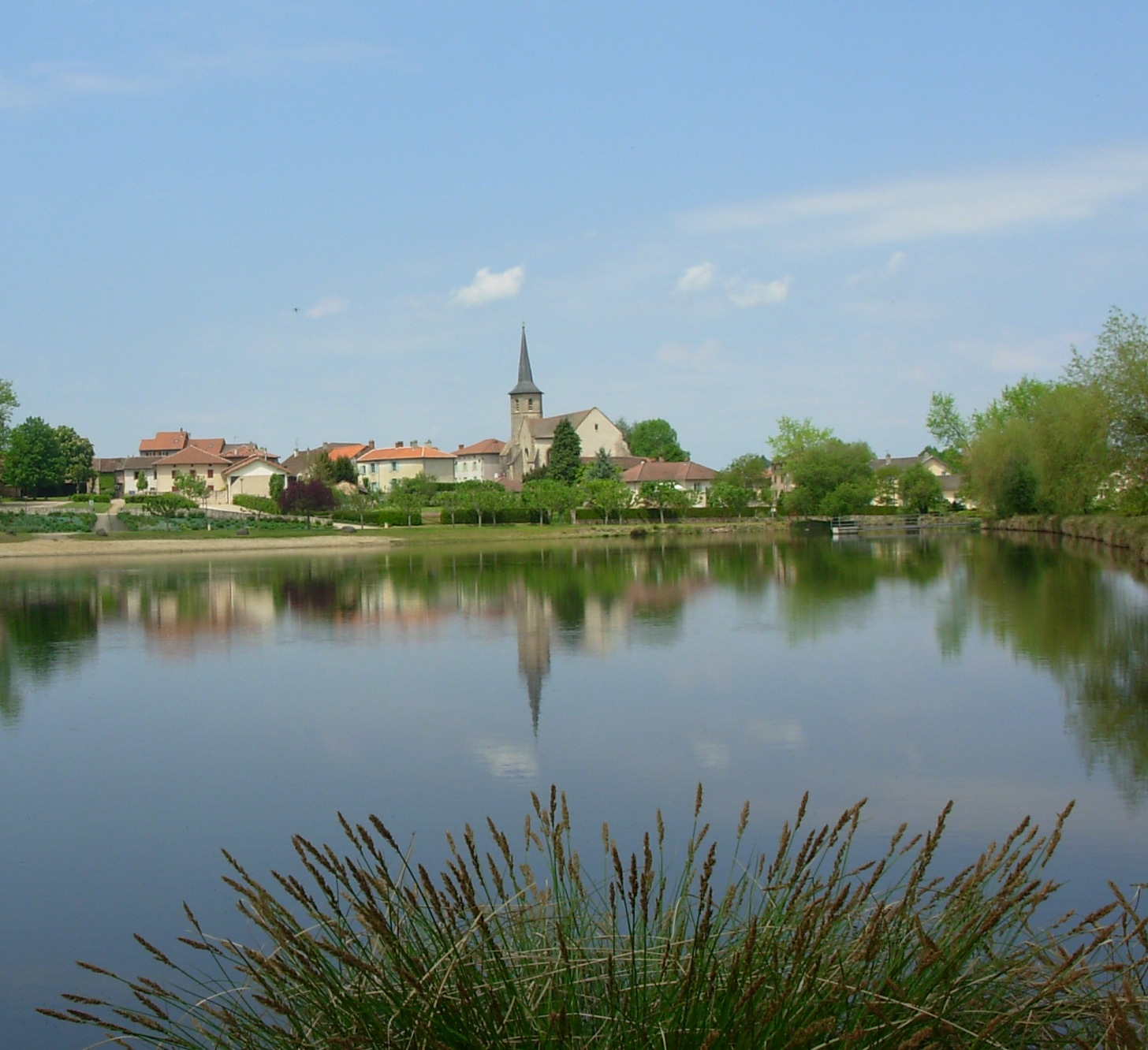
Lac Saint-Fortunat (Flavignac).
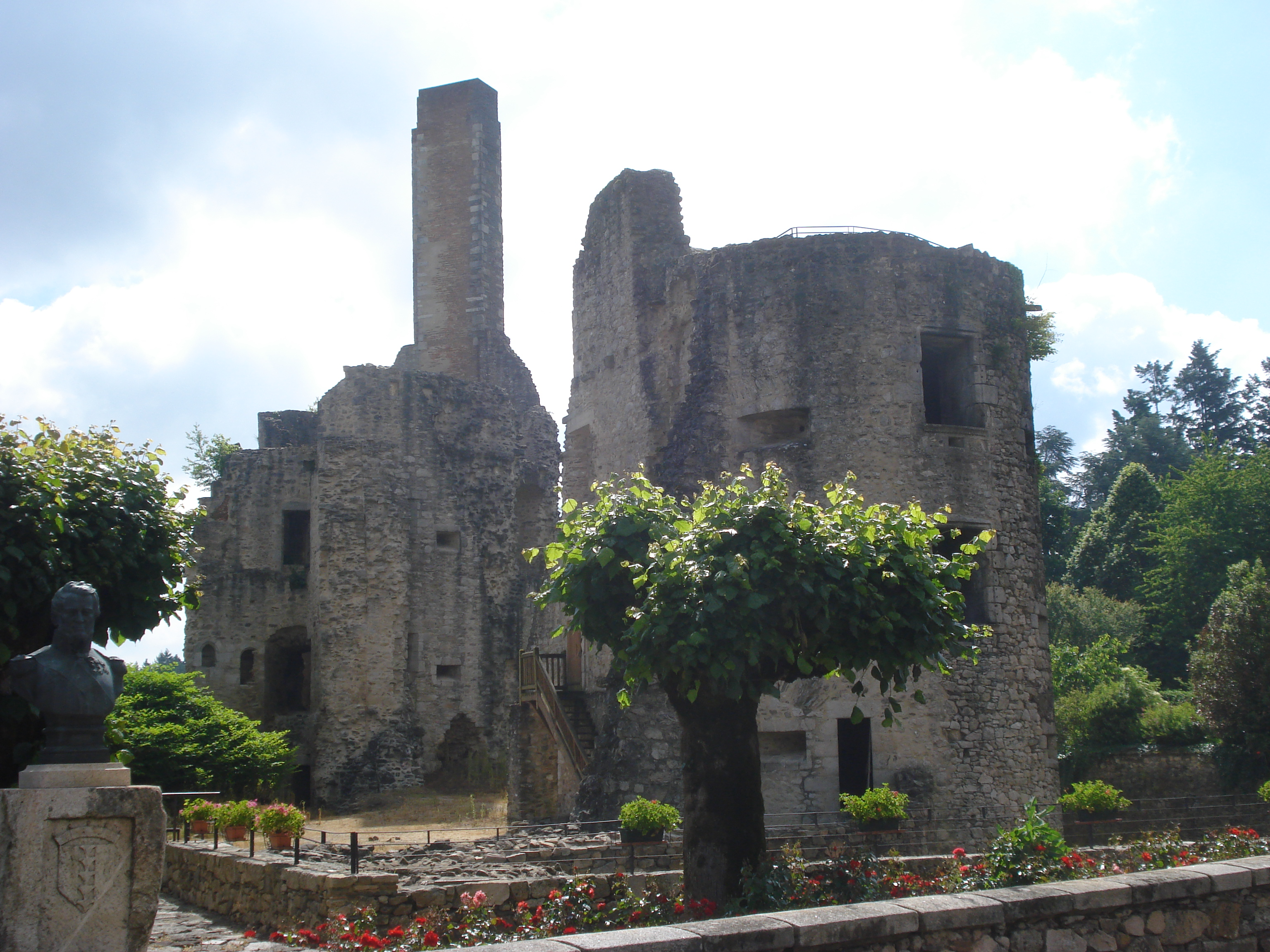
Ruines du château (Les Cars).

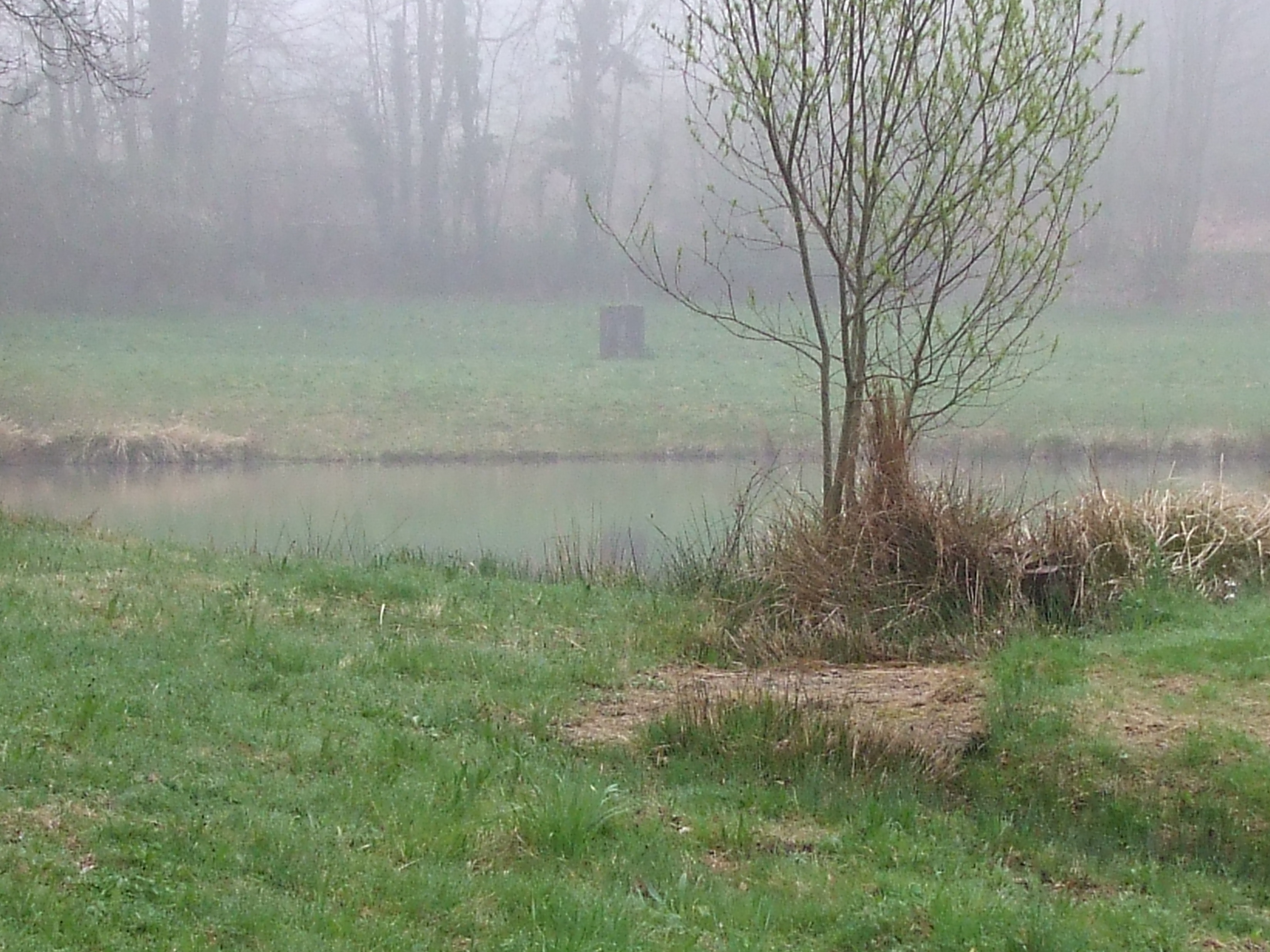
Source de la Tardoire (Pageas).
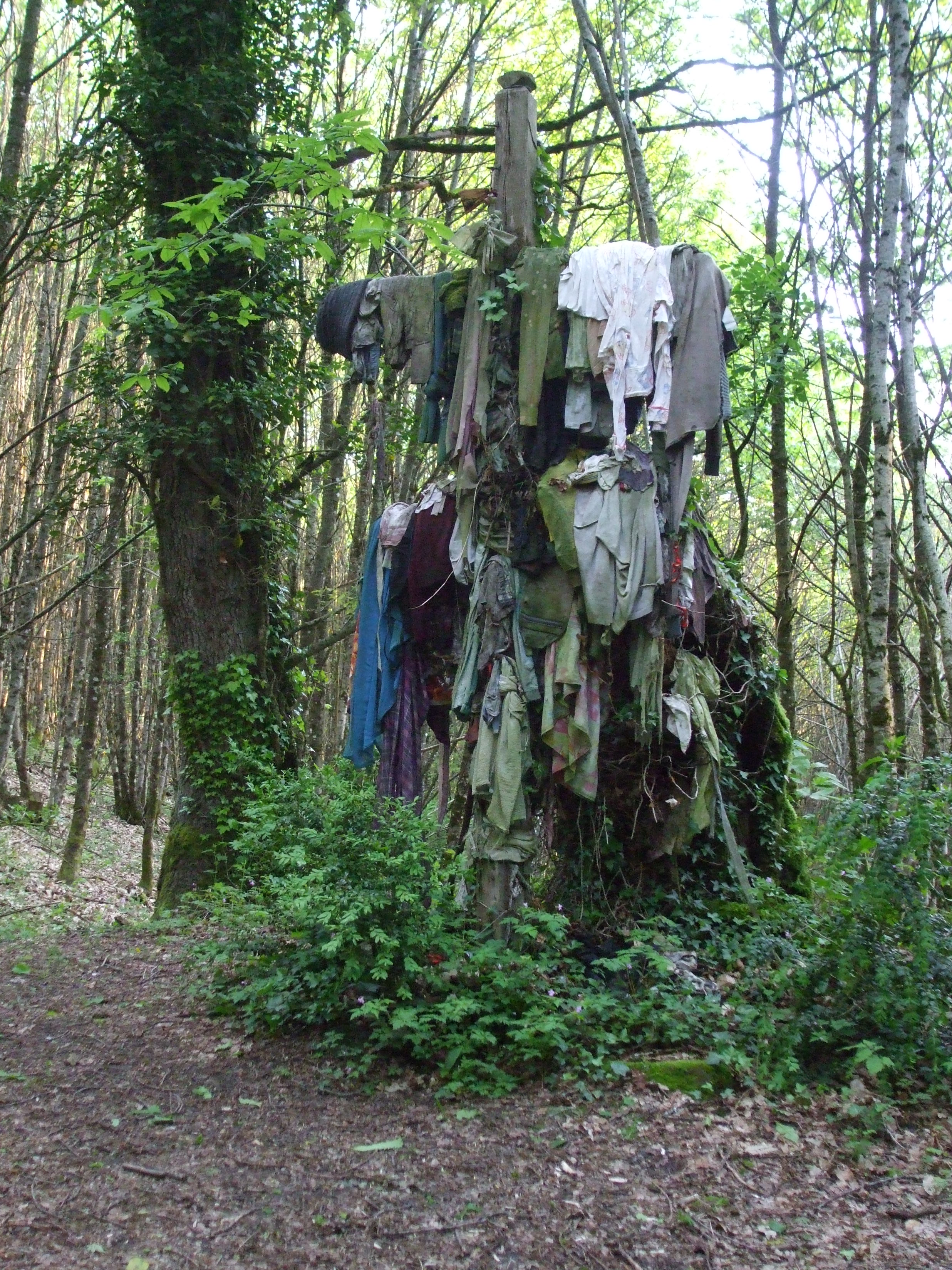
Bonnes fontaines de Courbefy (Bussière-Galant).
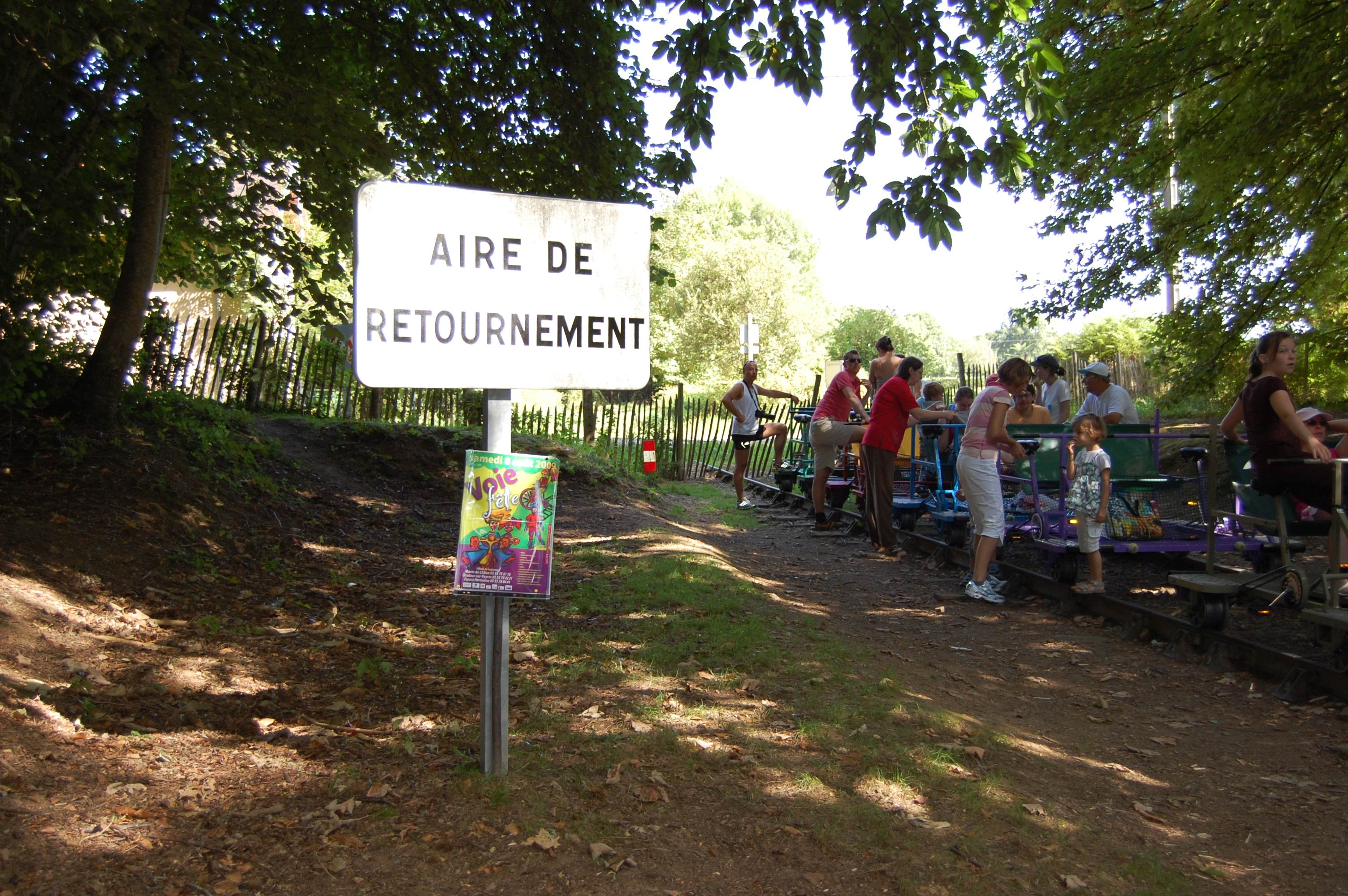
Vélorail à la Tranchardie.

#### Étapes
La ville de Châlus est située sur deux routes touristiques : la route Richard Cœur de Lion et le chemin de Compostelle (Via Lemovicensis).

### Blason, logotype, devise et hymne
Les armes de Châlus sont blasonnées de sinople à un arc de gueules cordé de sable, avec une flèche aussi de sable, accompagné de neuf quilles d'or posées en orle et soutenu d'une boule de sable. Il s'agit d'armes récentes, du type « armes par allusion ». La devise de Châlus est « Telum Castellutii Occidit Leonem Angliae » que l'on peut traduire par « ce château qui tua le lion anglais ». L'hymne des Châlusiens est Lo Turlututu. Selon un usage très ancien, un Châlusien pénétrant dans un lieu, hors de Châlus, siffle les trois premières mesures du Turlututu. Les Châlusiens présents se font connaître en sifflant la mesure suivante. Cet usage semble toujours en vigueur, voire plus usité que par le passé du fait de la dispersion géographique des familles originaires de Châlus.
| Blason du Limousin | Blason du Limousin Aliénor d'Aquitaine apporta le Limousin en dot en 1152 à son second mari, Henri Plantagenêt, comte d'Anjou (d'où la bordure rouge) et futur Henri II, roi d'Angleterre. Marie de Comborn, dite Marie de Limoges, héritière des derniers vicomtes de Limoges, épousa en 1275 l'héritier des ducs de Bretagne, le futur Arthur II (d'où l'hermine de Bretagne).                                              |
| Le blason de Châlus représentant un jeu de neuf quilles en or, avec sa boule et une arbalète                                  | Blason de Châlus Les armes de Châlus sont constituées d'un jeu de neuf quilles en or et d'une arbalète. Les quilles font allusion au trésor de Châlus composé, selon la légende, de neuf statues en or, représentant le proconsul Lucius Capreolus et sa famille. L'arbalète est celle du chevalier Pierre Basile avec laquelle il blessa mortellement Richard Cœur de Lion lors du siège de Châlus Chabrol en 1199.          |
| Le blason de Richard Cœur de Lion, à partir de 1198, « de gueules aux trois léopards d'or »                                   | Blason de Richard Cœur de Lion, à partir de 1198 À la fin de sa vie, Richard adopte ce blason « de gueules aux trois léopards d'or » qui sera le blason des rois d'Angleterre et des ducs d'Aquitaine de 1198 à 1340. Ce blason sera donc également celui de Jean sans Terre (°1166 – † 1216), d'Henri III (°1207 – † 1272), d'Édouard Ier (°1237 – † 1307), d'Édouard II (°1284 – † 1327) et d'Édouard III (°1312 – † 1377). |
| Blason signalant la route touristique "Richard Coeur de Lion", « de gueules au lion rampant au cœur transpercé d'une flèche » | Blason de la Route touristique Richard Cœur de Lion Ce blason, « de gueules au lion d'or, lampassé et armé de sable, au cœur transpercé d'une flèche de même », sert à baliser la route touristique Richard Cœur de Lion. Ce sont, en héraldique, des «armes parlantes» : le dessin du blason peut être lu comme un rébus. Bel hommage à Richard, dont les armes furent multiples mais toujours « parlantes ».                |
| Blason de la famille de Géraud de Maulmont, « d'azur, à deux fasces d'or »                                                    | Blason de Géraud de Maulmont Le blason des Maulmont (ou Maumont) est dit « d'azur, à deux fasces d'or ». Comme tout blason très ancien, il est d'une grande simplicité. |
| Blason de la maison de Boubon Buisset, « bleu azur semé de fleurs de lys d'or, au bâton de gueules »                          | Blason de la Maison de Bourbon Busset Les Bourbon Busset et Bourbon Châlus descendent de Saint Louis. Ils sont les aînés par le sang de tous les descendants d'Hugues Capet actuellement vivants. Leur branche n'est cependant pas dynaste. Ils portent les armes de France « modernes », un blason bleu azur semé de fleurs de lys d'or, au bâton de gueules.                                                                |

### Personnalités liées à la commune

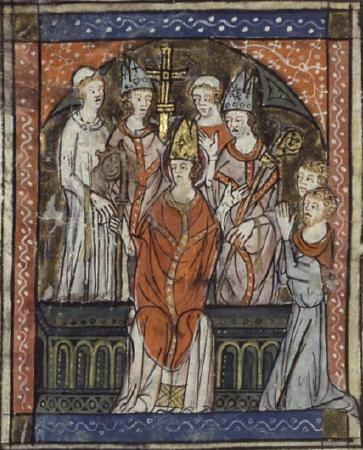
Saint Waast : le plus ancien Châlusien identifié.

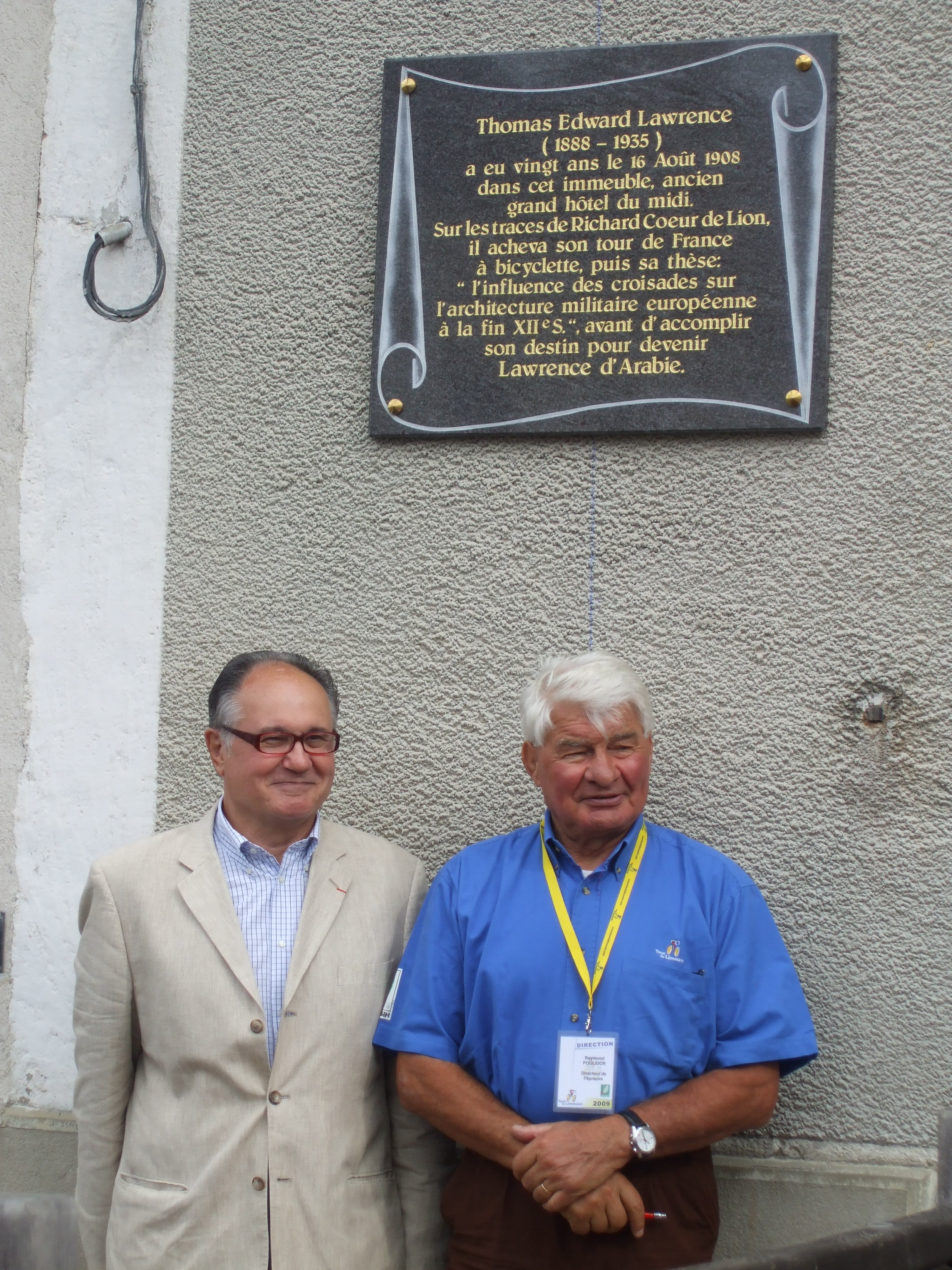
Raymond Poulidor et Guy Penaud inaugurant la plaque commémorant le passage de Lawrence d'Arabie à Châlus.

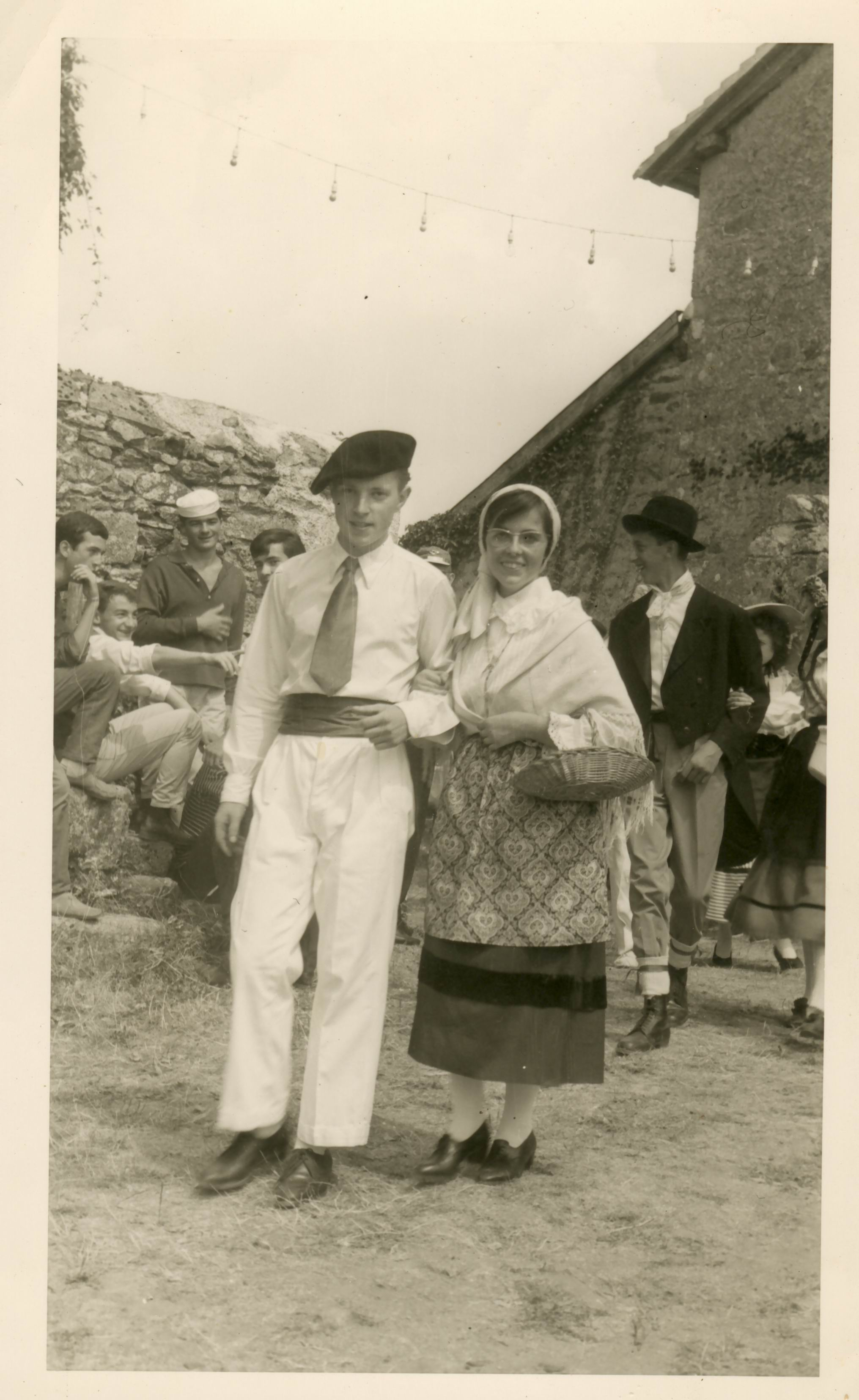
Pierre Desproges en spectateur moqueur, kermesse de Châlus-Chabrol, 26 septembre 1958.

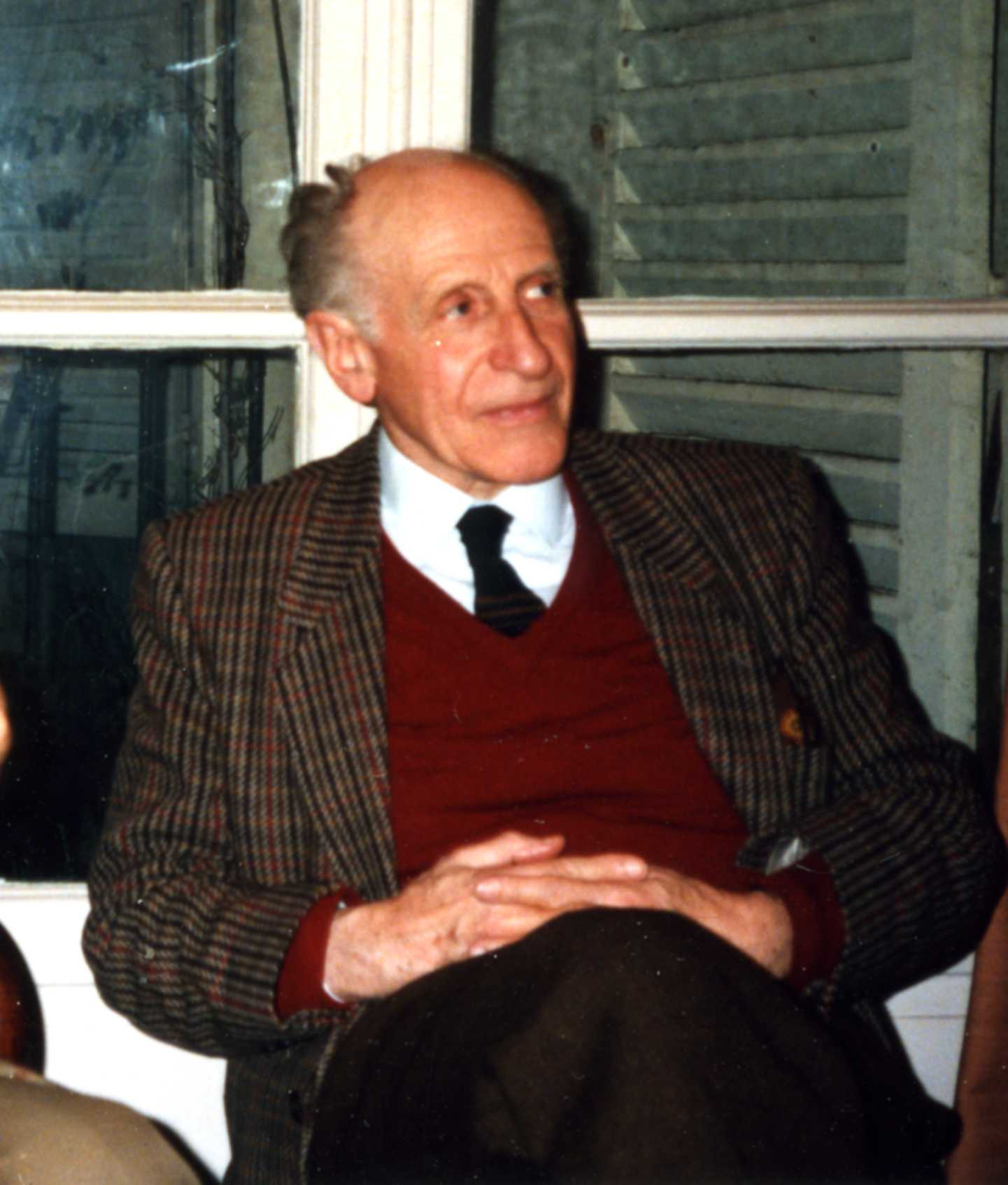
Georges-Emmanuel Clancier lors d'une exposition d'Eudaldo en 1987.

- Saint Waast (° env. 475-540) - Catéchiste du roi Clovis, évêque d'Arras.
- Hugues de La Certa (1071-1157) - Né au château de Châlus Chabrol, second fondateur d'un des trois ordres monastiques de France : l'Ordre de Grandmont, dont il rédigea la Règle.
- Richard Cœur de Lion (1157-1199) - Roi d'Angleterre, duc de Normandie, duc d'Aquitaine, mortellement blessé lors du siège du château de Châlus-Chabrol où il décéda le 6 avril 1199.
- Géraud de Frachet (1205-1271), dit aussi Gérard, Gérald, de Frachet ou Frachet - Né à Châlus, historien officiel de l'ordre des Dominicains.
- Géraud de Maulmont (1222-1299) - Clerc des rois de France Philippe III le Hardi et Philippe le Bel, chambrier du pape Boniface VIII, décédé en 1299 en son château de Châlus.
- Aymery de Châlus (env. 1275-1349) - Né au château de Châlus, légat en Lombardie en 1342, puis en Romagne, Corse, Sardaigne, enfin en Sicile où il a gouverné au nom du pape.
- Les Bourbon-Châlus - Branche aînée, mais non dynaste, de la maison de France, qui reçurent la châtellenie de Châlus de Louise Borgia. Ne doivent pas être confondus avec les « de Chalus » (dont Françoise de Chalus), patronyme orthographié sans accent circonflexe[Note 26].
- Martial Dumas, médecin de Napoléon Ier, enterré au cimetière.
- Louis Ier de Bourbon (18 octobre 1648-10 novembre 1677) - Comte de Busset, baron de Châlus, de Vésignieux et de Saint-Martin-du-Puy, tué au siège de Fribourg.
- Gaspard-Louis de Bourbon (16 mai 1745-8 décembre 1751) - Comte de Châlus, inhumé dans la cathédrale Notre-Dame de Paris.
- Étienne de Cardaillac (1818-1879) - Né à Saint-Priest-Ligoure, membre de l'Institut[198], commandeur de la Légion d'honneur, proche de Napoléon III, fut conseiller général du canton de Châlus.
- Bertrand, dit Paul Lacombe (1833-1903) - Né à Châlus, médecin, républicain, maire de Montbron, conseiller général puis sénateur de la Charente de 1901 à 1903[199].
- Léonard Chambonnaud (1873 - 1953) - Né à Châlus, professeur d’études techniques et professionnelles. Auteur de La Technique des Affaires, première encyclopédie des Affaires de langue française.
- Thomas Edward Lawrence, dit Lawrence d'Arabie (1888-1935) - Préparant sa thèse sur L'Influence des croisades sur l'architecture militaire européenne à la fin du XIIe siècle, a fêté ses vingt ans, le 16 août 1908, dans l'ancien Grand hôtel du midi[200], lors de son tour de France à bicyclette[201].

- Paul Patier (1895-1984) - Érudit et historien de la commune.
- Georges-Emmanuel Clancier (1914-2018) naît dans une famille issue, du côté paternel, d'artisans de Châlus où il séjourne dans sa jeunesse. Plusieurs de ses ouvrages y font référence, notamment son premier roman, Quadrille sur la tour (1942), de nombreux poèmes, notamment dans Terres de mémoires (1965) ou le premier volume de son autobiographie, L'Enfant double (1984)[202].
- Pierre Chaminade (1923-1977) - Dernier déviant intégré[Note 27] de Châlus dont la notoriété a débordé le cadre local[203],[204], avec l'évocation de sa mémoire en parallèle à Serge Gainsbourg, par Pierre Desproges dans son recueil Fonds de tiroir[205].
- Maurice Robert (1930-2022) - Né à Châlus, ethnologue, président de la Société d'ethnologie et de sauvegarde des patrimoines en Limousin.
- Pierre Desproges (1939-1988) - Enfant de Châlus[206], humoriste et philosophe.
- Jean-Claude Peyronnet (1940) - Né à Châlus, sénateur, président du conseil général de la Haute-Vienne de 1982 à 2004.
- Renaud Camus (1946) - Né à Chamalières, écrivain français, s'est arrêté photographier Châlus et sa région le 26 juin 2008[Note 28], et a fait part de quelques commentaires à cet égard[Note 29].
- Olivier de Rincquesen (1950) - Journaliste et chroniqueur, issu d'une famille de Châlus, où il a conservé la propriété familiale.
- Monique Boulestin (1951) - Née à Châlus, députée de Haute-Vienne.
- Christophe Patier (1959) - Né à Blois, haut fonctionnaire français, issu d'une famille de Châlus, où il a conservé la propriété familiale.
- Isabelle Moins (1964) - Née à Limoges, issue d'une famille de négociants en bestiaux de Châlus, où elle conserve la propriété familiale, dirigeante d'entreprise spécialisée dans les NTIC.
- Nathanaël de Rincquesen (1972) - Né à Paris, journaliste et présentateur de télévision, issu d'une famille de Châlus, où il a conservé la propriété familiale.